# Мирский замок
Ми́рский за́мок (бел. Мірскі замак), за́мково-па́рковый ко́мплекс «Мир» (бел. замкава-палацавы комплекс «Мір») — оборонительное укрепление и резиденция в городском посёлке (пгт) Мир Кореличского района Гродненской области Беларуси. Памятник архитектуры, внесён в список Всемирного наследия ЮНЕСКО (с 2000 года). Архитектурный комплекс включает в себя замок XVI—XX веков, валы XVII—XVIII веков, пруд 1896—1898 годов, часовню-усыпальницу Святополк-Мирских с домом сторожа и воротами, пейзажный и регулярный парки, дом управляющего. Находится в пгт Мир, на правом берегу реки Миранки.
Построенный в начале XVI века магнатом Ильиничем замок стал первым частнособственническим замком на землях Беларуси. С 1568 г. замком владели Радзивиллы (до 1828), потом Витгенштейны (до 1891). Последними владельцами замка были князья Святополк-Мирские (до 1939), после чего с приходом советской власти он стал государственной собственностью. Замок является самым восточным готическим сооружением, а также самым крупным и единственным не культовым объектом из немногих сохранившихся образцов самобытной белорусской готики.
Замок по строению похож на квадрат со стороной около 75 метров, по углам расположены пятиэтажные башни высотой 25—27 м, которые выходят за пределы стен. Пятая башня — шестиэтажная с въездными воротами.
Комплекс участвовал практически во всех войнах, которые проносились в своё время на белорусской земле: начиная с русско-польской войны 1654—1667 гг. и до Отечественной войны 1812 года, замок не раз брали в осаду и штурмовали его. Был повреждён в 1665 и 1706 годах, после восстановлен в начале XVIII века. Потом снова был сильно повреждён в 1794 году. В 1812 под стенами замка состоялся бой между польской кавалерией генерала Рожнецкого, входившей в состав французской армии, и арьергардом 2-й русской армии — казачьей конницей М. И. Платова.
Мирский замок для своего времени был мощным военным сооружением, где были применены почти все известные элементы Средневековой фортификации и были воплощены местные традиции замкового зодчества. Строили его по проекту талантливого архитектора, который, скорее всего, был мастером из народа и владел художественным вкусом. Отсутствие хороших приспособлений не помешало зодчему создать первоклассное для того времени военно-инженерное сооружение и украсить его разнообразными архитектурными деталями. Большая насыщенность огневых средств при взаимном перекрывании секторов обстрела, постановка башен с расчётом ведения флангового огня вдоль стен, высокие, крутые валы с бастионами по углам делали Мирский замок первоклассным оборонительным сооружением своего времени.
На протяжении своего существования замковый комплекс в Мире неоднократно проходил восстановление и перестройку, однако данные процессы не внесли значительных изменений в его объёмно-плановую и композиционную системы. Вместе с тем, Мирский замок сохранил свои первоначальные стилистические элементы готики и Ренессанса, приобретя при этом новые уникальные напластования, характерные стилистике барокко и романтизма. Вместе с первоначальными стилевыми чертами они сформировали неповторимый облик замка, благодаря которому комплекс стал в один ряд с архитектурными памятниками Всемирного наследия. Мирский замок как один из самых узнаваемых замков Беларуси размещён на купюре в 50 белорусских рублей.
Все элементы замка составляют целостную архитектурную композицию, что создаёт завершённый комплекс неповторимого сооружения, которое не имело себе подобных на землях Прибалтики, Польши и России.
С 1989 года филиал Национального художественного музея Беларуси. В 2011 году получил статус самостоятельного музея.
По состоянию на 2019 год в замке имеется гостиница, где могут остановиться туристы, ресторан и кафе. Билет в музей позволяет, кроме посещения залов внутри замка, обойти галереи и подняться в башни, где размещена часть экспозиции.

## История

### Первые упоминания Мира
В белорусской историографии было распространено мнение, что впервые Мир упоминается в так называемой «Хронике Линденблатта» в 1395 году в связи c нападением войск Тевтонского ордена, которые, поддерживая Свидригайло в его междоусобице против Витовта, вторглись на Новогрудчину, достигли Мира и уничтожили поселение. Однако в 2014 году белорусским историком Олегом Лицкевичем было обнаружено, что дата упоминания Мира́ в 1395 году является ошибочной, так как в источнике нет упоминания о поселении. Город в источнике, под названием которого историки подразумевали «Мир», является литовским городом Алитусом. Историкам пришлось устанавливать новую дату первого упоминания Мира́. Этой датой стало 28 мая 1434 года, когда Великий князь литовский Сигизмунд Кейстутович подарил двор Мир и окрестные земли своему соратнику, виленскому каштеляну Сеньке Гедыгольдовичу. И хотя в грамоте упоминается всего одна curia (двор) некоего Демида, археологические материалы начала XV века встречаются не только на территории современного местечка Мир, но и на другом берегу реки Миранки, именно на том месте, где возвышается теперь Мирский замок. Остатки выявленных дозамковых построек свидетельствуют о том, что они были достаточно богатыми для своего времени. Так, в культурном слое замкового двора найдены остатки печи, сложенной из горшковой плитки.
Сенька, умирая бездетным, отписал мирские владения своей названной дочери Анне Бутримовне. Но Анна так и не вышла замуж и умерла молодой. В 1476 году она переписала имущество родной тётке — жене Сеньки Милохне Кезгайловне, а Милохна в свою очередь в 1490 году отписала свои владения родственнику Юрию Ильиничу, молодому, но очень талантливому пану.
Юрий был сыном Ивашки Ильинича, витебского и смоленского старосты. Впервые Ильинич появляется в Мире только в 1495 году мирские владения были объектом споров с маршалком дворным Литовором Хрептовичем, уже на следующий год в Гродно проходит суд в пользу Хрептовича. Судебные споры продолжились после военного похода в 1497 году в Молдавию, но и в этот раз «Ми́рские ловы» Ильиничу получить не удалось. Ильинич добился прав на Ми́рщину только через 27 лет, уже после смерти могущественного соседа-конкурента. В 1522 году, занимая должность литовского маршалка и брестского старосты и использовав неосведомлённость наследников Литовора, а возможно, даже подкупив свидетелей, Ильинич через суд получает, наконец, права на мирские земли.

### Загадка постройки замка
Теперь тяжело определить, какими мотивами руководствовался магнат, принимая решение о создании укреплённой резиденции. Почти все исследователи истории Мирского замка постоянно ставят вопрос, что заставило далеко не самого богатого и не самого влиятельного урядника Великого княжества Литовского взяться за масштабное строительство. Интригует и тот факт, что Ильинич затеял грандиозное строительство на склоне своей жизни. Кроме того, до XVI века в Великом княжестве Литовском совсем не строились частные каменные замки, и даже очень зажиточные паны обычно обходились деревянными укреплёнными дворами.

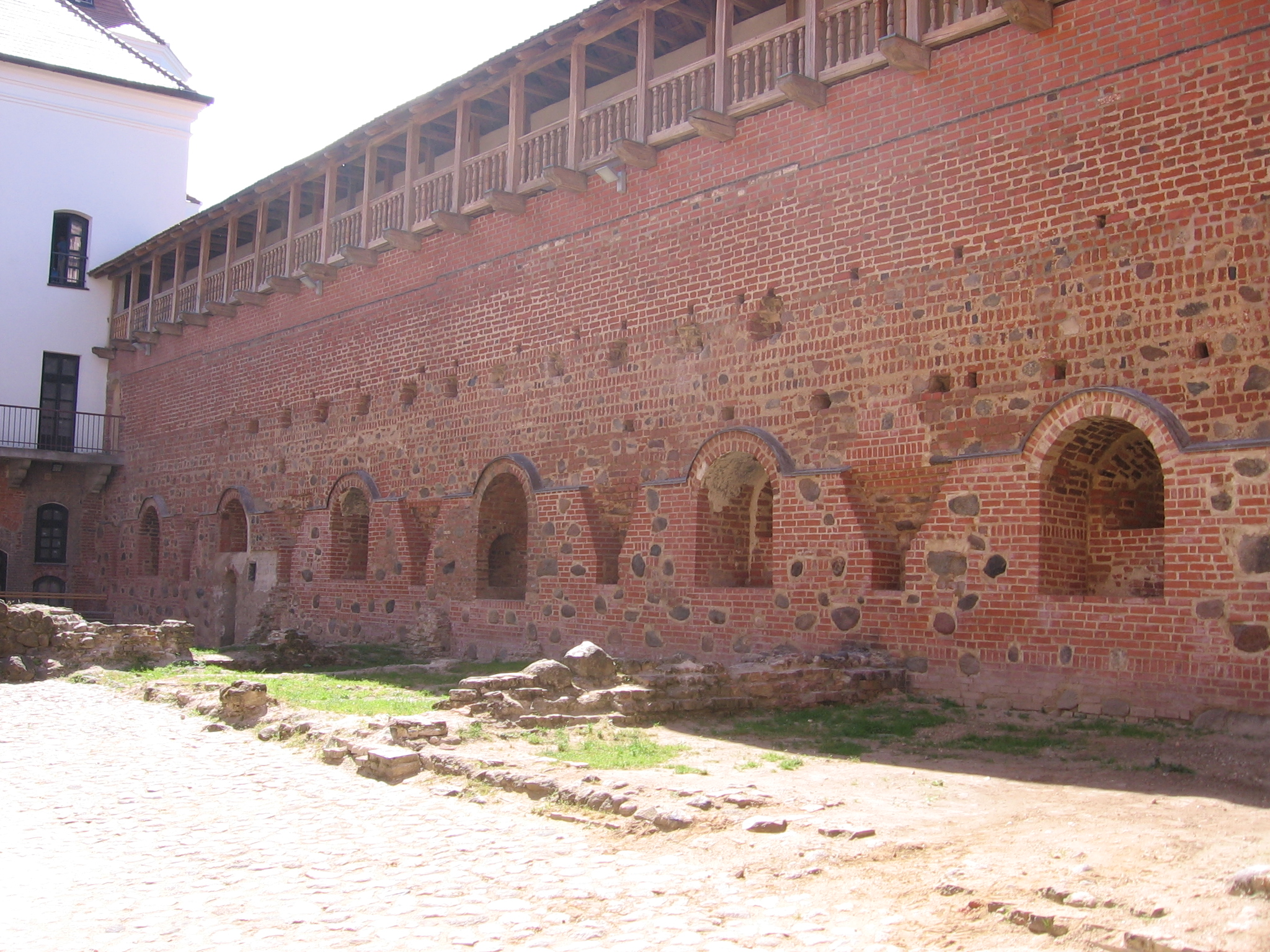
Южная стена замка сохранилась до нашего времени почти без изменений

Среди учёных до сих пор продолжаются споры и про назначение Мирского замка. Предлогом для строительства замка могли послужить войны с Великим княжеством Московским, набеги крымских татар, сложные отношения с соседями, собственная агрессивность или желание прославиться, получить титул графа Священной Римской империи или просто положение Маршалка надворного литовского. Однако, в основе строительства могла лежать и экономическая составляющая — замок расположен на стыке трёх дорог, которые существовали здесь уже в те времена, и такое расположение давало большую выгоду.

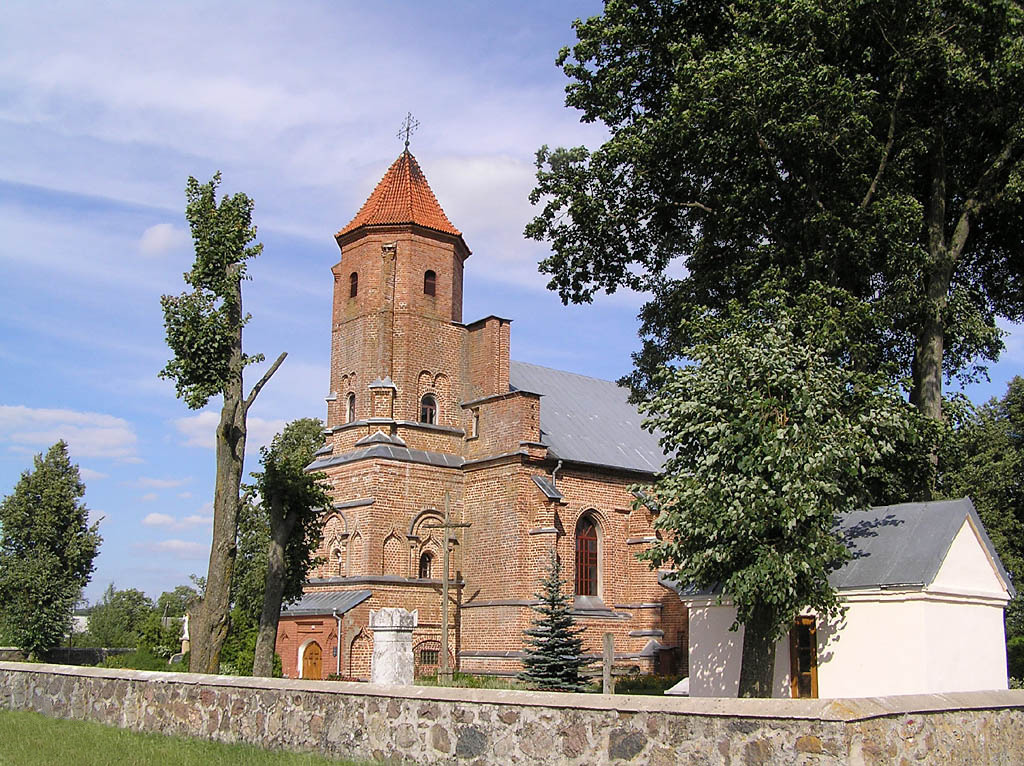
Архитектура костёла Святого Михаила в Гнезно созвучна с архитектурой Мирского замка

Многие исследователи связывают постройку замка с соображениями престижа и желанием Ильинича самоутвердиться. Он на протяжении более чем двух десятилетий вёл судебные тяжбы за право владения Мирскими имениями, которые завершились в пользу Ильиничей только в 1522 году, когда, вероятно, и началось возведение Мирского замка. К этому времени Ильинич стал зажиточным магнатом и получал прибыли от управления Берестейским и Ковенским староствами и замками, а также воспользовался большой суммой денег в 10 000 золотых дукатов от земского подскарбия Абрама Езафовича Рабичковича.
Вызывает споры и дата строительства замка. Замок впервые упоминается в 1527 году в Литовской метрике. Особенности архитектуры Мирского замка указывают на то, что он был заложен не ранее 1510 года. Михаил Ткачёв считал, что замок был построен в 1506—1510 годах, встречаются также даты строительства: конец XV — начало XVI вв., и 1508—1510 годы (согласно А. Снежко). Большинство историков сходятся во мнении, что в самом конце XV века замка в Мире ещё не было. На то, что замок строился не раньше 1520-х годов косвенно указывает факт постройки в 1524 году под Волковыском костёла Святого Михаила, пластика архитектурных деталей которого очень похожа на архитектурное оформление замка. Некоторые особенности архитектуры Мирского замка («кристаллические своды») также являются свидетельством того, что замок был заложен не ранее чем в 1510-х годах. На официальном сайте Мирского замка указана дата основания 1520-е годы.
В первоначальном варианте замок не был достроен, оставались недостроенными оборонительные корпуса вдоль южной и восточной стен, а также северо-западная башня. Тем не менее по мнению исследователей, в то время на всей территории Беларуси как по размерам, так и по величию не было ничего, что могло сравниться с Мирским замком.

### Первоначальный вид замка

Мирский замок. Вид в нач. XVI в., реконструкция Д. Бубновского

Архитектура Мирского замка XVI века имела черты белорусской поздней готики. Замок был выполнен в виде квадратной в плане постройки с выступающими по краям мощными башнями высотой около 25 метров. Все башни были спланированы как самостоятельные узлы обороны. Толщина стен достигала 3 м при высоте около 13 м. Многочисленные подземелья замка создавали сложную систему вспомогательных помещений, которые в целом по площади превосходили в несколько раз надземную часть постройки. Все башни замка сделаны одинаково: 4-гранная основа, 8-гранный купол, сужающийся кверху.
Квадратный план башен и размещение их за внешней линией стен создавали возможность вести обстрел врага не только прямо, но и вдоль стен. По тем временам это была самая прогрессивная система обороны и только несовершенство огнестрельного оружия заставляло ещё использовать традиционные способы ведения обороны с помощью луков, арбалетов, камней, смолы и вара.

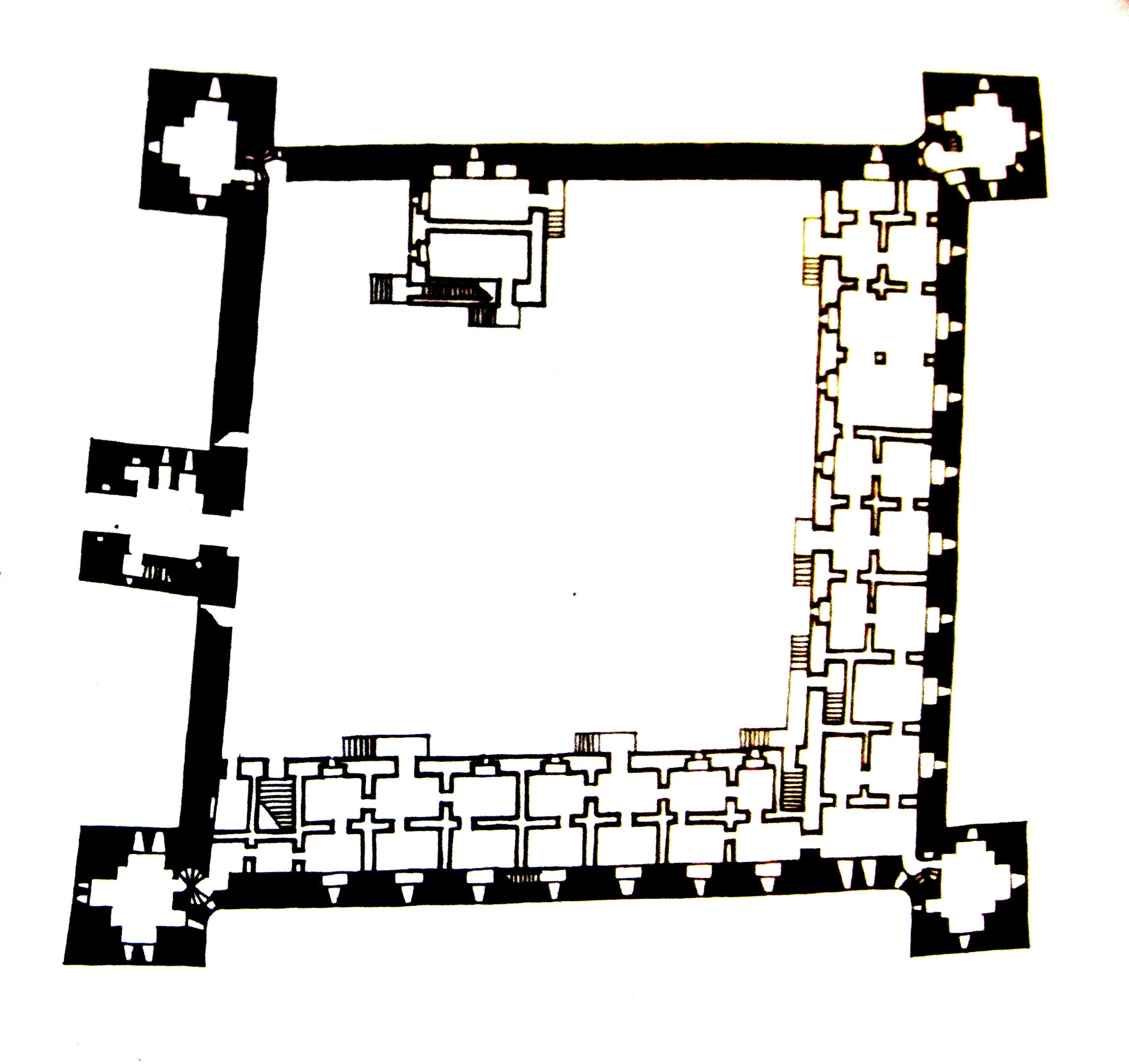
План первого этажа Мирского замка в начале XVI в. согласно В. Калнину

Строительство замка осуществлялось в несколько этапов. В первом десятилетии XVI века были возведены стены и башни, а в юго-западном участке двора построили кирпичное одноэтажное жилое помещение. От него к настоящему времени остались только отдельные участки фундаментов, следы перевязки кладки стен этой постройки со стенами замка, а также гнёзда от закладки концов балок перекрытия на южной замковой стене.
Декоративное оформление замка было основано на контрасте красного кирпича и розовой штукатурки. Внешние стены орнаментированы поребриками, гирьками, нишами, поясками, полуколоннами.
Во время строительства стен была использована трёхслойная кладка: внешнюю часть стен выкладывали из кирпича со вкраплениями камня-валуна, а внутреннюю — складывали из мелкого камня и кирпичных осколков, залитых известковым раствором. Однако дальновидность Юрия Ильинича не позволила «сделать из замка просто игрушку» — в случае необходимости замок мог оказать ощутимый отпор захватчикам. Все четыре башни были возведены с таким расчётом, чтобы было удобно вести фланговый огонь вдоль стен и уничтожать врага на подступах к ним. Каждая башня имела по пять боевых ярусов с бойницами и сложную систему внутренних переходов. Со времени первого этапа строительства сохранились два камина. Первый находится на первом ярусе въездной башни, им пользовались для обогрева караульные, нёсшие круглосуточное дежурство. В одном канале с ним находился второй камин — в помещении часовни на втором ярусе въездной башни.
На протяжении первого периода строительства возведение Мирского замка не было завершено. Недостроенными оставались верхние ярусы северо-западной башни, замковые стены, а также капитальные постройки в южной и западной частях замкового двора, которые могли быть предназначены для жилья гарнизона и челяди. Согласно старой традиции, под жильё феодала отводилась одна из башен, скорее всего юго-западная. Об этом свидетельствует оригинальный декор башни: в нишах на её фасадах выявлены декоративные многоцветные композиции, так называемые «оказийные» росписи, которые могли быть созданы в честь получения в 1555 году последним владельцем из рода Илиничей титула графа Священной Римской империи.
Замок возводило население Мирщины и крестьяне из других владений Юрия Ильинича. Были построены кирпичные мастерские в деревнях Пропаши и Бирбаши. Известняк доставляли из деревни Свержень. В одно место свозили сотни кубометров полевого камня, там строительный материал обтёсывали, сортировали по размеру и цвету.
Второй этап строительства пришёлся на 1520—1530-е годы, когда к южной и восточной стенам пристроили одноэтажный корпус с широким подвалом, который занял почти половину площади двора.
На третьем этапе строительства (вторая половина XVI в. — первая половина XVII в.) над одноэтажным корпусом возвели ещё два этажа.

### Переход замка к Радзивиллам

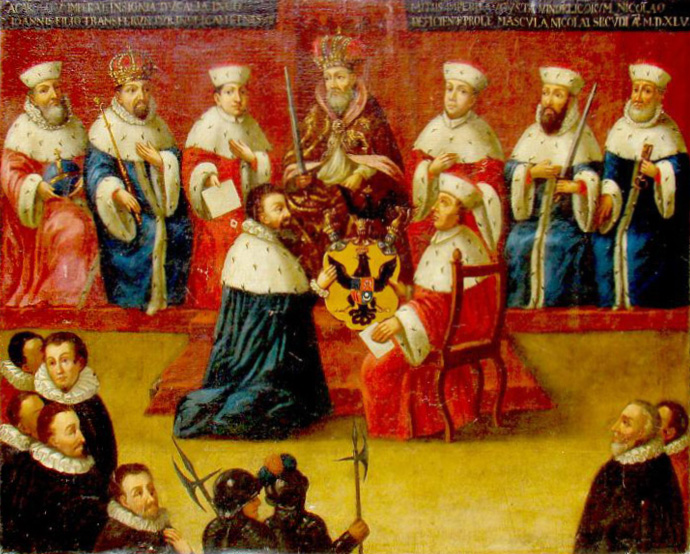
Опекун Юрия Ильинича-младшего Николай Радзивилл Чёрный получает из рук Фердинанда І княжеский титул. Позднее и сам Ильинич получит графский титул, а своё владение передаст сыну Чёрного Николаю Сиротке

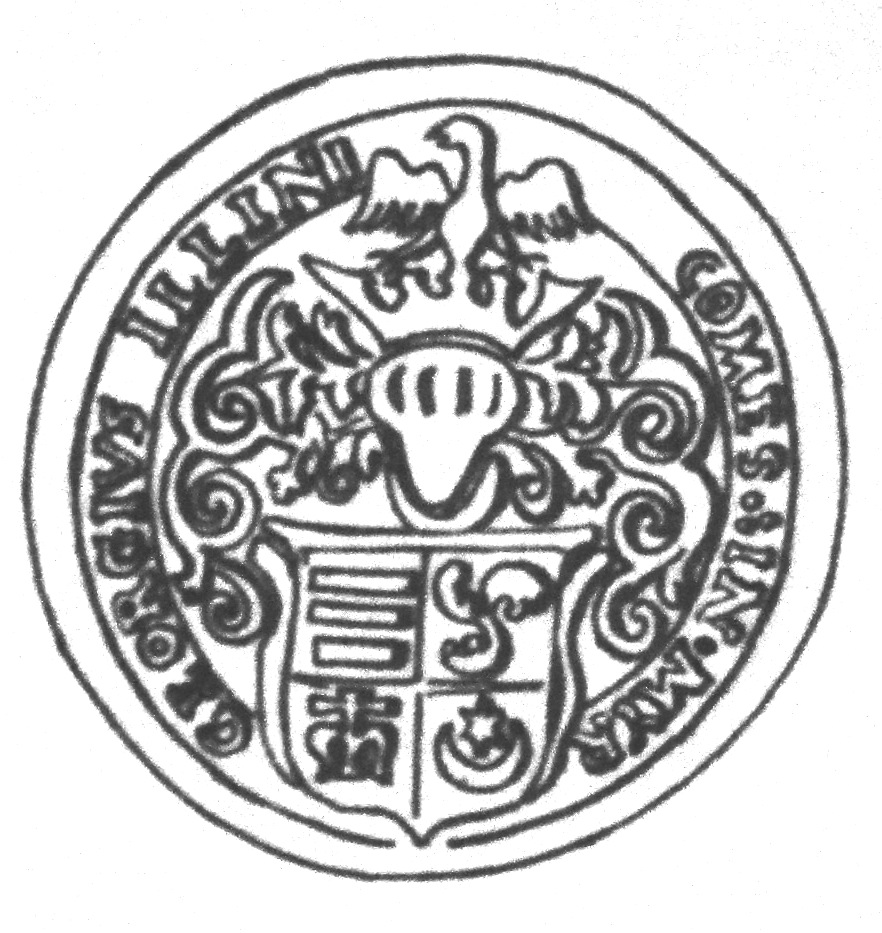
Печать Юрия Ильинича-младшего, графа на Мире, 1566 год.

Юрий Ильинич умер в 1526 году, передав свои владения четверым сыновьям. Его сын Щасный (Феликс) пережил всех братьев и стал владельцем наследства. Он был женат на Софье Радзивилл, дочке Яна Бородатого, с которой имел сына, также Юрия. Дядя последнего — Николай Радзивилл Чёрный — послал молодого Ильинича ко двору императора Фердинанда I. В результате этой поездки 10 июля 1553 года Юрий как владелец громадного каменного замка, получил графский титул.
Так осуществилась мечта Юрия Ильинича-деда, хотя род его и угас. Юрий не был женат, все свои богатства он отписал сыну Николая Радзивилла Чёрного Николаю Христофору Радзивиллу Сиротке. После смерти Николая Чёрного в 1564 году Юрий Ильинич сделался опекуном его детей. Предчувствуя раннюю смерть, он 25 августа 1568 года усыновляет Радзивилла Сиротку, составляет завещание и умирает ровно через год после того, как ему приснился пророческий сон, — в 1569 году. Вскоре после смерти последнего из угасшего рода Ильиничей Николай Радзивилл Сиротка был официально записан владельцем Мира и Белой. Передавал ему эти имения новогрудский возный Григорий Тарасевич, а принимал от имени Николая Сиротки старый радзивилловский слуга Мацей Кавячинский, известный в истории Реформации как меценат Симона Будного. Таким образом, с 1569 года и на протяжении трёх столетий замок принадлежал Радзивиллам.

### Перестройка замка при Радзивилле Сиротке

Мирский замок. Вид в XVII в. согласно М. Ткачёву

В 1580—1590-е годы на третьем этапе строительства замка к северной и восточной стене был пристроен трёхэтажный дворец, а башни приспособлены под жильё. Скорее всего на начальном этапе руководил строительными работами Ян Мария Бернардони. Внешними стенами дворца стали замковые стены — северная и восточная. Часть бойниц замуровали, а на уровне второго и третьего этажа проделали большие оконные проёмы. Деревянное перекрытие первого этажа было заменено кирпичными цилиндрическими сборами, а поперечные стены первого этажа были усилены облицовыванием их с двух сторон кирпичом. С внешней стороны замка были построены хозяйственные постройки. Во въездной башне была построена замковая часовня. Южная стена недостроенного южного корпуса была увенчана галереей с бойницами, которые, однако, были мало приспособлены к нуждам обороны. Перед въездной башней возвели подковообразную стену предбрамья (барбакан). Была достроена северо-западная башня, достроенные этажи которой, благодаря лучковым сандрикам над окнами, по объёмному решению очень похожи на завершение юго-восточной башни.
Замок стал административным центром Мирского графства и княжеской загородной резиденцией. Стены дворца и башен были оштукатурены и окрашены в розовый цвет, сочетавшийся с кирпичной стеной красного цвета. Оконные и дверные проёмы были исполнены из серого песчаника, привезённого из Галиции. В подвалах и на первом этаже находились хозяйственные помещения и кладовые, на втором этаже размещались администрация Мирского графства, замковый суд, канцелярия, а третий — предназначался для хозяев.

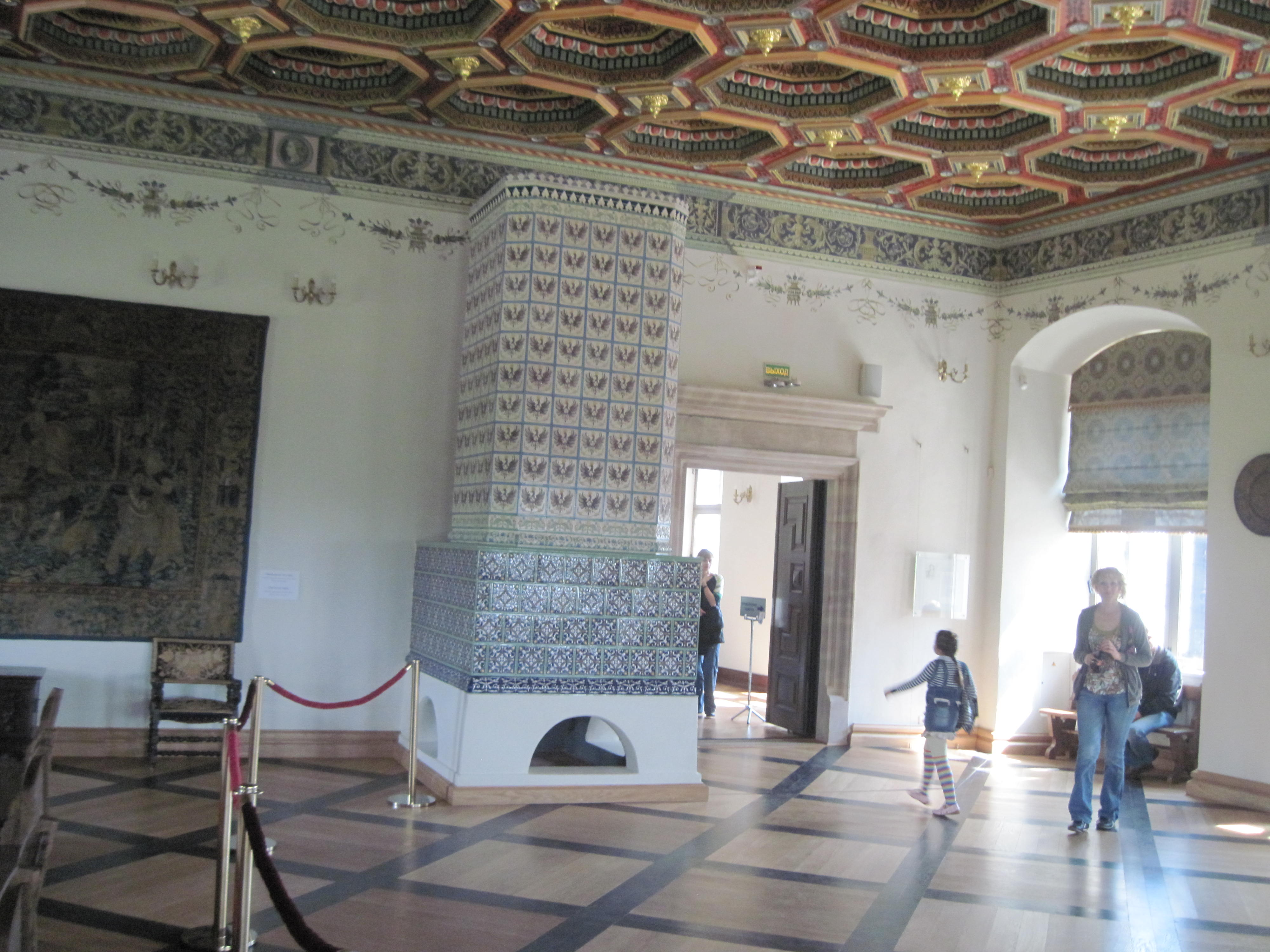
Интерьеры третьего этажа Мирского замка. Реконструкция, современное состояние

Соответственно были оформлены и интерьеры покоев разных уровней. В подвалах пол был мощёный, стены не штукатурились, из отопительных приспособлений были только примитивные камины, столярка была тоже очень простой. На первом и втором этажах пол выкладывался керамической плиткой, на втором этаже позже были выстланы деревянные полы. Стены штукатурились и белились, устраивались печи, причём на первом этаже обложенные, как правило, не глазурованными изразцами, а на втором — глазурованными, чаще всего зелёными. Зато третий этаж блестел всеми цветами, ослепительно сиял позолотой. В описаниях встречаются упоминания о французской живописи на стенах (на расписных фризах), кессонных потолках с резьбой, раскраской и позолотой, паркетных полах, богато украшенных каминах и печах, украшенных глазурованными изразцами (многоцветными, по четыре и более цветов на каждом) разной формы в зависимости от места установки. Двери из ценных пород дерева вставлялись в красиво профилированные каменные обрамления. Композицию интерьеров чудесно дополняли богатая мебель, произведения искусства и другие предметы внутреннего оформления. Личные покои князя Радзивилла Сиротки были обиты чёрным моравским сукном, для которого чёрный цвет стал основным цветом в преданности идеалам контрреформации и печали от смерти любимой жены. Были в замке специальные покои-«скарбцы» для хранения ценностей.
Много внимания уделялось резьбе, особенно каменной. Дубовые балки потолка покрывались искусной резьбой или раскрашивались красками, имитировавшими резьбу. На стенах живопись исполнялась в технике гризайль, имитируя скульптурный рельеф. В обработке внешних стен использовали технику сграффито.

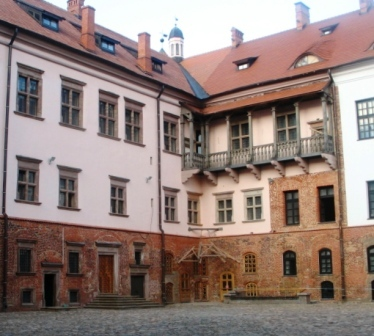
Ренессансный дворец с балконом

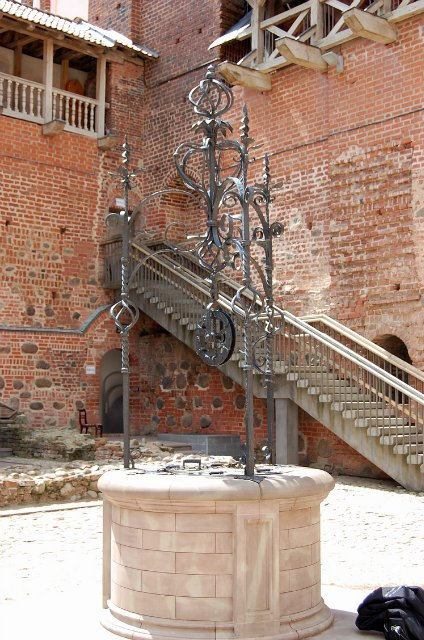
Замковый колодец

От итальянского ренессанса перенимается ритмичность размещения дверей и окон, одинаковое число этажей, пространство лестниц. Но ещё остаются элементы готики — старая система стен, нервюрные своды, сложные переходы по башням и галереям. Вместе с тем, простые формы, светлые стены, большие окна дворца очутились за границами оборонительного вала, а богатый декор: балконы, галереи, крыльца с резными балясинами, резные проёмы, кованые двери, фонари — во внутреннем дворе. Все эти архитектурные и художественные решения позволяют говорить про Мирский замок как про относительно редкий и наиболее яркий пример белорусского ренессанса, в котором сочетались черты поздней готики и ренессанса. От дворцового оформления времён Сиротки осталось немного: несколько каменных профилей от окон и множество кусков изразцов от печей, раскопанных археологами.
В башне над воротами на втором ярусе разместилась часовня св. Христофора, а на третьем были установлены часы. Из часовни пробили выход прямо к княжеским покоям на север и боевым галереям на юг. На недостроенной южной стене была построена новая боевая галерея, а также была переделана старая западная. Вся постройка в целом фактически превратилась в дворец.
Поскольку старые стены перестали быть непреодолимой преградой для более совершенной артиллерии, то основную оборонительную функцию стали выполнять земляные валы с бастионами по углам так называемого голландского типа, прорезанные рвами с водой. Высота вала достигала 9 метров и по его углам размещались оборонительные бастионы. Эффективность земляных укреплений дополнялась искусственно созданной системе обводнения. Вал обрамлял ров, наполненный водой благодаря Замковому рву и реке Миранке, что позволяло создать каскад прудов с водяным мельницами на плотинах. Наличие водной глади обогатило пейзаж художественной композицией с выразительным отражением замка в воде.

Схема Мирского замка и окрестностей во 2-й половине XVI в.

Рядом с замком в начале XVII в. был разбит сад южно-итальянского ренессансного типа. Площадь сада была небольшой — около 2 га. Деревья сначала высаживались преимущественно местных пород (яблони, груши, вишни), после росли апельсины, цитроны, фиги, мирт, кипарис, самшит, итальянский орех, красное и лавровое дерево. Итальянский сад отделяла от окрестностей полоса лип и каналов, а ковёр цветов был повёрнут ко дворцовым окнам. Через цепочку прудов, отражавших замок в своих зеркалах, можно было попасть в фольварк.
Фольварк закладывается на восток от замка с многочисленными хозяйственными постройками и помещениями для слуг, а в трёх километрах от Мира устраивают зверинец. Теперь тут сохранился дуб, где согласно преданию, находился центр зверинца, от которого расходились просеки-лучи для кругового обстрела; вокруг были загоны, где держали зверей. Создание фольварка дало возможность автономного обеспечения замка провизией и фактически превратило резиденцию в самодостаточную хозяйственную единицу. Сам замок после перестройки стал одним из самых выразительных в Беларуси примеров частного замкового зодчества.
В документах сохранилось имя мастера, руководившего строительными работами. По распоряжению Радзивилла Сиротки мастеру Мартину Забаровскому в 1575 году передали дом для жилья в Мире, где в то время строился костёл св. Николая, имевший общие черты с архитектурой Мирского замка.

### Разрушение замка во время войны России с Речью Посполитой. Упадок и восстановление замка

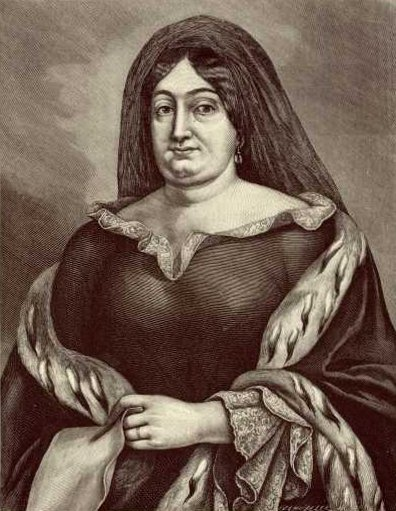
Первые в истории замка восстановительные работы начались под руководством Катажины Радзивилл.

Мирную жизнь замка оборвала Русско-польская война (1654—1667). В 1655 году Мирский замок был впервые опустошён казаками И. Золотаренко и войсками воеводы А. Трубецкого. В том же году Богуслав Радзивилл привёл к Миру шведский отряд, чтобы захватить владельца города Михаила Казимира Радзивилла, не присоединившегося к прошведской коалиции. Шведы взяли штурмом замок и город, сожгли фольварк, сломали мельницы, спустили пруды, разрушили замок.
По причине охваченности страны неразберихой и грабежами доставалось замку и от отечественных солдат. Так, в 1660 году радзивилловскими эмиссарами был составлен «реестр нанесённого вреда в графстве Мирском людьми из имения Турец». Видно, нанесённый вред был достаточно большим, поскольку судебный процесс по этому делу длился более века и закончился только в 1789 году.
Инвентарь замка, составленный 14 августа 1660 года, отмечает, что «замок попечения требует, всюду течёт, окна, двери, лавки редко где есть, во всех покоях верхних и средних, а также в подвалах дверей и окон нет…», а княжеский фольварк и «итальянский сад» сожжены.
Первые в истории замка ремонтные работы начались в начале 1680-х годов под руководством Катажины Радзивилл из рода Собеских после смерти мужа Михаила Казимира Радзвилла. Основной объём работ пришёлся на период 1681—1688 годов, а инвентарь 1688 года уже описывает отремонтированный замок. За это время были восстановлены почти все окна и двери во дворец, покрыты крышей башни, помещения приведены в надлежащее состояние и восстановлен фольварк.
Летом 1686 года мирский часовщик Юцевич запустил маятник отремонтированных замковых часов, которые, однако, были разрушены во время Северной войны, от них остались «большое колесо и на нём другое меньшее и пружина с круглой бляхой».
После проведённой реставрации Мирский замок сохранил свои первоначальные стилистические приобретения времён готики и ренессанса, а повреждённые структурные части замка во время ремонта были упрощены, либо вообще не восстанавливались.

### Вид замка в XVIII веке
Согласно сведениям инвентаря за 1688 год, на окружённом валом подзамчище размещались разнообразные хозяйственные постройки («конюшня с каретной и завозней, всё крытое гонтом», а также «небольшой огородик»). Около ворот стояла кордегардия, где были печь «из белых изразцов, выведенная вверх, три лавки и окно». В замке находились княжеская конюшня с подготовленным про запас сеном и овсом, пивоварня, баня, хозяйственные подвалы. Высокое крыльцо «с лесенкой и перилами рисованными» открывало дорогу в многочисленные покои и залы дворца. Солнце заглядывало туда через цветное стекло окон, вставленное в оловянные и деревянные рамы чудной работы, и освещало паркетный пол, высокие печи, сложенные из разноцветной плитки, кованную медь подсвечников, славные кореличские ковры («шпалеры»), дорогое оружие на стенах.
Инвентарь сохранил описание комнаты «Его Милости Князя», согласно ему, в комнату «ведут дубовые двери с новым замком и оцинкованными завесами. В ней два окна с французским стеклом в оловянной оправе в каждом окне по восемнадцать прутьев, завесы, задвижки, затворы оцинкованы… Там новая глазурная печь из разноцветных изразцов, с орлами, каменным открытым камином, круглый стол из липы, две скамеечки, одна низкая лавка, две покрашенные полки, новые перекрытия и потолок, недавно оббитый деревом».
Таким образом, инвентарь 1688 года показывает Мирский замок в XVII—XVIII вв. как роскошный дворцово-парковый комплекс, где удачно соединялись черты военно-фортификационного сооружения и пышность, величие дворцовой постройки. Тем не менее, хозяйственная разруха не позволила вернуть замку былую роскошь. Война показала, что от бастионного укрепления мало толку, и поэтому его не берут в расчёт. Оборонительную башню посередине южной стены используют для склада сена. На дворце каменная резная планка не восстанавливается, её заменяют простой кирпичной и штукатурят.

### Замок во время Северной войны. Разрушения и реставрация
Северная война на долгие годы остановила начинания по реставрации замка. В апреле 1706 года войско Карла XII захватило и разграбило город Мир, а 27 апреля после артиллерийского обстрела штурмом был взят и сожжён замок. Утраты замка были ещё большие, чем в прошлую войну. О разрушении свидетельствует подробно описанный вид постройки в инвентаре 1719 года: опустошённые комнаты дворовых корпусов, закопчённые огнём стены, отсутствие дверей и окон, частично уничтожена крыша на башнях и др: «все покои разрушены и пусты, во всех нет ни дверей, ни железа, также нет ни единого окна… Все официны одни гонтом другие черепицей покрыты…».

Мирский замок и окрестности в XVIII веке.

В архивных документах 1706—1720 годов основательного восстановления Мирского замка не зафиксировано. Тем не менее, незначительные работы на нём всё же осуществлялись: согласно описи 1719 года, на окнах вместо разных обрамлений появилась простая штукатурка, а некоторые из них просто заложили кирпичом либо забили досками, крыша дворца и башен была покрыта частично гонтом и черепицей, интерьерная часть (главным образом дворовые корпуса) находилась ещё в опустошённом состоянии. Только в 1720 году, после смерти мужа Кароля Станислава Радзивилла, Анна Екатерина Радзивилл начинает энергичные действия по восстановлению замка, в это время источниками отмечаются выделение денег на ремонт окон замка и приобретение необходимых строительных материалов. К 1722 году полностью отстроили здание нового фольварка поблизости от замка, мельницу и конюшню, а в самом комплексе вставили новые окна и двери; на дворце и башнях частично восстановили крышу, в главной башне — деревянную браму. При восстановлении ориентировались на значительную переделку интерьерной части, что привело к стилистическим переменам в замке. Во время восстановительных работ в облик дворца привносились черты стиля барокко. Это касалось преимущественно интерьеров. Так, если место оконных проёмов не соответствовало барочной композиции интерьера, они просто растёсывались и переносились. Впервые среди разных предметов указываются 17 портретов

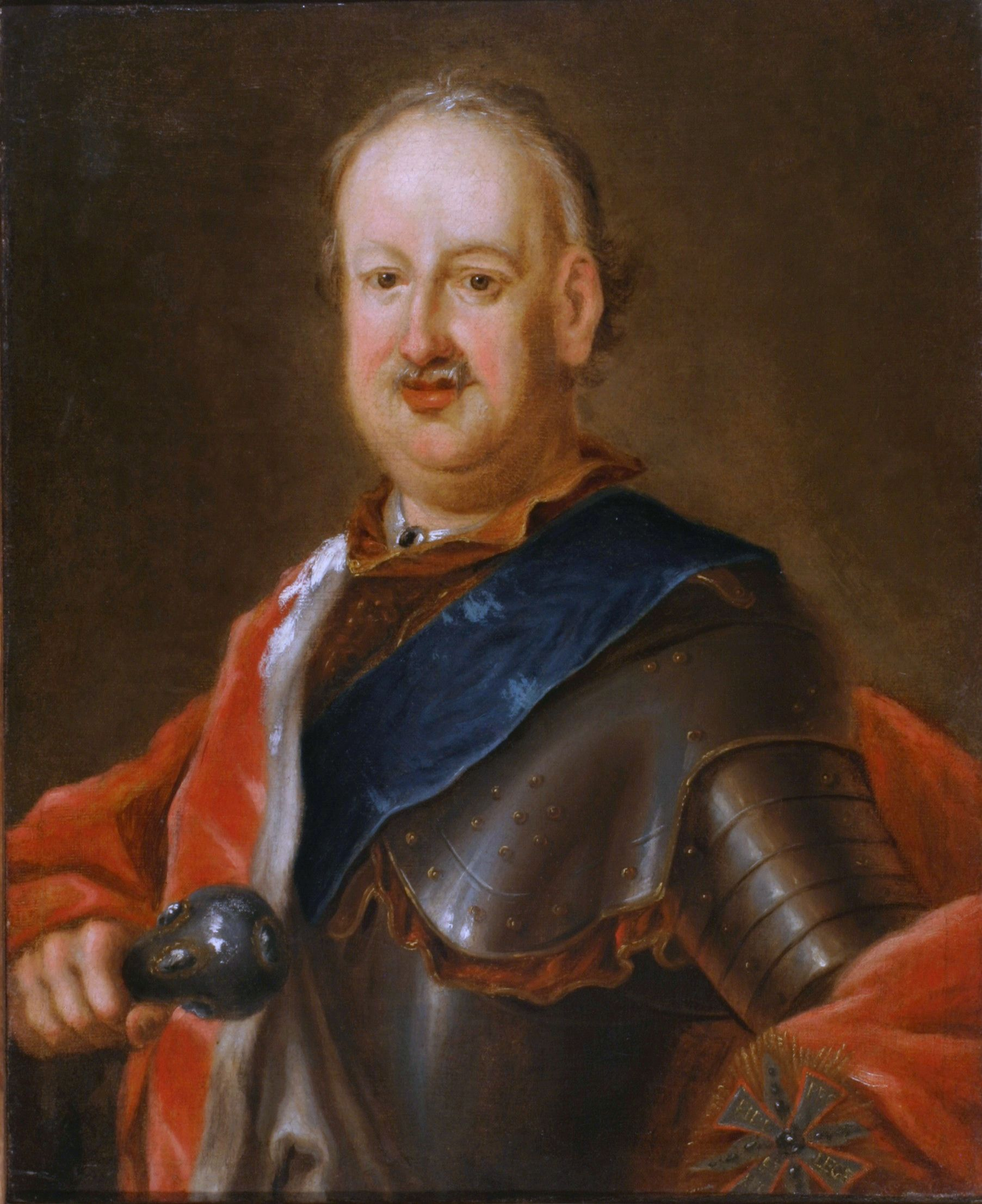
Михаил Казимир Радзивилл Рыбонька

Былую роскошь замку вернул его новый владелец — князь Михаил Казимир Радзивилл Рыбонька. Вместо однотипных помещений появляется анфилада залов разных размеров, для чего переделываются внутренние перегородки, изменяется направление лестниц. Появляются Парадная, Портретная и Танцевальная залы, которые украшают дубовыми паркетными полами, позолочёнными разрисованными и резными потолками, роскошной мебелью работы местных мастеров, шпалерами, картинами, фарфоровыми и фаянсовыми изделиями, частично изготовленными на радзивилловских мануфактурах. Во всех покоях обязательно находились печи и камин, лепной потолок с позолотой, паркет в малых и больших квадратах, филёнчатые двери с внутренним французским замком. Всего во дворце было шестнадцать каминов и семнадцать печей разной формы. К 1738 году восстановительные работы были завершены; также быстро ликвидируются последствия пожара, возникшего в замке в сентябре 1738 года.
Восстановление касалось и прилегающего сада, в котором при описании отмечено около 400 редких деревьев, которые выращивались в бочках в оранжерее, построенной из брёвен, а летом выставлялись на открытый воздух.
На сегодняшний день из элементов декоративного оформления в стиле барокко в Мирском замке сохранились разве что фрагменты декоративной штукатурки на оконных откосах.
Вообще, функцию жилья в то время начал выполнять деревянный господский дом, размещавшийся на территории фольварка и часто упоминаемый в инвентарях. Это соответствовало требованиям и стилю жизни того времени, когда громадные каменные замки были малопригодными для повседневного проживания и использовались главным образом для проведения крупных мероприятий, а время в семейном кругу проводилось в небольшом уютном деревянном палацике.

### Замок во время Радзивилла «Пане Коханку»

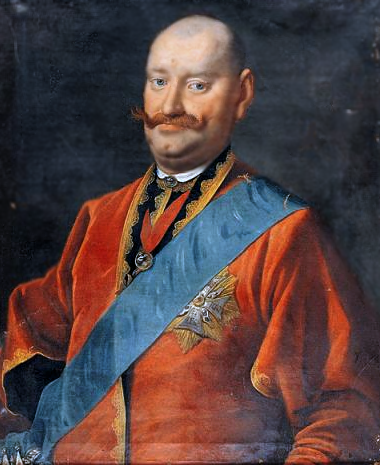
Кароль Станислав Радзивилл «Пане Коханку» в молодости жил в Мирском замке, проводя тут роскошные балы и охоты

Следующий владелец замка, сын Рыбоньки, князь Кароль Станислав Радзивилл Пане Коханку после женитьбы в 1753 году был отдалён от отца и в 1754—1762 годах жил в Мирском замке, устраивая тут роскошные балы и охотничьи забавы. Сохранилось описание празднования Нового 1761 года, которое продолжалось от 23 декабря до 4 января следующего года.
Буйства Пане Коханку вызвали возмущение шляхты, вскоре князь очутился в эмиграции, а его многочисленные имения были отданы в аренду кредиторам для взыскания княжеских долгов. Началось неудержимое разграбление зажиточных хозяйств. Мирское графство на протяжении почти 15 лет держал некий Грабовский и значительно на этом обогатился.
Детали былых интерьеров передаёт Инвентарь 1778 года, составленный после возвращения Кароля Радзивилла из эмиграции. В парадной зале имелись две дубовые двери, округлая печь из белой плитки, камин французский, над которым лепнина была позолочена, печь из кирпича, а с одной стороны из изразцов позолочённых, паркет дубовый, в больших таблицах в клетку выложенный. В Портретной зале с шестью не застеклёнными окнами паркет был дубовый малый, печь из кофейных изразцов с позолотой, обвалившийся потолок украшала позолочённая лепнина…
В самом Мире прижились цыгане: в 1778 году князь ввёл титул цыганского короля и своей грамотой утвердил мещанина Яна Мартинкевича королём цыган. Цыганскому главе в ВКЛ давались права на ведение всех цыганских дел и право суда над цыганами. Таким образом, Мир был объявлен неофициальной столицей цыган.

### Упадок замка в конце XVIII в.
После смерти Пане Коханку в 1790 году все его наследственные владения перешли к племяннику — князю Доминику Иерониму.
В апреле 1792 года войска Российской империи вступили в Белоруссию, а в июне они под Миром разбили корпус войск Великого княжества Литовского во главе с Юдицким. Во время Восстания Костюшки войска Тадеуша Костюшки отбивались в Мирском замке от царского войска. После осады и артобстрела замок был взят штурмом.
В это время замок приходит в упадок, что подробно фиксируют инвентари того времени. Так, инвентари 1778 и 1794 годов отличаются только записью про количество выбитых стёкол в окнах и сломанных дверей: «Портретная зала, в ней шесть окон без стёкол, вся опустошена, потолок с французской лепниной целиком осыпался». Описание оранжереи в итальянском саду не отличается от общего состояния: «Крыша частично выправлена соломой, остальная часть крыта гонтом, совсем уже старая, поддерживается на одних только подпорках, в стене от сада двадцать шесть окон с целиком разбитыми стёклами».
При составлении последней известной описи замка 1805 года про третий этаж дворца было сказано: «залы две, покоев четырнадцать, из них больших — восемь, меньших — четыре, а два совсем обрушились — одни только стены. В залах и в двенадцати покоях потолки гипсовые, большей частью опавшие. Пол в шести покоях дощатый, а остальные совсем без полов ».

### Замок во время событий Отечественной войны 1812 года

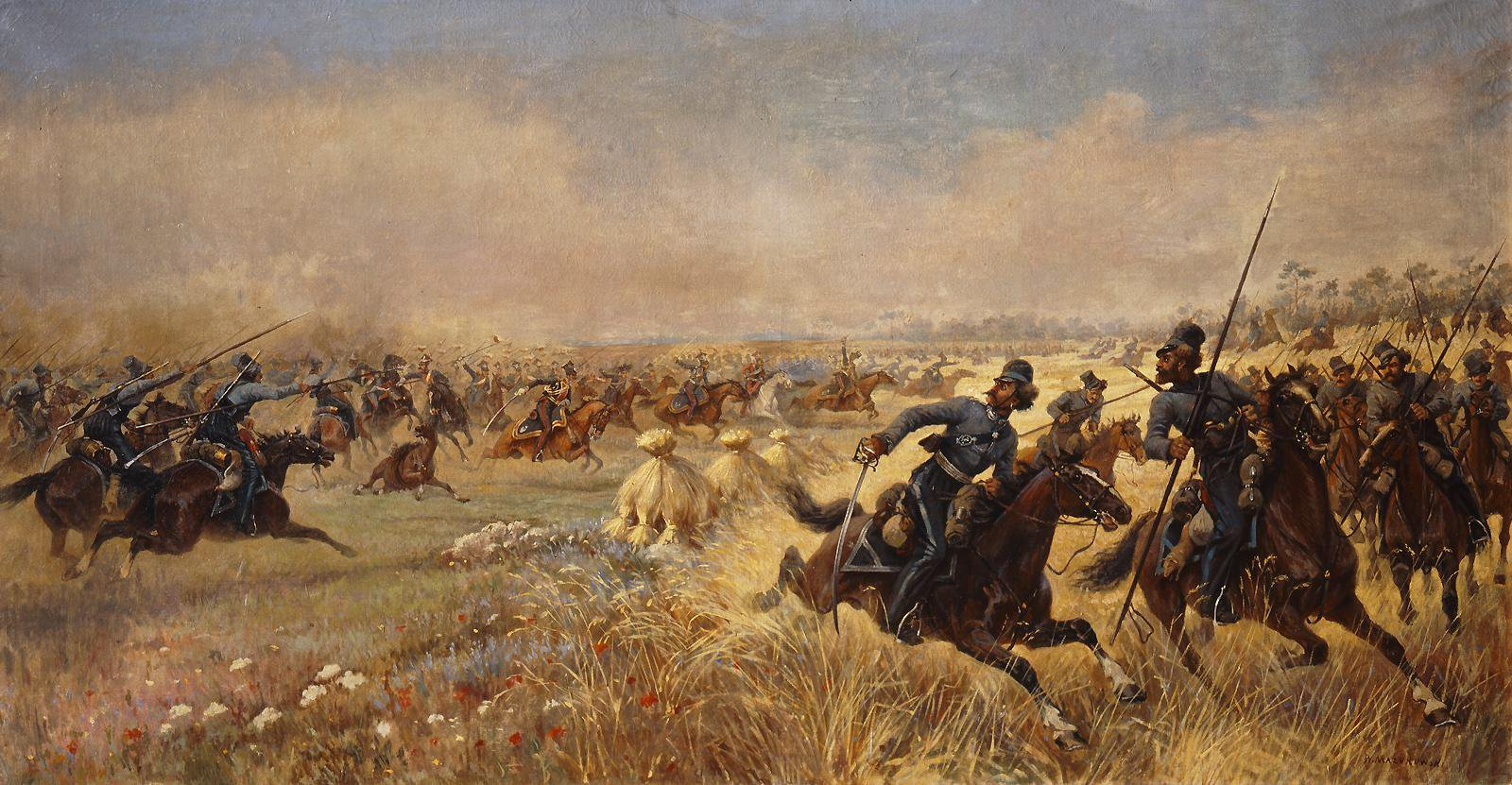
Картина В. В. Мазурковского «Дело казаков Платова под Миром 9 июля 1812 года», 1912

Доминик Радзвилл, который во время Отечественной войны 1812 г. выступил на стороне Наполеона, умер во Франции в 1813 году
Под стенами замка 9-14 июля 1812 года происходили жестокие бои между арьергардом 2-й русской армии Багратиона — кавалерией генерала Платова и французской кавалерией маршала Даву. Багратион приказал Платову задержать французов как можно дольше, чтобы дать основным силам передышку в Несвиже. Казакам генерала Платова с помощью конницы удалось задержать авангард французской армии, под командованием брата императора Жерома Бонапарта. «Дело казаков Платова под Миром» стало первой серьёзной стычкой на поле боя в войне 1812 года, войска Багратиона два дня отдыхали под Несвижем и спокойно дошли до Слуцка. Битва под Миром была отражена в искусстве: киевский художник В. В. Мазуровский в 1912 году нарисовал картину «Дело казаков Платова под Миром», которая теперь находится в Музее-панораме «Бородинская битва».
Про Мирский замок кратко отмечено в дневнике польского генерала Калачковского, двигавшегося с французскими войсками за Багратионом: «замок под Миром, развалины которого ещё сохранились».
11 ноября 1812 года под стенами замка произошла битва между войском адмирала Чичагова и разрозненной группой солдат и офицеров французской армии; войско Чичагова сожгло Мирский замок, подорвало пороховой склад в северо-восточной башне; дворец был разграблен и сожжён, повреждены внешние бастионные укрепления.

### Замок в собственности рода Витгенштейнов
После смерти Д. Радзивилла его имения императорским распоряжением от 17 марта 1814 года были разделены на две части. Одну часть вместе с Миром и Несвижем получил сын бывшего опекуна Доминика Антоний Радзивилл, вторую — дочь Доминика Стефания, которая в 1828 году вышла замуж за царского адъютанта Льва Петровича Витгенштейна, сына героя Отечественной войны, к которому после смерти Стефании в 1832 году переходят права на замок.

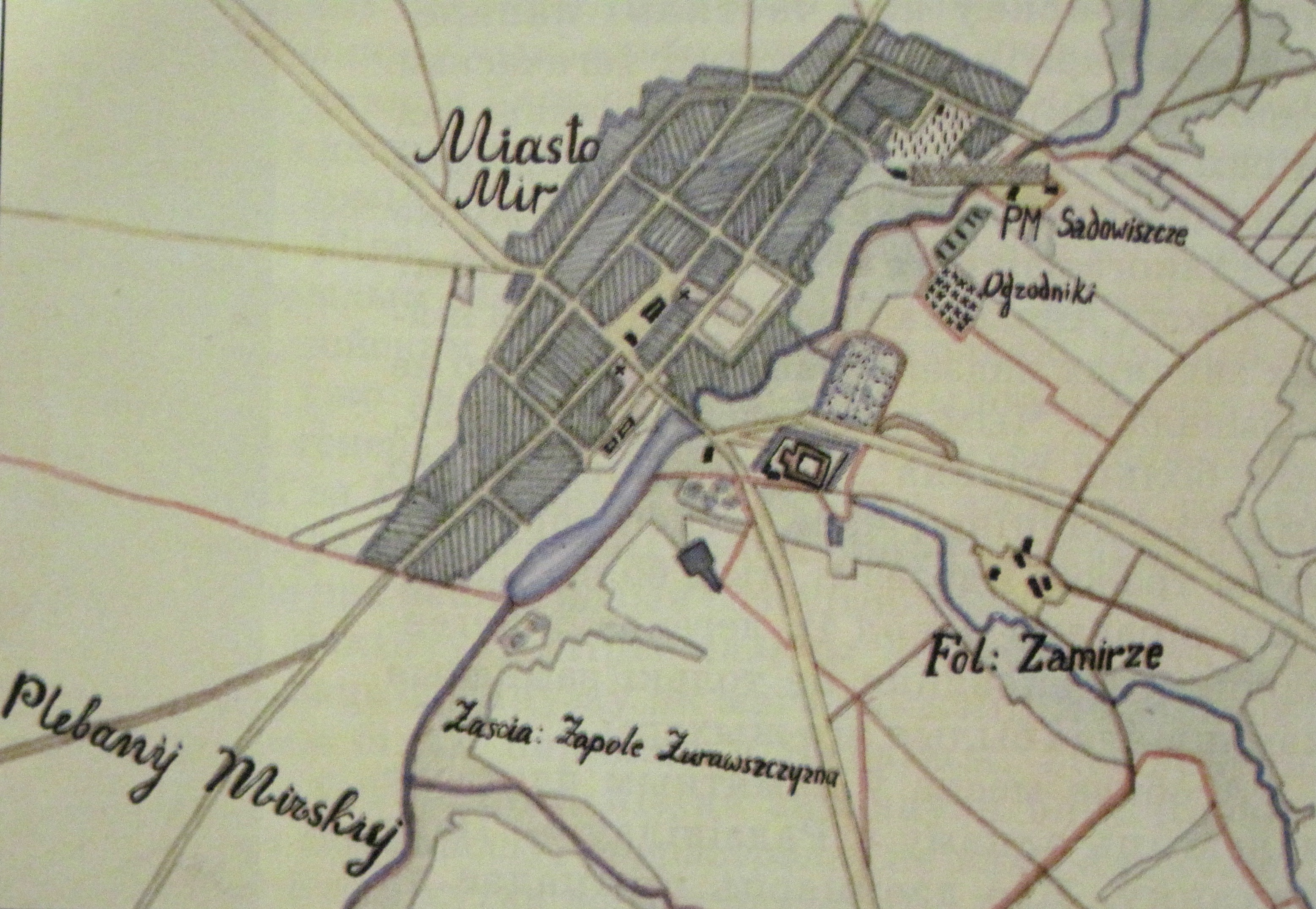
Замок на карте Мирского графства, 1830

Между тем, положение замка ухудшалось. Когда в 1827 году царское правительство начало собирать сведения про памятники старины в западных губерниях, несвижская администрация выслала короткий ответ: «Мирский замок теперь совсем разрушен и покинут, никем не населён, принадлежит Антонию Радзивиллу». Также был сделан первый обмер замка, до нашего времени, однако, не сохранившийся.
В 1830 году лаконичная опись Радзивилловской Масы фиксирует печальное состояние замка. На плане Мирского графства 1830 года явно виден упадок замка: дороги идут мимо постройки, а к замковой браме не ведут даже тропинки.
Судебные тяжбы между Витгенштейнами и Антонием Радзивиллом завершились только в 1846 году, Мирские владения по решению специальной комиссии перешли ко Льву Витгенштейну. Согласно завещанию последнего от 1853 года сначала во владение замком должен был вступить Пётр Витгенштейн, но сразу же передать его сестре Марии, за которой он был записан в брачном контракте с князем Хлодвигом Гогенлоэ-Шиллингсфюрстом, бывшим впоследствии в 1894—1900 годах канцлером Германской империи.
Сам замок находился в сильном упадке. Как отмечалось в «Географическом словаре Польского королевства и иных славянских стран», в 1885 году «единственным жителем замка был сторож, живший в более-менее приспособленной для жизни башне».

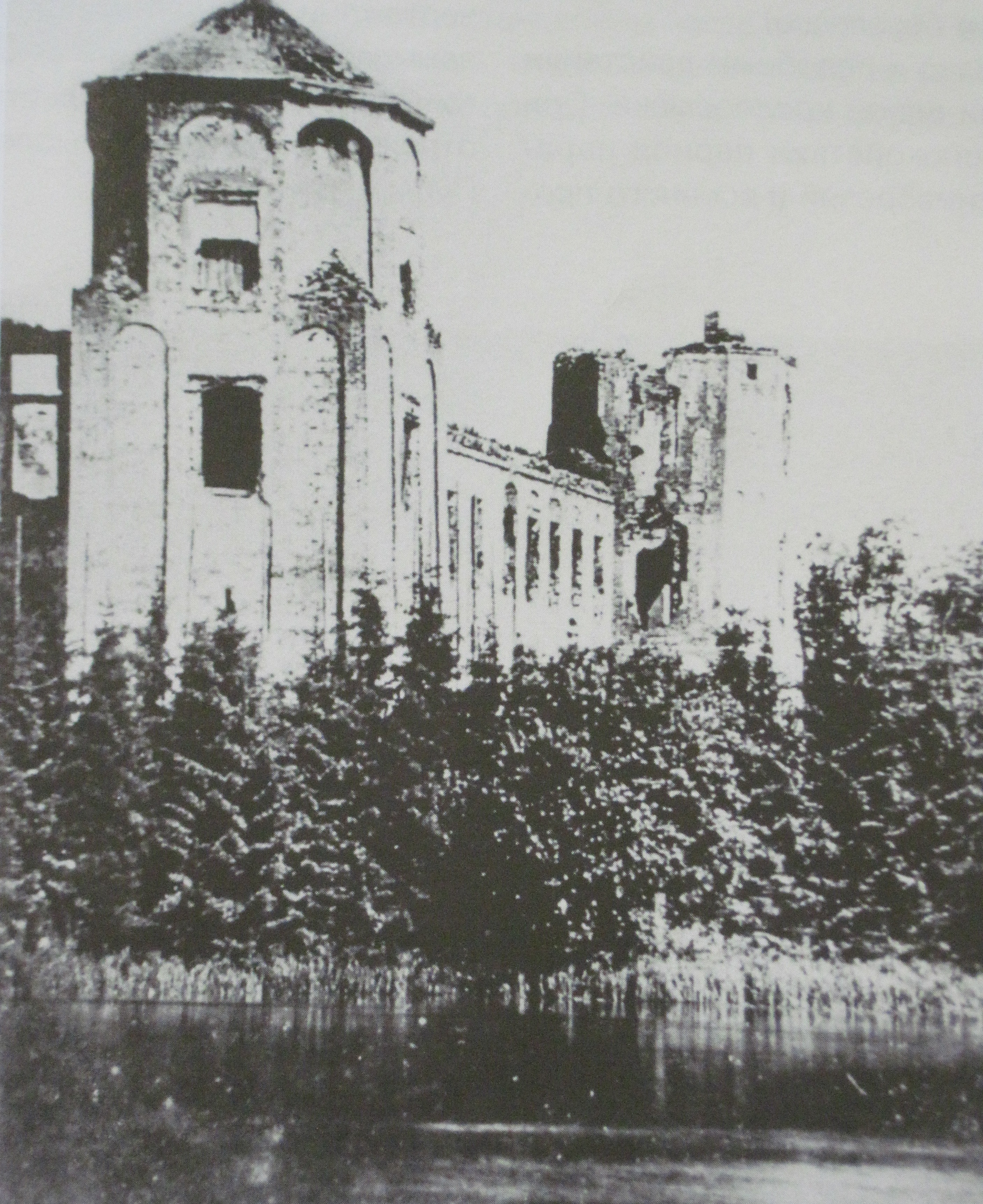
Состояние замка в конце XIX в.

В середине столетия замок оказался под угрозой полного уничтожения. В 1860 году в газете «Виленский курьер» появилось письмо поэта Владислава Сырокомли, в котором сообщалось о планах разрушения памятника. Но катастрофы удалось избежать, вскоре в той же газете появилось оправдательное письмо Матея Ямонта, генерального администратора владений Витгенштейна, в котором он заверял, что стен замка не коснулась и не коснётся кирка.
В 1870 году на четырёх башнях, за исключением взорванной северо-восточной, были сделаны временные крыши, что сейчас считается первым примером консервации архитектурного объекта в Белоруссии как памятника древности. Однако архивные документы, фотографические материалы 1920—1930-х гг., а также многочисленные свидетельства исследователей 1915—1938 годов показывают наличие достаточно больших архитектурно-художественных утрат, полученных замком во время XIX века.
Новые владельцы замка, немецкие князья Гогенлоэ-Шиллингсфюрст сдавали его территорию в аренду. Один из арендаторов, Антоний Путята, заложил у замка роскошные сады с прогулочными аллеями и тропинками, но «цветочные» мечты арендатора не оправдались: истратив все свои сбережения, Путята покидает Мир.
Согласно российскому закону 1887 года иностранные граждане владеть землями на территории Российской империи не могли. Поэтому дочь Льва Витгенштейна Мария Гогенлоэ-Шиллингсфюрст вынуждена была продать свой громадный земельный фонд в миллион десятин земли.

### Вид замка на изображениях XIX века

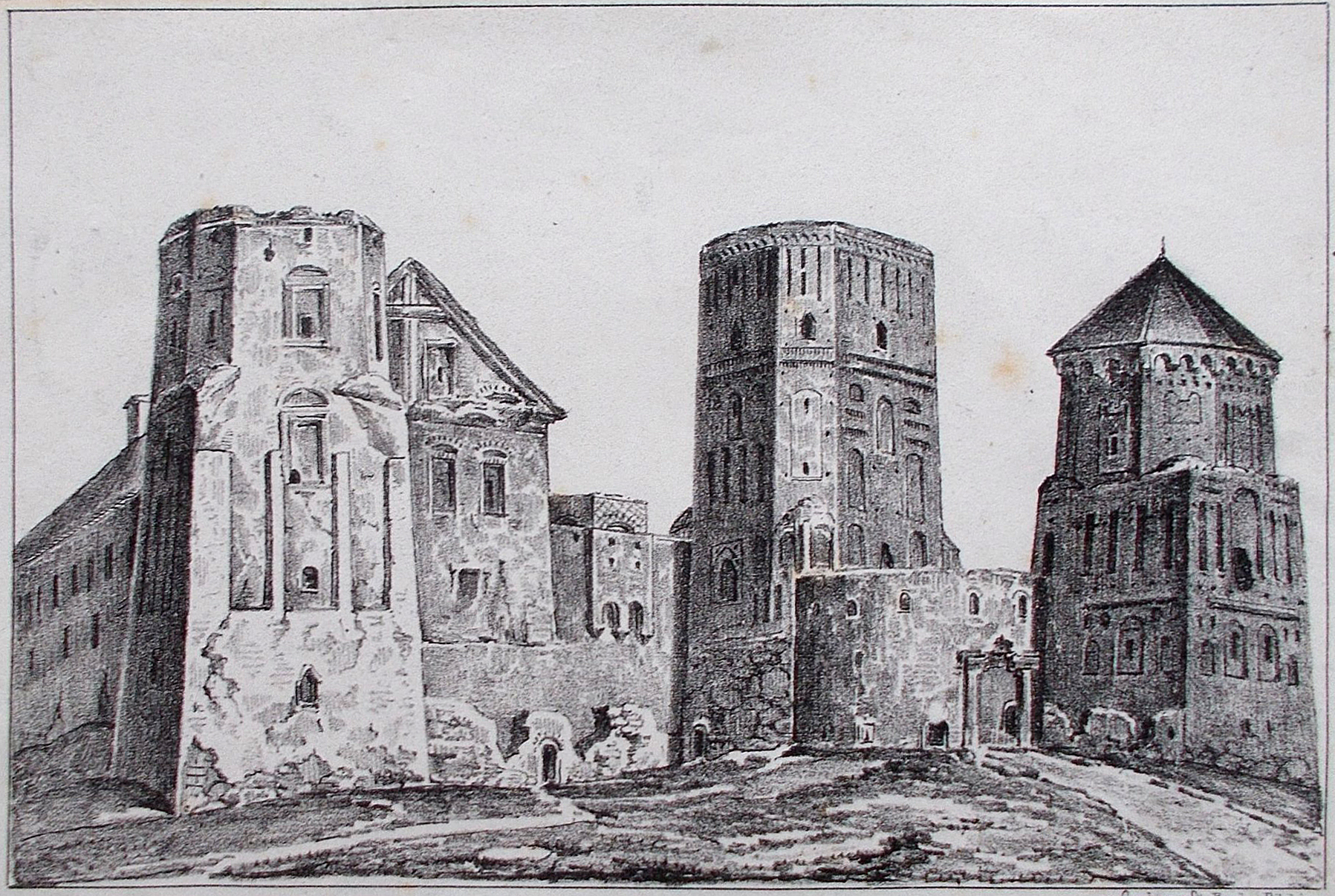
Замок Ильиничей-Радзивиллов. Литография с рисунка Ф. М. Сабешчанского, 1849

К середине века относятся первые печатные изображения Мирского замка. В книге Ф. М. Сабешчанского, изданной в Варшаве на польском языке в 1849 году, вместе с рисунком замка появилось и его первое описание как памятника архитектуры, составленное варшавским архитектором Болеславом Подчашинским. Подчашинский первый заметил разные стили в архитектуре замка и настолько хорошо изучил Мирский замок, что его архитектурным очерком пользовались все солидные издания до начала XX века. Его отец, известный профессор архитектуры Виленского университета Кароль Подчашинский, после закрытия царскими властями этого учебного заведения устроился экономом в хозяйстве около Несвижа.

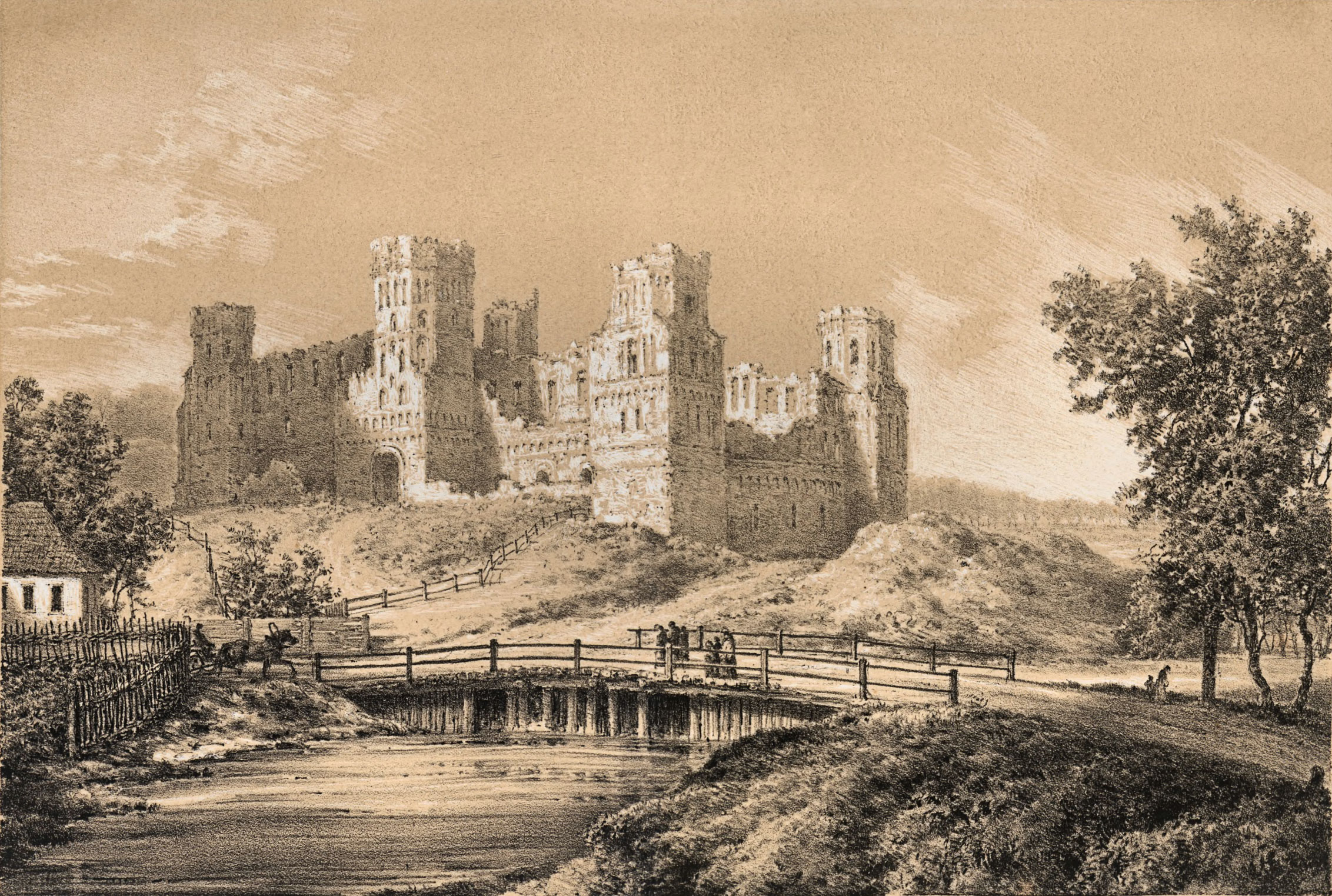
Мирский замок. Рисунок Н. Орды, 1876

Через четыре года Владислав Сырокомля посвящает Мирскому замку несколько страниц в книге «Путешествия по моим былым околицам». Там же напечатан и романтический рисунок замка, исполненный другом поэта художником Канутием Русецким.
В конце 1860-х годов Мирский замок отобразил известный график, рисовальщик пейзажей и архитектурных памятников Наполеон Орда. Замок был нарисован под стать романтичным элегиям века: на вершине холма, на фоне тёмного неба зубчатый контур полуразрушенного замка, а внизу — идиллическая сцена с мостом, деревянными оградами, мазанка под соломенной крышей, бодрая лошадка, утомлённые путники на мосту и дама с ребёнком на прогулке под развесистым деревом. В глубине за замком виднеется фруктовый сад. Рисунок Орды — одно из лучших по настрою произведений богатого наследия художника. Не удивительно, что некоторые исследователи Мирского замка восприняли рисунок буквально как документ и пробовали восстановить башенные зубцы и многоярусные бойницы стен, которых замок никогда не имел.

### Замок в собственности Святополк-Мирских

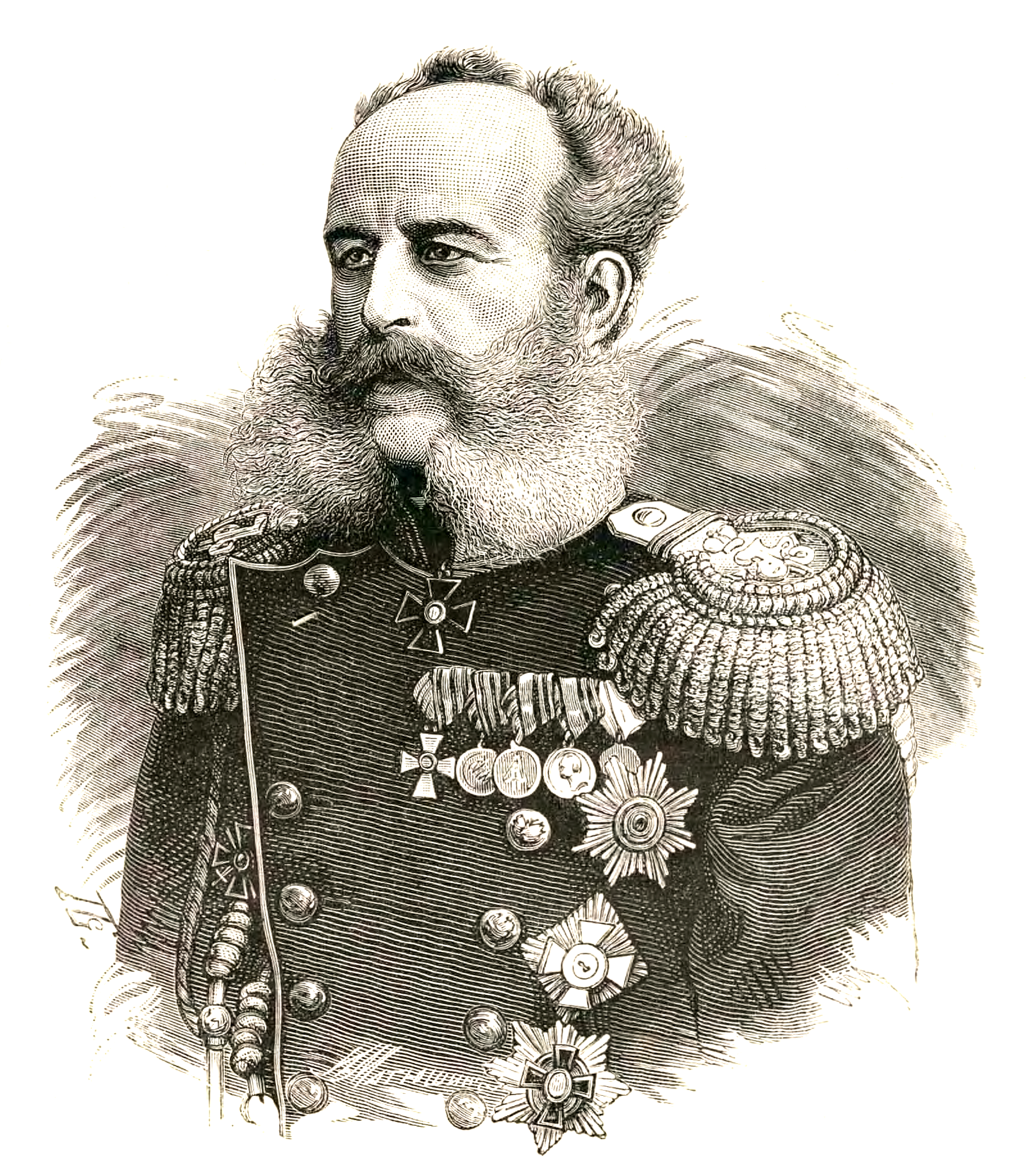
Н. И. Святополк-Мирский, 1877 год

Распродажи имущества Витгенштейнов вызвали небывалый ажиотаж среди русской аристократии. В 1891 году эти земли покупает наказной казачий атаман Войска Донского князь Николай Иванович Святополк-Мирский за значительную сумму в 414 тысяч рублей серебром: для этого он заложил почти всю свою недвижимость в Новгородской и Подольской губерниях. Возможно, князя привлекло созвучие названия местечка с его фамилией: хотя Святополк-Мирские считались дворянами Минской губернии, но к замку отношения они не имели, тем не менее именно Мир планировалось сделать родовым гнездом семьи.
Новый собственник замка не стал восстанавливать памятник: для своего проживания он с восточной стороны от замка построил новый дворец, сгоревший в 1917 году. Дворец строился в формах неоклассицизма: каменный двухэтажный усадебный дом с официной, рядом находились сельскохозяйственные постройки, а между новым дворцом и замком — пейзажный парк английского типа. На месте заросших водоёмов в 1898 году был выкопан новый пруд, для чего с этой стороны были срыты бастионные укрепления. При этом росший на этом месте яблоневый сад безжалостно вырубили как раз в период цветения. В парке построили родовую часовню-усыпальницу Святополк-Мирских. Николай Иванович Святополк-Мирский умер тут же в своём имении Замирье в ночь с 14 на 15 июля 1898 года в возрасте 65 лет. Владения князя сначала перешли к его жене, княгине Клеопатре Михайловне, а после к сыну Михаилу.
В это время возрастает интерес к Мирскому замку как к памятнику древней культуры. В 1915 году в шестом томе «Древностей» вышла статья Ю. Иодковского про замок в Мире с большим количеством фотоснимков, рисунков и обмерных чертежей. Статья Иодковского сыграла важную роль не только в научном исследовании памятника архитектуры, но и в спасении памятника.

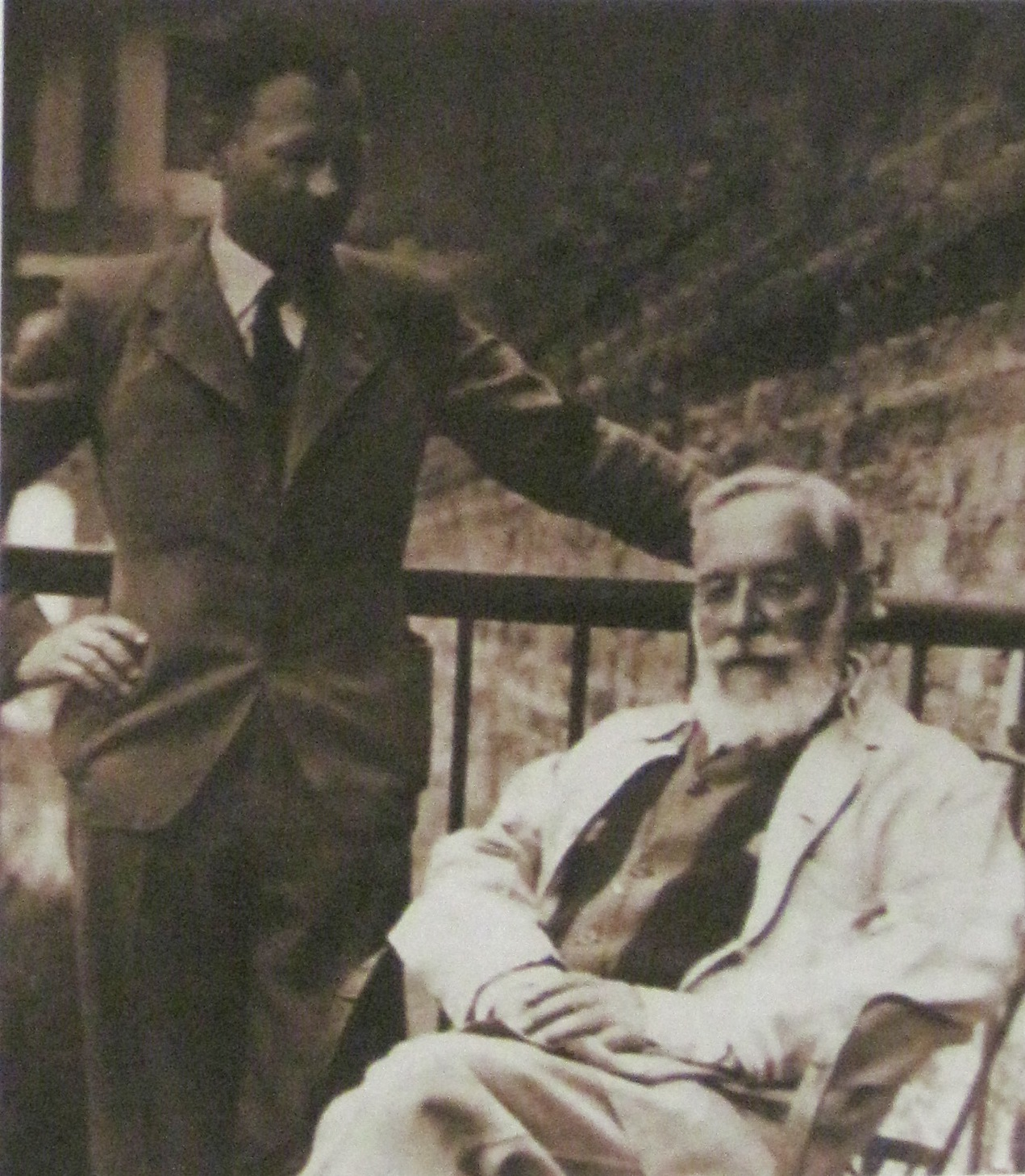
Князь Михаил Святополк-Мирский на балконе замка

Михаил Николаевич Святополк-Мирский, служивший до этого в посольстве России в Лондоне, принял решение восстанавливать не сгоревший в 1917 году новый дворец, а старый замок. Работы по восстановлению замка начались в 1922 году и продолжались 16 лет. За период 1922—1929 годов была полностью восстановлена юго-западная башня, кладка стен восточного корпуса дворца. После экономической депрессии с 1934 по 1939 гг. было восстановлено пять пролётов восточного крыла дворца и две башни: юго-восточная и часть северо-западной.

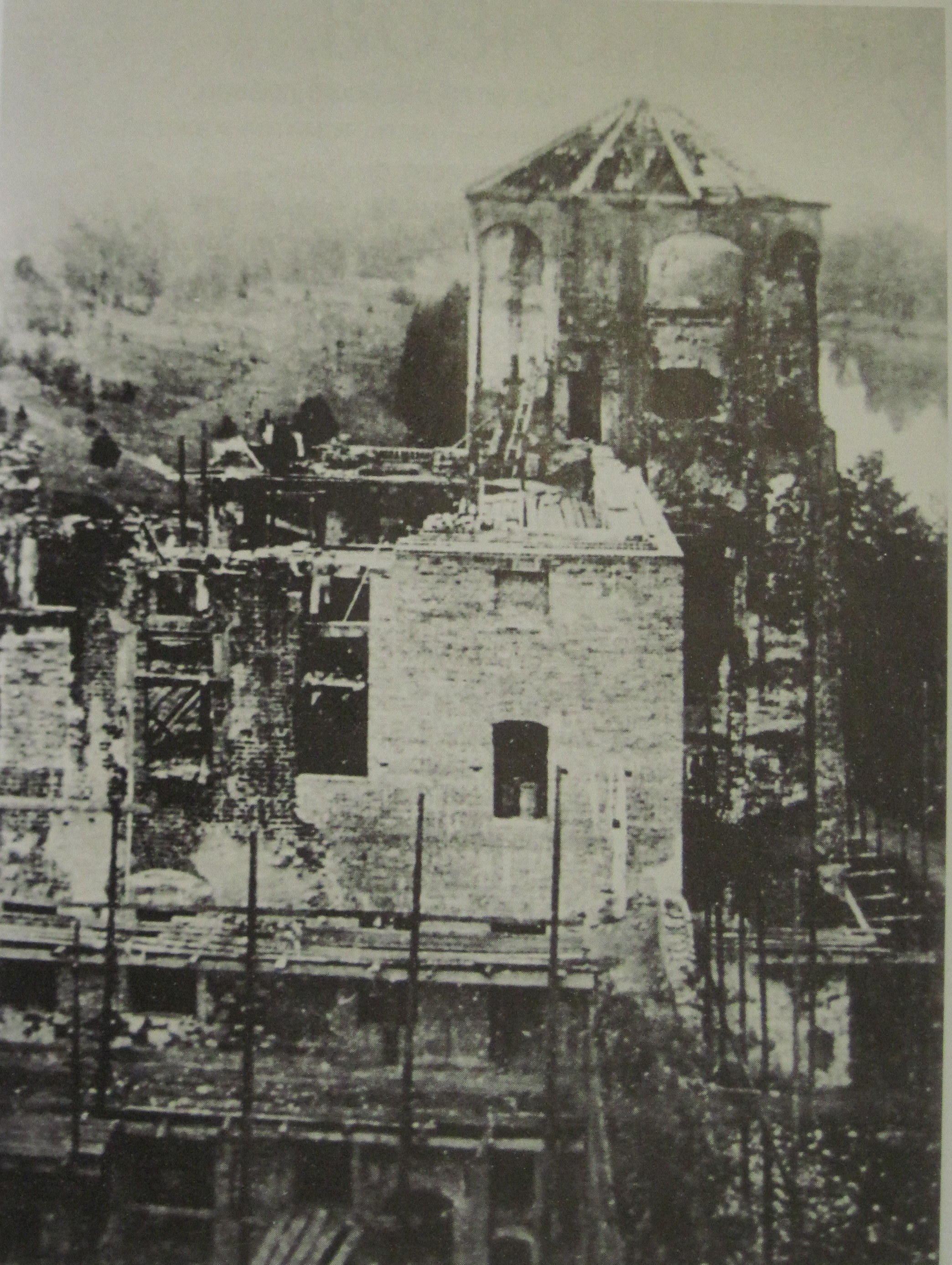
Реконструкция замка в 1920-е годы XX в.

Из всех залов, спроектированных варшавским архитектором Теодором Буршем, получилось завершить только Слоновую. В замок были проведены вода и электричество, работала канализация и телефон. Вообще, осуществление авторских замыслов было далёким от буквального. Так, проломы в восточной стене по предложению студент-архитектора Стефана Пысевича застроили витой лестницей с балконом, получившей название «лестница Стефана». На южной внешней замковой стене был устроен небольшой балкончик, ставший для князя любимым местом отдыха. Вместе с тем уцелевшие фрагменты и руины замка впервые рассматривались как культурная ценность.
Князь Михаил не имел семьи и наследников, в 1937 году он усыновил племянника Александра Дмитриевича, которому в 1938 году и перешёл замок. Александр, имея румынский паспорт, чтобы получить польское гражданство в том же году женился на польке, 22-летней графине Катажине Бнин-Бнинской. С приходом на земли Западной Белоруссии Красной Армии в сентябре 1939 года они были арестованы, но благодаря дипломатическим связям избежали высылки.

### Замок в советское время

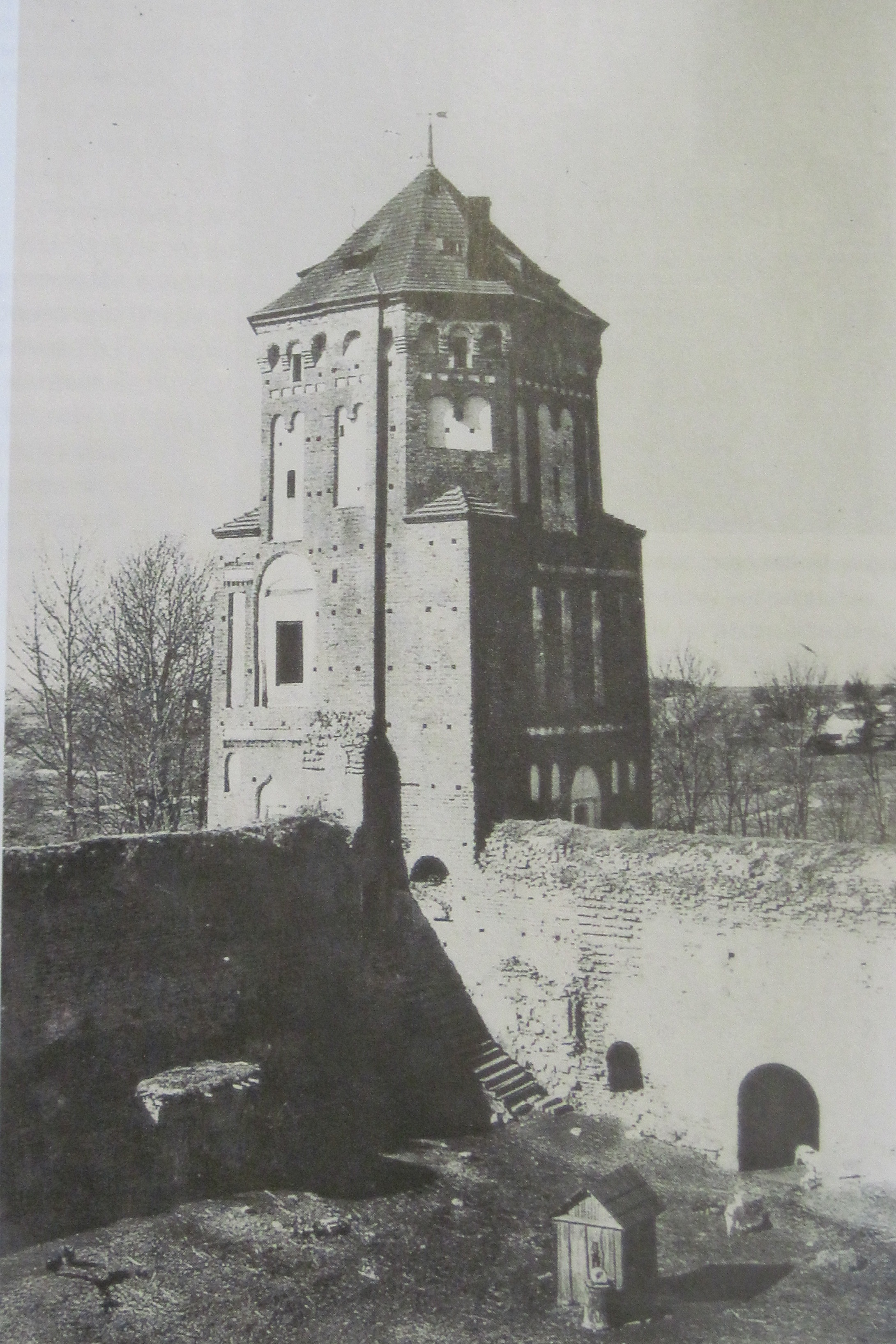
Вид юго-западной башни в 1950-е годы

В 1939 году в стенах замка была размещена производственная артель. Во время Великой Отечественной войны в 1942 году в замке находилось гетто, куда гитлеровцы согнали около 1800 местных евреев. Среди заключённых была создана группа сопротивления, и 9 августа 1942 года был осуществлён побег более 250 евреев, а ещё через три дня люди, оставшиеся в гетто, были расстреляны гитлеровцами в лесу на месте Итальянского сада.
На момент прихода Красной Армии в Мире оставалось только около 40 евреев. В память об евреях Мира, погибших во время Холокоста, Еврейский национальный фонд совместно с муниципалитетом Иерусалима высадили лесной массив в северном Иерусалиме — лес Мир. Первые 1000 деревьев были высажены в начале 1980-х годов на средства Розы Цвик, которая вместе с мужем спаслась во время уничтожения.
После освобождения Мира в июле 1944 года, в пригодных для проживания помещениях нашли себе прибежище местные погорельцы, последняя семья выселилась из замка в 1962 году. В 1960-е годы замок оставался без внимания, только некоторые помещения использовались как складские.
В 1950-е годы в замке работал архитектор А. Я. Митятин. В 1968 году созданы Специальные научно-реставрационные мастерские, одним из первых объектов которых стал Мирский замок. началось изучение памятника с целью его реставрации, в 1971 году была выполнена временная консервация стен.
В октябре 1978 года появилось Постановление Совета министров Белорусской ССР о реставрации Мирского замка и строительстве в посёлке Мир художественного профтехучилища. Была создана комплексная группа по изучению архитектурно-исторического ансамбля в Мире и решению проблем его сохранения, итогом работы группы в 1981 году стал проект реставрации и использования Мирского замка.

## Владельцы замка

### Ильиничи(1522—1569)
| Портрет | Имя                       | Дата рождения | Дата смерти | Начало владением замка | Конец владением замка |
| ------- | ------------------------- | ------------- | ----------- | ---------------------- | --------------------- |
|         | Юрий Иванович Ильинич     | ?             | 1526        | 1522                   | 1526                  |
|         | Станислав Юрьевич Ильинич | ок. 1500      | ноябрь 1531 | 1526                   | ноябрь 1531           |
|         | Щасный Юрьевич Ильинич    | ок. 1505      | ок. 1542    | ноябрь 1531            | 1542                  |
|         | Юрий Щаснович Ильинич     | ок. 1535      | ок. 1569    | 1542                   | 1569                  |

### Радзивиллы(1569—1828)
| Портрет | Имя                                                       | Дата рождения    | Дата смерти     | Начало владением замка | Конец владением замка |
| ------- | --------------------------------------------------------- | ---------------- | --------------- | ---------------------- | --------------------- |
|         | Николай Христофор Радзивилл «Сиротка»                     | 2 августа 1549   | 28 февраля 1616 | 1569                   | 28 февраля 1616       |
|         | Ян Юрий Радзивилл                                         | 8 января 1588    | 18 декабря 1625 | 28 февраля 1616        | 18 декабря 1625       |
|         | Жигимонт Кароль Радзивилл                                 | 4 декабря 1591   | 5 ноября 1642   | 18 декабря 1625        | 5 ноября 1642         |
|         | Александр Людвиг Радзивилл                                | 4 августа 1594   | 30 марта 1654   | 5 ноября 1642          | 30 марта 1654         |
|         | Михаил Казимир Радзивилл                                  | 26 октября 1625  | 14 ноября 1680  | 30 марта 1654          | 14 ноября 1680        |
|         | Кароль Станислав Радзивилл                                | 27 ноября 1669   | 2 августа 1719  | 14 ноября 1680         | 2 августа 1719        |
|         | Анна Екатерина Сангушко                                   | 23 сентября 1676 | 19 апреля 1746  | 2 августа 1719         | 22 июня 1735          |
|         | Михаил Казимир Радзивилл «Рыбонька»                       | 13 июня 1702     | 15 мая 1762     | 22 июня 1735           | 15 мая 1762           |
|         | Кароль Станислав Радзивилл «Пане Коханку»                 | 27 февраля 1734  | 21 ноября 1790  | 15 мая 1762            | 21 ноября 1790        |
|         | Доминик Иероним Радзивилл                                 | 4 августа 1786   | 11 ноября 1813  | 21 ноября 1804         | 1 апреля 1811         |
|         | Стефания Доминиковна Радзивилл (в замужестве Витгенштейн) | 9 декабря 1809   | 26 июля 1832    | 17 марта 1814          | 26 июля 1832          |

### Витгенштейны(1828—1891)
| Портрет | Имя                                                             | Дата рождения   | Дата смерти     | Начало владением замка | Конец владением замка |
| ------- | --------------------------------------------------------------- | --------------- | --------------- | ---------------------- | --------------------- |
|         | Стефания Доминиковна Витгенштейн (в девичестве Радзивилл)       | 9 декабря 1809  | 26 июля 1832    | 17 марта 1814          | 26 июля 1832          |
|         | Лев Петрович Витгенштейн                                        | 7 июня 1799     | 8 июня 1866     | 26 июля 1832           | 8 июня 1866           |
|         | Пётр Львович Витгенштейн                                        | 10 мая 1831     | 18 августа 1887 | 8 июня 1866            | 18 августа 1887       |
|         | Мария Львовна Витгенштейн (в замужестве Гогенлоэ-Шиллингсфюрст) | 16 февраля 1829 | 21 декабря 1897 | 18 августа 1887        | 1891                  |

### Святополк-Мирские(1891—1939(1945))
| Портрет | Имя                                                            | Дата рождения   | Дата смерти     | Начало владением замка | Конец владением замка                            |
| ------- | -------------------------------------------------------------- | --------------- | --------------- | ---------------------- | ------------------------------------------------ |
|         | Николай Иванович Святополк-Мирский                             | 17 июля 1833    | 27 октября 1898 | 1891                   | 27 октября 1898                                  |
|         | Клеопатра Михайловна Святополк-Мирская (в девичестве Ханыкова) | 1845            | февраль 1910    | 27 октября 1898        | февраль 1910                                     |
|         | Михаил Николаевич Святополк-Мирский                            | 17 июля 1870    | 16 июля 1938    | февраль 1910           | 16 июля 1938                                     |
|         | Александр Дмитриевич Святополк-Мирский                         | 28 октября 1899 | 11 ноября 1984  | 16 июля 1938           | де-факто 15 октября 1939; де-юре 16 августа 1945 |

## Реставрация замка

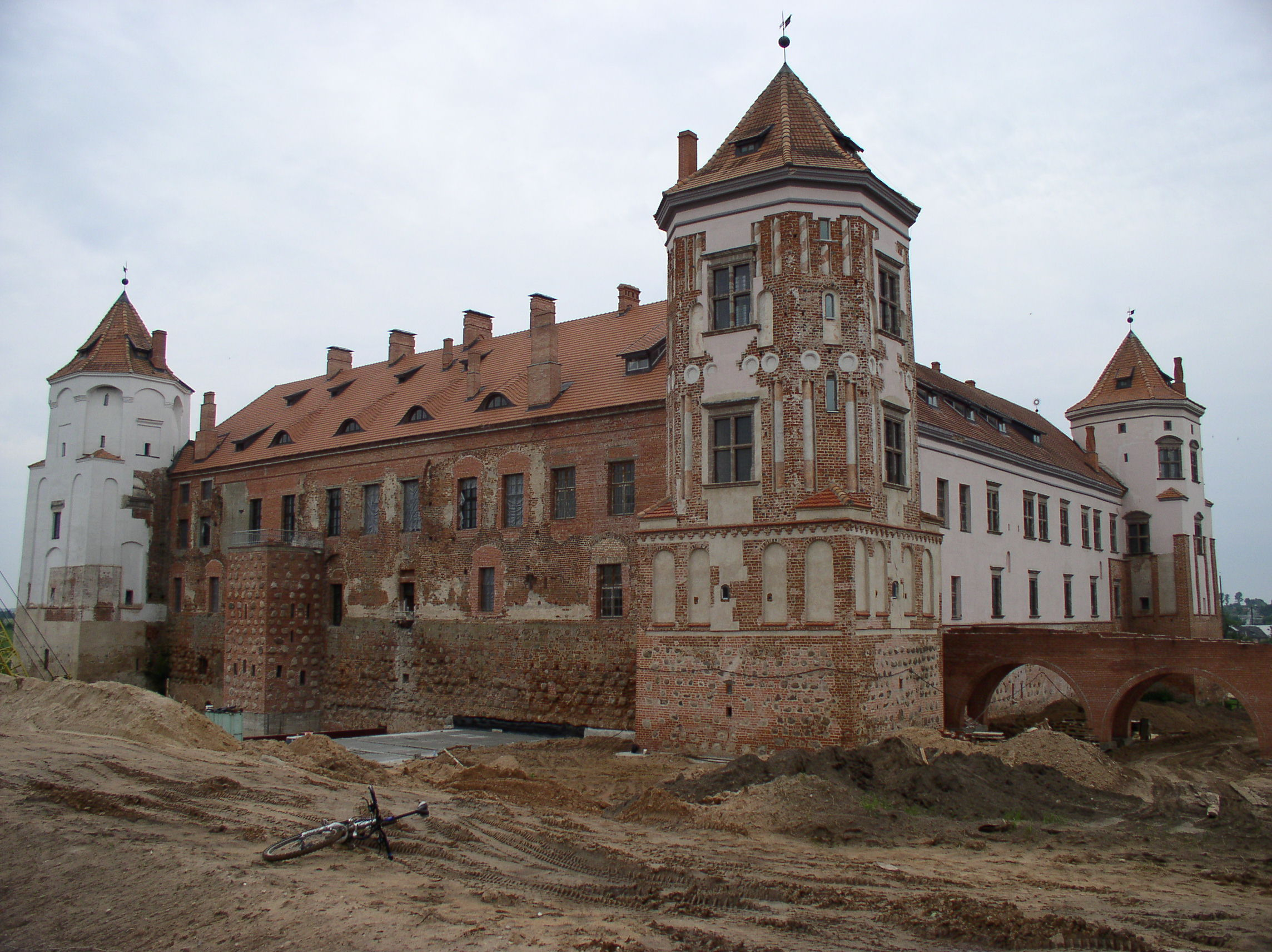
Замок во время реставрации, 2005 год

Первый вариант реконструкции замка с адаптацией его для размещения художественного профессионально-технического учреждения был предложен в начале 1980-х годов архитекторами О. Атас, С. Веремейчиком, В. Калниныи и археологом О. Трусовым.
Вопросы реставрации Мирского замка докладывались в октябре 1982 года на региональной конференции Советского комитета ИКОМОС (республик Советской Прибалтики и Белорусской ССР) в городе Клайпеда. 25 июля 1983 года проведена торжественная закладка в южную стену замка кирпича с датой начала реставрации памятника. Эту почётную миссию поручили строительному отряду «Спадчына» Гродненского университета
12 апреля 1993 года, с большой торжественностью, в присутствии руководителей независимой Беларуси, произошло открытие первой экспозиции в отреставрированной юго-западной башне, а по итогам работ в том же году Мирский замок отмечен дипломом отличия престижной Международной организации «Europa Nostra». Далее научная концепция реставрации и использования замка докладывалась экспертам ЮНЕСКО, посетившим Мирский замок с целью определения соответствия рассматриваемого объекта критериям списка Всемирного культурного и природного наследия ЮНЕСКО.
В 1987 году Мирский замок был передан на баланс Национального художественного музея Республики Беларусь, приступившего к созданию концепции будущей музейной экспозиции. В 2000 году на коллегии Министерства культуры концепция была рассмотрена и одобрена; в августе того же года она была напечатана в газете «Культура».

## Использование замка в современный период
В 1997 году проект использования Мирского замка был скорректирован, чтобы обеспечить возможность проведения на его базе международных встреч на высшем и дипломатическом уровнях, а также разных конгрессов, конференций и других массовых мероприятий.

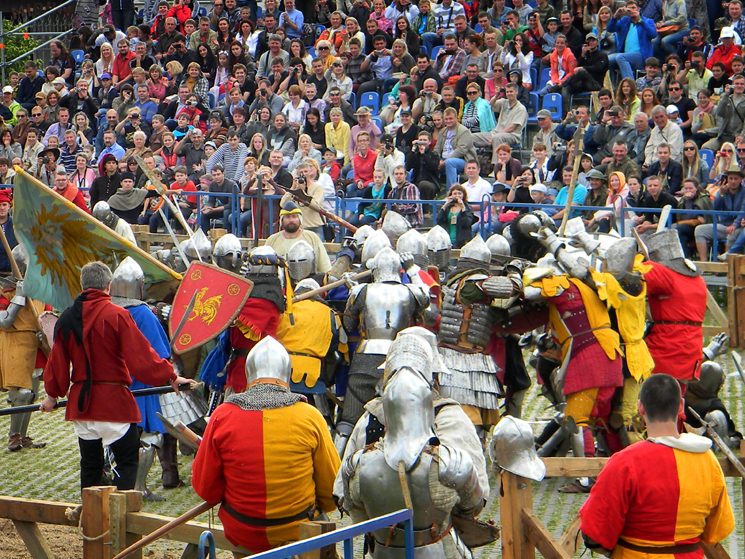
Фестиваль «Наследие веков» у стен замка

Часть замка была приспособлена под размещение гостиницы. При этом, чтобы увеличить количество мест для проживания, третий ярус был разделён на два уровня. Таким образом получилось 10 гостиничных номеров, из которых 4 — двухместные, 1 — апартаменты. Помещения гостиницы оборудованы системами интеллектуального дома, при этом уровень оборудования памятника интеллектуальными системами максимальный в Республике Беларусь и сравним только с аналогичными показателями гостиницы Европа в Минске. Это позволяет проводить на базе Мирского замка мероприятия на высшем уровне.
Приспособление Мирского замка к новым условиям жизнедеятельности привело к оригинальным решениям его инженерного оборудования. Но размещать техническое оборудование в оригинальных интерьерах нельзя, поэтому вся техническая часть комплекса находится в дополнительной подземной пристройке.
В 2012 году замковый комплекс «Мир» посетило 275,463 человека, что позволило ему занять четвёртое место по популярности среди музеев страны.

## Критика реставрации и музеефикации замка

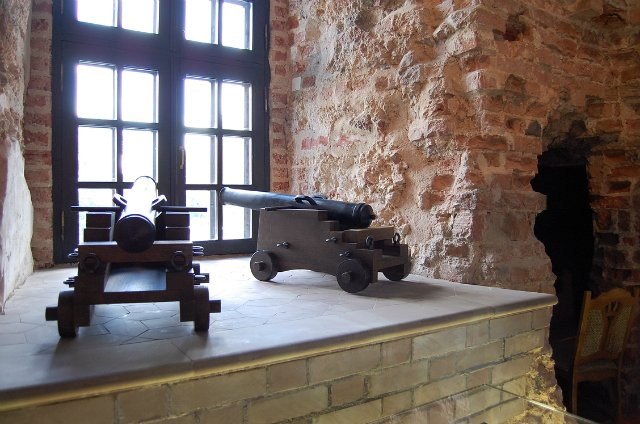
Музейная экспозиция вызвала критику, что вместо оригинальных вещей демонстрируются современные муляжи

Реализованный проект реставрации вызвал критику среди специалистов. Одним из критических замечаний было утверждение, что замок стал выглядеть новеньким, почти сувенирным изделием; а вместо первоначальной поверхности оштукатуренных частей появилась акриловая поверхность, окрашенная в розовый цвет. Другой пункт критики относился к окружающей среде памятника: элементы благоустройства (тротуарная плитка, ограда, входной павильон, дорожки) не соответствуют духу памятника. Вызвала нарекания и реставрация часовни-усыпальницы Святополк-Мирских. По утверждениям специалистов, памятник угас под слоем акрила, и таким образом был сделан почти коммерческий объект.
Реализованная в Мирском замке музейная экспозиция также вызвала множество вопросов среди специалистов. Одна из проблем в том, что залы были заполнены случайными предметами и новоделами (копиями, репродукциями, макетами других замков), что не создаёт исторической атмосферы памятника. Роскошные залы заполнены большим количеством случайных и ненужных вещей, стилистически не связанных ни с интерьерами, ни с историей самого замка.
В ответ музейные работники заявляют, что оригиналы тех эпох можно получить только в очень редких случаях и что объём финансирования, почти целиком ушедший на реставрацию памятника, не позволяет закупать дорогие и редкие экспонаты.

## Архитектура замка
Замок представляет собой квадратную в плане постройку с выступающими по углам могучими башнями высотой около 25 метров. Пятая, западная башня, является брамной, и некогда имела подъёмный мост через широкий ров. Толщина стен достигала 3 метров при высоте около 13 м.
В пластическом оформлении замка использованы характерные для белорусской готики выразительные средства: готическая кладка (чередование тычка и ложка) со вмурованными камнями и использованием клинкерного кирпича, раздел стен разнообразными по форме оштукатуренными нишами, орнаментальные кирпичные пояса. Внутренние плоскости ниш, тяг и поясов были оштукатурены в белый цвет, что в сочетании с тёмно-красной фактурой основного поля кирпичных стен и тёмными пятнами амбразур, в значительной мере способствовало выразительности его архитектуры. Некоторые исследователи считают, что орнаментальное оформление Мирского замка, так же, как и орнамент народной одежды, предназначалось для отпугивания злых духов и охраны хозяев от злого рока, могучие оборонительные приспособления не подчёркиваются, а наоборот, как бы отводятся на второй план.
Несмотря на оригинальность обличья Мирского замка, по своей схеме он в определённой степени напоминает кирпичные замки-монастыри Северной Польши и Прибалтики и монастырские крепости Молдовы и Румынии.

### Особенности архитектуры стен

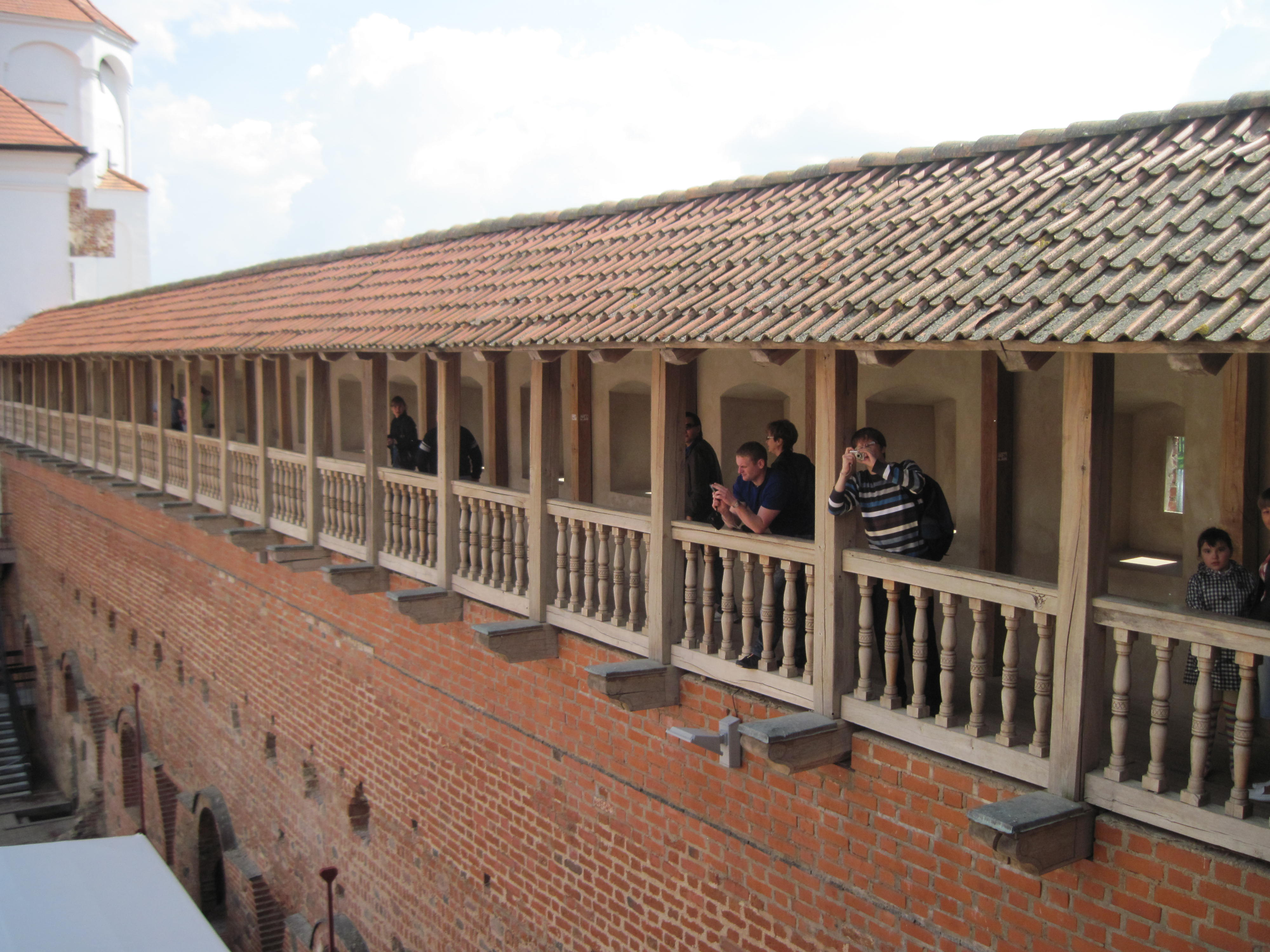
Южная галерея замковых стен

Стены Мирского замка примечательны тем, что имели три яруса боя. Нижнюю часть стен прорезали пушечные бойницы подошвенного боя; средний ярус на высоте 8 м от земли имел вид коридора-галереи высотой около 2 м, соединявшего между собой все башни; верхний ярус представлял собой боевую площадку на самом верху стены. Завершались стены прямоугольными зубцами; на одной из стен сохранились машикули.
Стены замка поставлены на массивных фундаментах глубиной около 4-4,5 метров. Фундаменты сложены из крупного камня с кирпичом в качестве наполнителя. Стена состоит из трёх пластов — двух внешних, выложенных смешанной кладкой, между которыми сделана забутовка мелким камнем и кирпичным боем на известковом тесте. Нижние части замковых стен и башен сложены смешанной кладкой высотой от 1,2 до 7,3 метра. Верхние части стен и башен сложены из кирпича тёмно-красного цвета, имеющего название литовского. Преимущественный размер кирпичей 10×15×30, весом около 6 кг.
По периметру стен на высоте около 8 метров от земли проходит орнаментальный кирпичный пояс шириной около 70 см из шести рядков кирпичной кладки. Верхний и нижний ряды — кирпичи, положенные на угол в виде традиционного поребрика. Между ними проходит пояс, побелённый извёсткой, выразительно выделяющийся на красном фоне кирпичной стены.
Для достижения выразительности композиции строители активно использовали поправки на оптические иллюзии — курватуры: все стены слегка выгнуты в плане.
На участке северной стены сохранились две ниши и сквозное отверстие для стока воды, также в замке имелась уборная (туалет), представлявшая собой обычный эркер, нависавший над внешней ганью северного участка западной стены. В замке сохранилась и действует система сброса ливневых стоков с территории двора.

### Особенности архитектуры башен

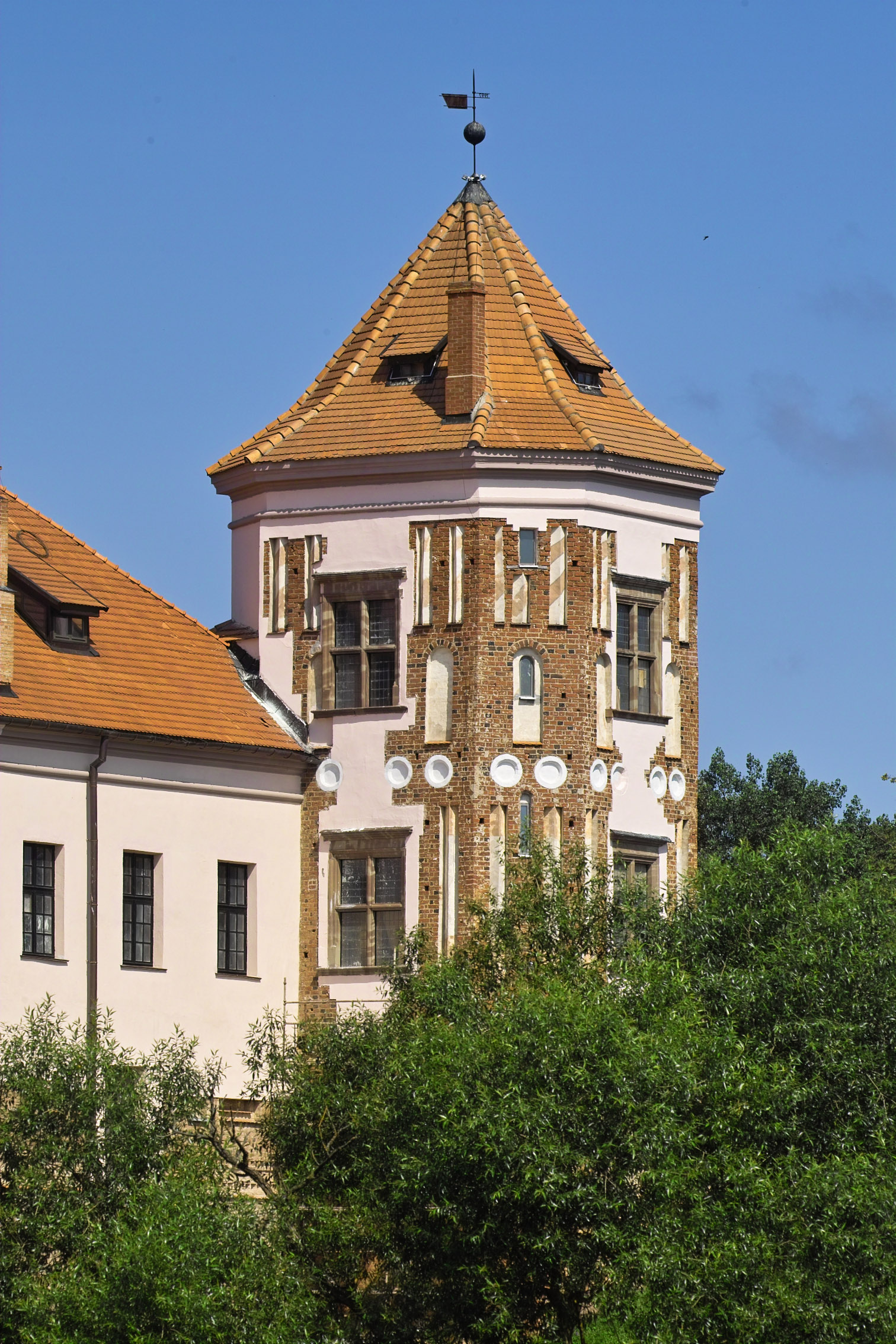
Северо-восточная башня первоначально задумывалась как жилая, о чём свидетельствует декор и интерьер башни

Акцент в художественном оформлении Мирского замка был сделан на башнях. Архитектурная обработка их фасадов основана на чередовании разной формы и величины ниш (в некоторых из них найдены фресковые росписи), тяг и орнаментальных поясов. Этот приём имел широкое распространение в белорусской архитектуре XVI века (во фронтонах Сынковичской и Маломожейковской церквей).
Все башни имеют одинаковую объёмную композицию — нижняя четырёхгранная часть, на которой размещается восьмигранное завершение. Башни замка конструктивно и стилистично близки между собой и, в то же время, каждая из них имеет свой индивидуальный архитектурный облик. Художественное совершенство фасада замка особенно подчёркивается продуманностью и слитностью орнаментальных поясов башен. Они возведены с таким расчётом, чтобы было удобно вести фланговый огонь вдоль прясел стен. В башнях для целей фортификации имелись камины. Большинство башенных бойниц предназначались для стрельбы из пушек. Все башни спланированы как самостоятельные узлы обороны.
Фундаменты башен сложены из камней, дальше идёт смешанная каменно-кирпичная и кирпичная кладка. Толщина стен около основы составляет около 3 м, вверху 2,2 м. Завершались башни машикулями.

### Архитектура въездной башни

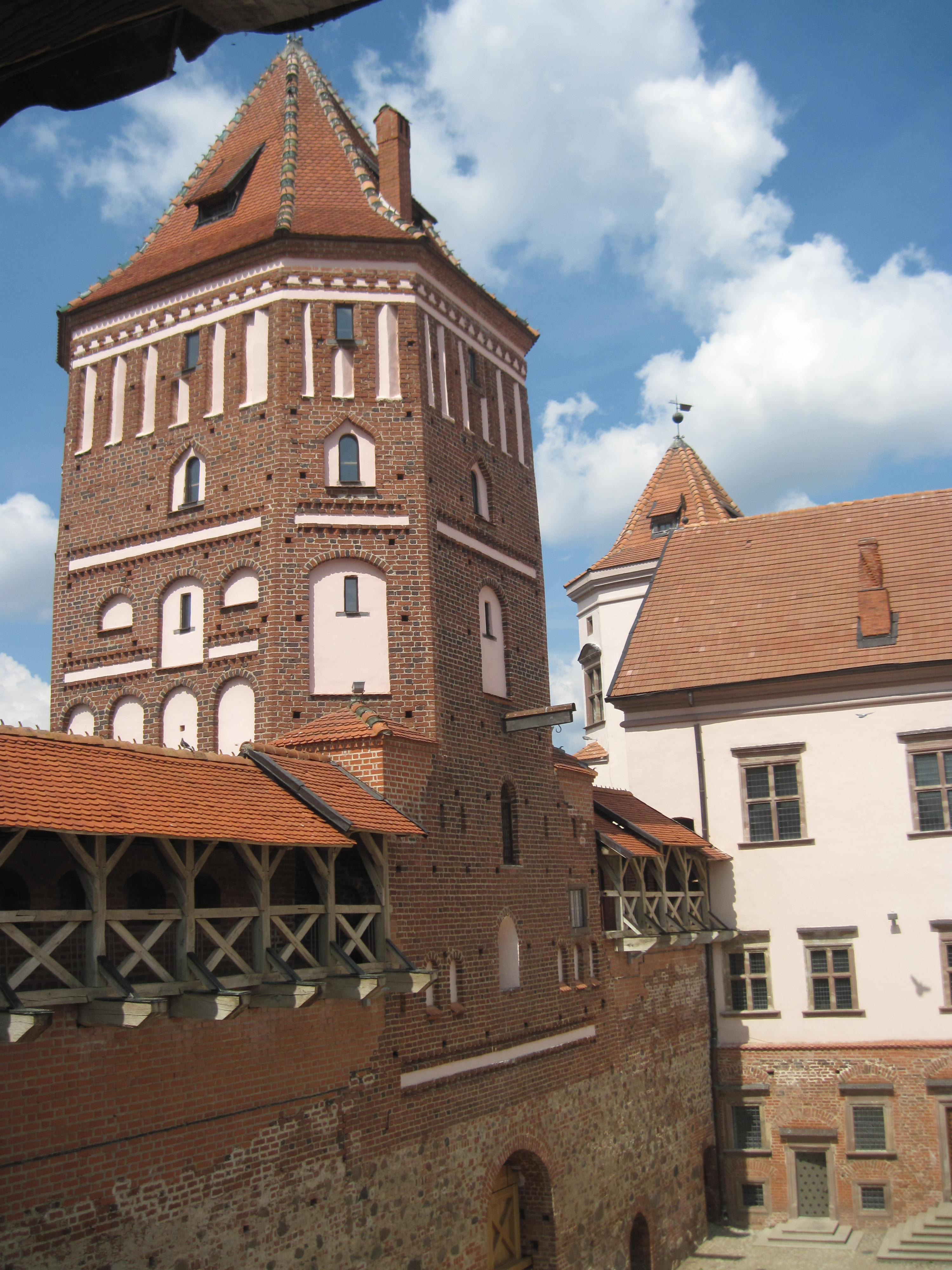
Въездная башня. Вид со стороны замкового двора

Из всех башен Мирского замка въездная является наиболее интересной, яркой и совершенной. Она имеет высоту 25 метров, стоит на фундаменте размерами 12×12 м. Башня украшена орнаментальными поясами и декоративными нишами разного размера и формы, соединяющими в себе традиционные приёмы и средства оформления местного каменного зодчества: древнерусский поребрик и аркатурные фризы, а также ниши. На втором этаже размещалась часовня. Снизу начинались каменные лестницы, шедшие в толще стены до четвёртого этажа, открывая выход на каждый ярус боя. Завершалась башня поясом «варовых окон».
Существовала интересная система блокирования входа: проезд на въездную башню был поднят на 1,5 м выше окружающей территории. Единственный проезд в замок прорезал весь первый этаж башни, он имел двое дубовых ворот. Кроме того, створ ворот был дополнительно защищён герсой (которая, однако, не упоминается в письменных источниках, поэтому отдельные исследователи высказывают сомнения в её существовании). Он опускалась со второго этажа и позволяла мгновенно закрыть вход в замок. Для предотвращения попыток уничтожения системы замыкания над въездом был сделан машикуль — отверстие, через которое на нападавших сливался кипяток, смола либо сбрасывались камни.
В конце XVI в. ворота были дополнительно укреплены, к ним пристроили барбакан. По центру его прорезал воротный проём на два полотна. Тут также была боевая галерея — помост для стрелков. В середине барбакана выкопали котлован глубиной 2 м, закрывавшийся специальным подъёмным мостом. Барбакан существовал до конца XIX в..
В башне согласно описанию инвентарей 1681 и 1688 годов находилась тюрьма, она состояла из двух помещений: первое при входе называлось Верхняя тюрьма, второе — «подвал под воротами» (Нижняя тюрьма). Такое разделение соответствовало нормам наказания Статута 1588 года. Нижняя тюрьма считалась значительно более тяжёлым наказанием и находилась в погребе размерами 6×4,5 м и 2,7 м высотой на глубине 4 м от уровня проезда.
В конце XVI в. в надбрамном помещении была сделана часовня, к которой через галерею на северном фрагменте западной стены был сделан ход во вновь построенный северный дворцовый корпус. В восточной нише молельной залы в стиле маньеризма был установлен алтарь св. Христофора.
На третьем этаже башни имелись большие часы с боем, циферблат часов со стрелкой размещался на внешней стене башни.
Согласно данным инвентаря замка 1688 г., около воротной башни стояли три железные пушки.

### Архитектура юго-западной башни

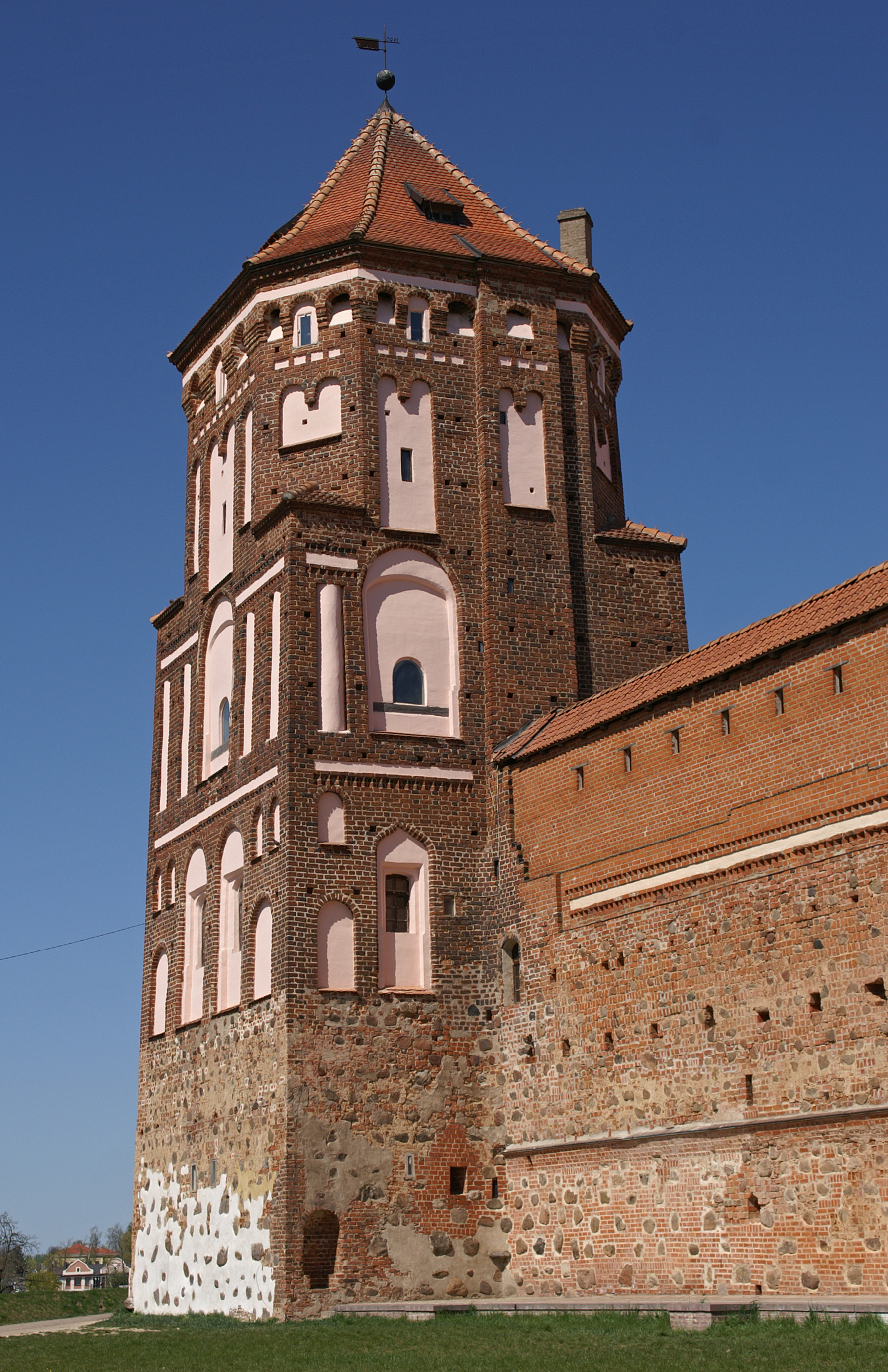
Юго-западная башня

Из всех угловых башен, построенных в XVI в., почти целиком сохранилась юго-западная, позволяющая изучить систему планировки и организацию боя всех этажей. Фундамент башни представляет собой несколько перекошенный квадрат размером 10×10 м с глубиной заложения 4 м, сложенный из валунов длиной до 1,5 м. Высота башни 23 м.

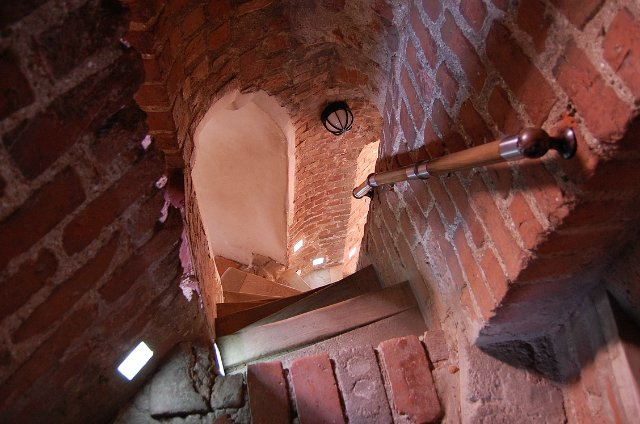
Каменная лестница башни

В середине башня разделена на пять ярусов. На первом этаже размещались семь пушечных бойниц, фланкировавших огнём замковые ворота, западную и южную стены. На второй этаж, где стояли шесть пушек, вела крутая узкая каменная лестница. В XX веке на месте некоторых бойниц сделали большие окна. Перекрытие второго этажа башни сводчатое, а остальных трёх — на балках. На верхних этажах были бойницы, рассчитанные на огонь, ведущийся из пушек и ручного огнестрельного оружия. На уровне четвёртого этажа стены башни переходят в «восьмерик». На самом верху башенной стены местами сохранились полузаложенные кирпичом «варовые окна».
Для удобства подъёма наверх военных припасов и амуниции в башне был спроектирован так называемый «замковый лифт». С самого верха башни из центра вниз к каменному перекрытию третьего яруса опускался переброшенный через балку или железный каток шнур-верёвка. В деревянных перекрытиях были сделаны отверстия, закрывавшиеся откидными дверцами. Из замкового двора в свою очередь имелось приспособление для доставки грузов на третий ярус. «Замковый лифт» сохранился до нашего времени и экспонируется в башне.
Остальные башни отличаются от юго-западной размерами основ, объёмами помещений и некоторыми деталями. Все они очень похожи между собой внутренней планировкой, объёмно-пространственным решением и назначением помещений.

### Архитектура дворцового комплекса

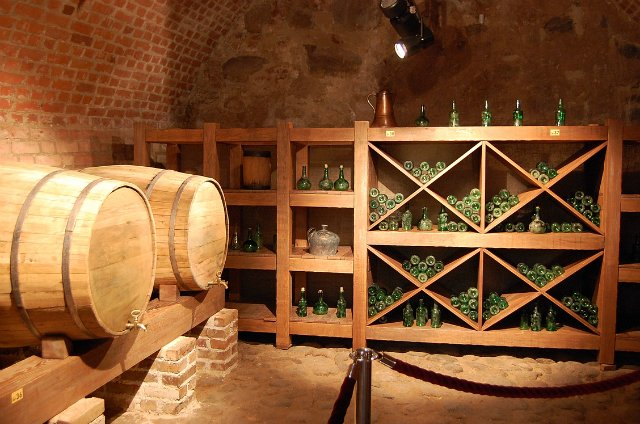
Винный погребок

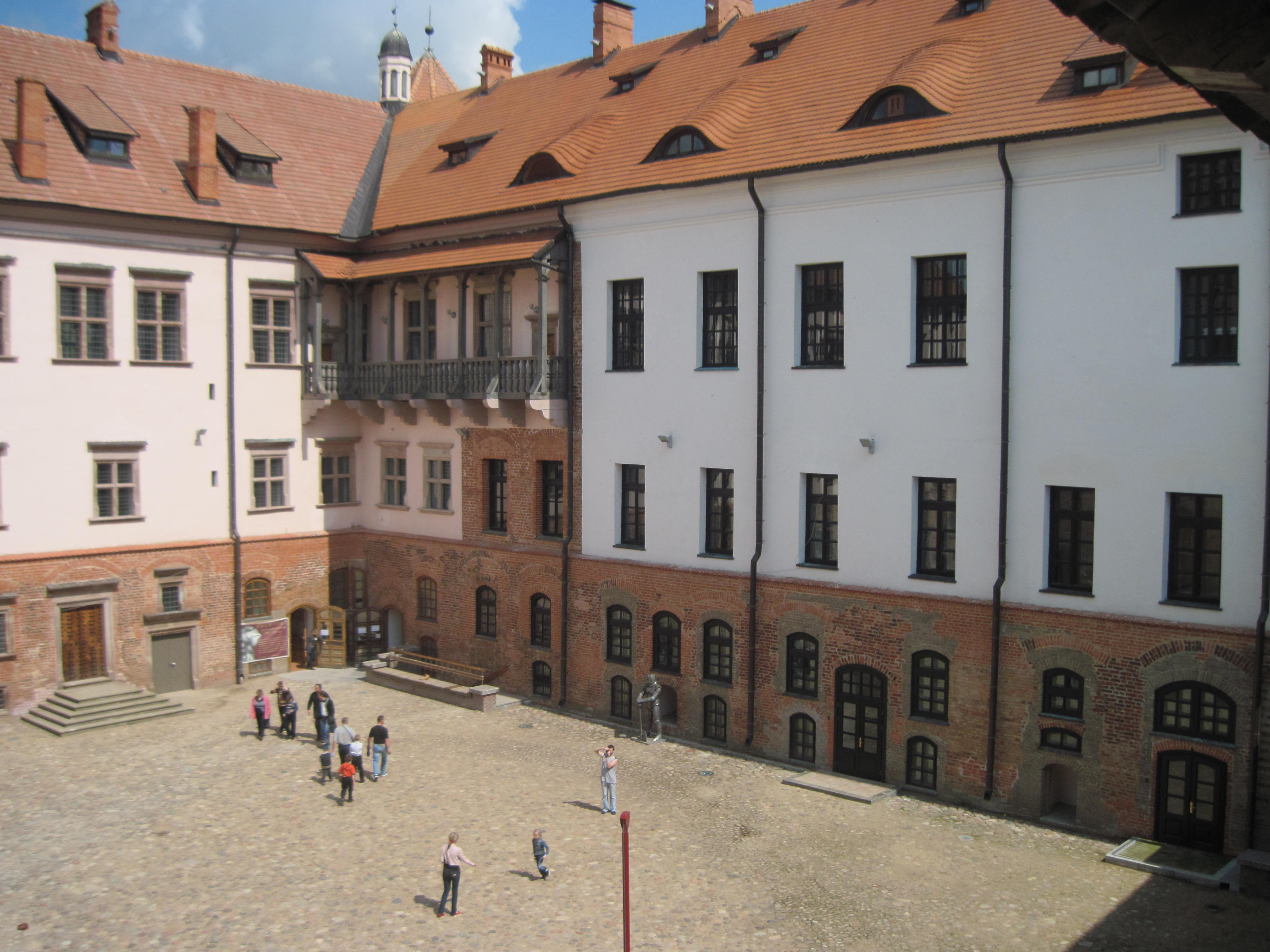
Дворцовый комплекс. Вид с юго-западной башни

Постройка дворцовых корпусов замка имела систематизированный характер. Подвал и первый этаж использовались как склады. Второй был предназначен для прислуги, третий — для хозяев. Планировка подвала и нижних ярусов обоих крыльев дворца представляла собой ряд секций, размещённых периодично. Приготовление еды осуществлялось в самом замке, где к южной (со стороны двора) и западной стенам пристроили кухню, пивоварню и пекарню. С внешней стороны к южной стене была пристроена конюшня.
Считается, что архитектурные и конструктивные решения окон почерпнуты в Италии. Окна представляли собой одну нитку одноцветного витража в металлической раме, вставленной в каменное оправление. Механическое их использование в климатических условиях Беларуси создавало дополнительные проблемы утепления помещений, особенно в верхних покоях. Большие размеры окон вызывали значительные потери тепла, компенсировать которые пытались установкой большого количества больших печей. В просторных парадных помещениях дополнительные печи нетипичной для ренессансного периода конструкции с размещением топки снизу устанавливали у внешних стен.
Во дворце была создана система удобных уборных (туалетов), размещённых на третьем и втором этажах. Нечистоты вымывались из них по устроенным в стенах вертикальным каналам и сбрасывались для фильтрования в подземную выгребную яму. В связи с этим участки между северной и восточной стенами замка и соответствующими участками земляного вала для прогулок не использовались. Во дворце был построен пешеходный мостик, проходивший со второго этажа северного крыла дворца на валовый ход.
Для освещения дворца использовали подвесные и настенные светильники, большие и малые подсвечники, которые устанавливали на пол и мебель. Расстановка и развешивание светильников не были постоянными, для предотвращения краж они хранились в специальных помещениях и устанавливались или развешивались в случае необходимости.

### Бастионы

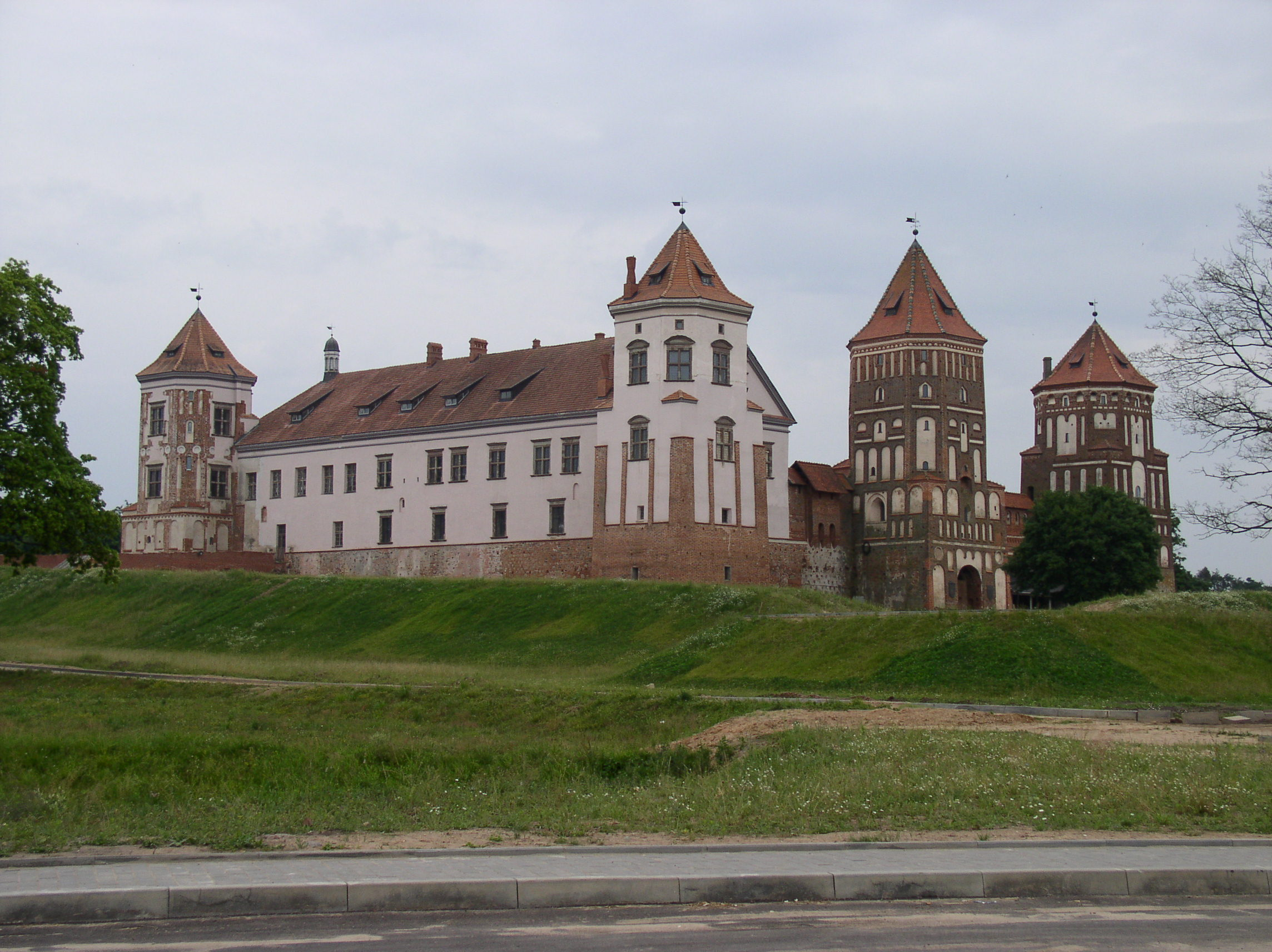
Сохранившийся северо-западный бастион

В начале XVII в. вокруг Мирского замка были насыпаны бастионные укрепления из глины, крупного песка и земли. Они имели вид мощного четырёхугольника размерами 170×150 м так называемого голландского типа, и стали первой линией обороны замка. Существует мнение, что по углам были не классические бастионы, а своеобразные платформы, на которые ставились деревянные башни.
До нашего времени сохранились северо-восточный бастион, северная и частично восточная куртины высотой 4 м. Раньше земляные валы были до 9 м, перед ними имелся ров, наполняемый водой при помощи системы прудов. Одним из основных недостатков бастионных укреплений Мирского замка была небольшая высота вала, что не позволяло закрыть замок от вражеского обстрела.
На верху вала не сохранилось остатков земляного бруствера. Его роль мог исполнять деревянный палисад или ряды корзин-габионов с бойницами для стрелков и амбразурами для пушек.

## Фортификация и вооружение Мирского замка
Мирский замок был построен на небольшом возвышении у слияния речек Миранки и Замковой. Равнинный характер местности обусловил заложение укрепления правильной формы: прясла оборонительных стен длиной 55-60 метров создают близкий к квадрату двор-детинец. По углам замка полностью выступают за периметр стен четыре фланкирующие башни, пятая башня-брама построена посередине западной стены. Правильная конфигурация кладки создавала наилучшие условия для обороны стен с угловых башен.

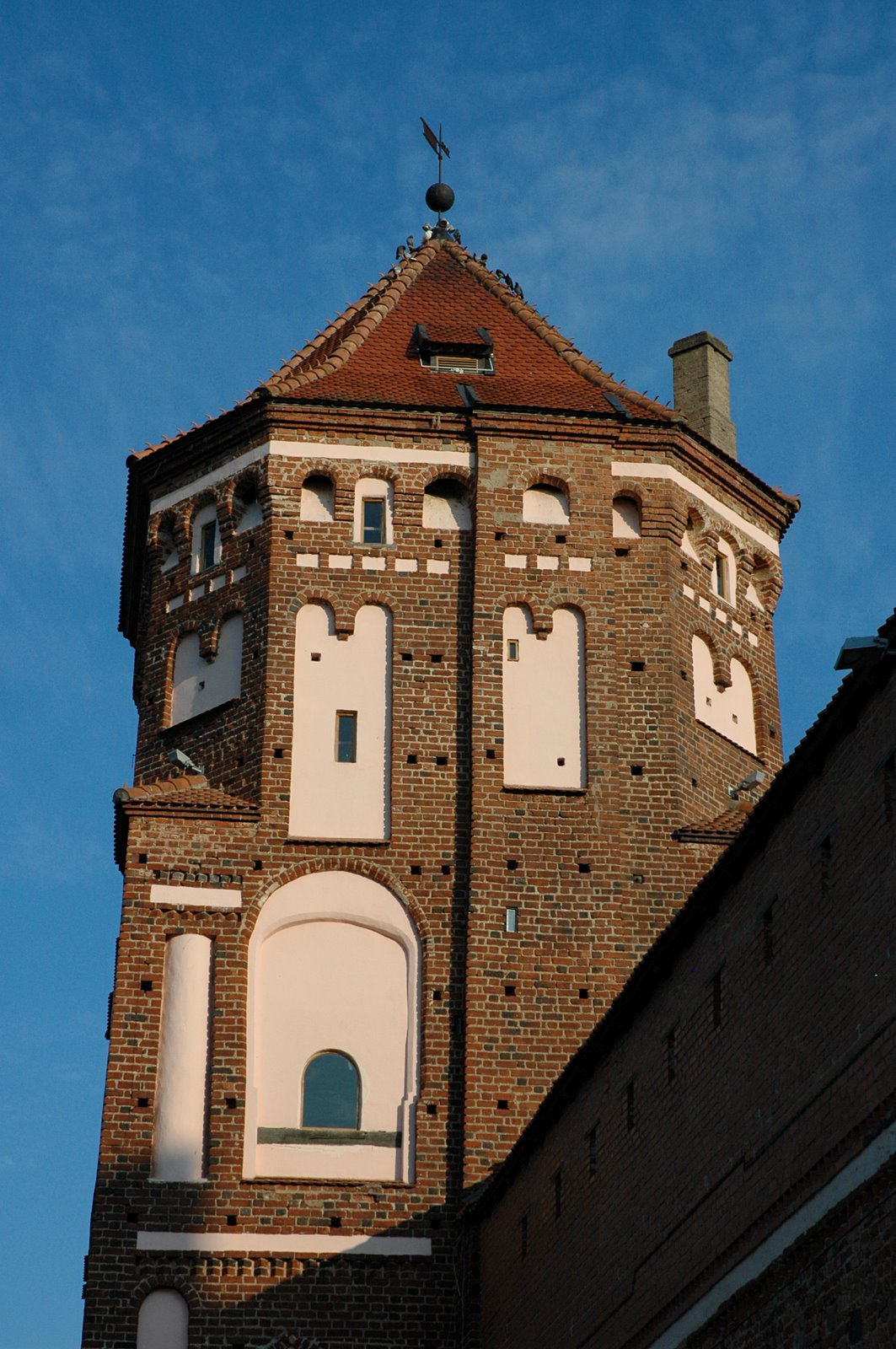
Замковые башни были настоящими центрами обороны замка, их вынесение за периметр стен создавало дополнительные условия для ведения огня

Общий рисунок фортификации первоначального замка имел следующий вид. На дальних подступах врага сдерживала артиллерия, размещённая на трёх угловых башнях; подходы к стенам прикрывали частоколы и сухой или заполненный водой ров. Около самих замковых стен огонь вёлся из ручниц и гаковниц с угловых башен, машикулей и с бойничного пояса в пряслах стен.

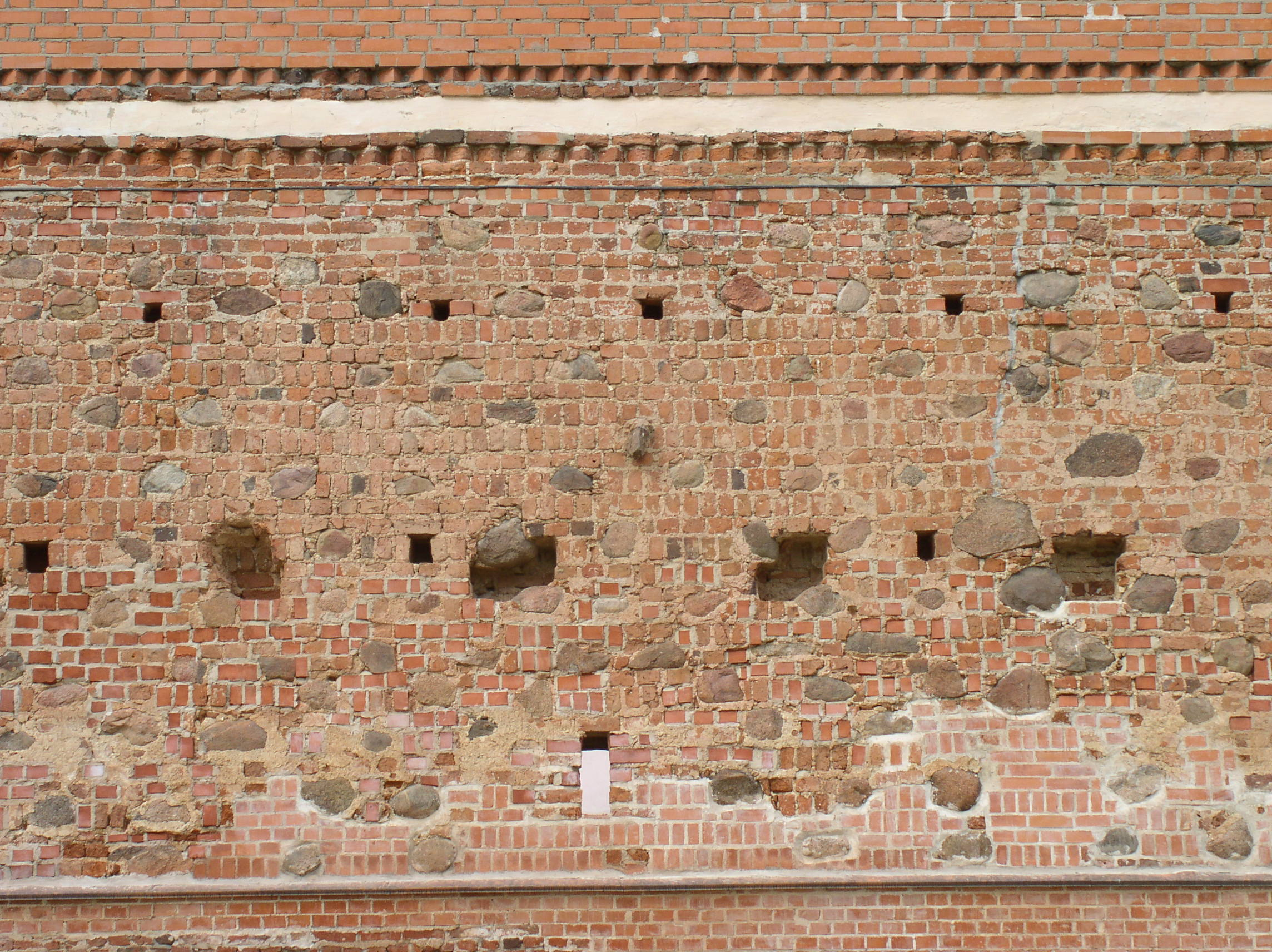
Бойницы в северной стене

Оборона замка была сконцентрирована в башнях, бывших настоящими центрами обороны замка. Первый, четвёртый и пятый этажи были предназначены для стрелков из ручного огнестрельного оружия, второй для установки тяжёлых гаковниц и пушек-фоглеров, а третий — для ведения огня на далёкое расстояние. Для размещения пушек на третьем этаже были нужны большие бойницы, поэтому до этого уровня башни сохраняют четырёхгранную форму. Дальше башня превращается в восьмигранник, что создавало возможность расширить область обстрела вокруг башни, покрывая «мёртвые зоны» перед углами четырёхгранника.
Отличается от других северо-восточная башня, в ней переход от четырёхгранника в восьмигранник происходит на уровне третьего этажа. Этот факт и её чрезвычайно богатое декоративное оформление объясняется тем, что башню могли использовать как жилую. В башне-браме первый этаж занимает проезд брамы, а на втором этаже находится часовня, начиная с третьего этажа башня переходит в восьмигранник. В башне все боевые уровни предназначались для стрелков с ручным огнестрельным оружием. Оборонительные элементы Мирского замка кроме своего прямого предназначения играли значительную роль в декоративном оформлении постройки, они придавали замку праздничность, торжественность.
Сведения про пушки в Мире очень скупые. Исследователи считают, что пушки могли находиться в бойницах, а в брамной башне имелись «3 железные пушки, неоправленные». В «Описании предметов в мирском скарбце» 1636 года упоминается небольшая пушка «спижовое делко» с 30 ядрами, находившаяся в юго-западной башне. Известно, что в арсенале имелось 56 гаковниц, 20 «меньших» гаковниц, 8 гаковничных и 15 полугаковничных стволов, 15 «кобыл», или «старосветских пулгаков» (полугаковниц). Большая часть оружия попала в замок ещё при Николае Радзивилле Сиротке, но часть оружия могла храниться в замке ещё с первой половины XVI в. Гаковницы оставались основным оборонительным оружием замка ещё в первой половине XVII в.
В 1660 году в замке оставалось 11 гаковниц, 12 неоправленных фитильных мушкетов, 4 самопала с 55 мушкетами. В скором времени значительная часть оружия была отправлена в Несвиж, а в Мирском замке остались 35 мушкетов и 1 гаковница. Согласно реестру 1681 года упоминаются только 16 ружей 3 мушкетные ствола.

## Часовня-усыпальница Святополк-Мирских

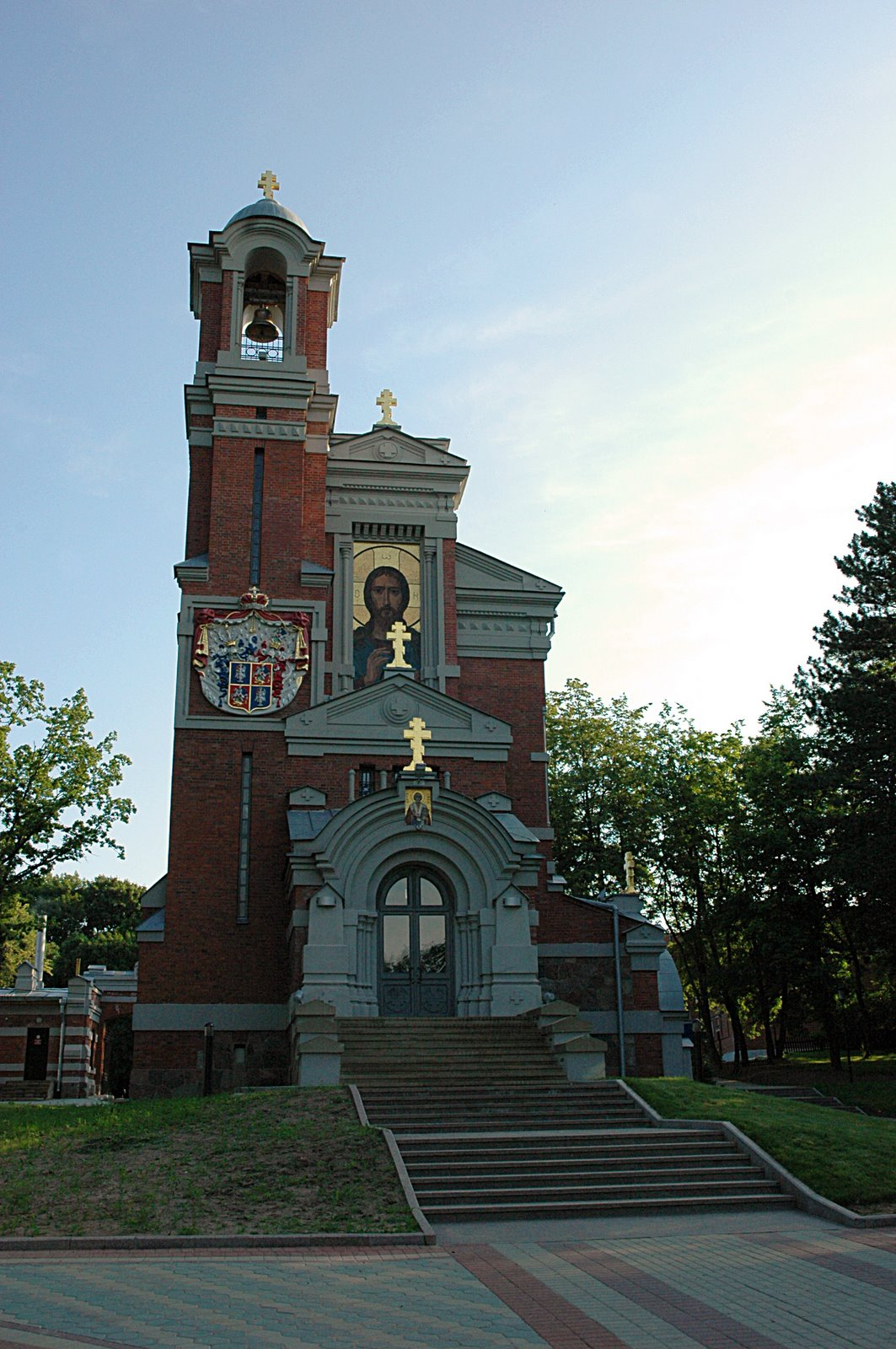
Часовня-усыпальница

Часовня-усыпальница была построена как родовая усыпальница князей Святополк-Мирских в стиле ампир. Находится в полукилометре на восток от Мирского Замка в английском парке, хорошо просматривалась из усадебного дома.
Проект церкви-усыпальницы был разработан петербургским архитектором Робертом Робертовичем Марфельдом по заказу Клеопатры Михайловны Святополк-Мирской. Строительство могильного склепа началось в 1904 году и продолжалось до 1910 года (по другим сведениям до 1911 года), была освящена в честь Святого Николая — в память о муже княгини Клеопатры — Николая Ивановича.
Основной объём постройки прямоугольный в плане, со срезанными с северной стороны углами и 5-гранной апсидой. Главный фасад имеет асимметрично-динамическую объёмно-пространственную композицию, доминантой которой является башня-звонница (3-ярусная, 4-гранная, завершена куполом). Главный фасад раскрапован ризалитом и украшен большим многоцветным (синий, охристый, золотистый) панно — «Христос Вседержитель» и объёмным чеканным гербом-картушем князей Святополк-Мирских с гербами двух городов: Киева и Москвы. Церковь состояла из нартекса, храма и алтарной части. Крипта храма была рассчитана на двадцать захоронений.
В могильном склепе пять захоронений: могилы князя Николая Святополк-Мирского, первоначально похороненного у стен Свято-Троицкой церкви, княгини Клеопатры Михайловны, их внучки Сонечки (дочери сына Ивана), двух сыновей Ивана и Михаила.
В 1939 году церковь была разграблена, оставшееся церковное имущество было вывезено в Свято-Георгиевскую церковь, а помещения церкви были переданы под зернохранилище спиртового завода. 1 декабря 2008 года церковь-усыпальница открыла свои двери для посетителей.

## Придорожная часовня
Придорожная часовня в Мире была построена в начале XX века (после 1909 года) на месте деревянной часовни по заказу местной мещанки Франтишки Заславской. Сохранилась входная надпись: «Часовня сия построена Франтишкой Заславской за упокой сына её Владимира Францевича Заславского 1909 г.».
Часовня представляет собой небольшую по объёму постройку, квадратную в плане. Постройка оштукатурена и побелена, покрыта единой крышей, над которой находится крест. В западной стене имеются деревянные двери, в южной и северной — по одному окну. В 1930-е годы XX в. в середине часовни находилась Голгофа — крест с распятием на подставке.
Часовня построена для чествования имени Владимира Францевича Заславского, умершего 28 марта 1909 года в возрасте 37 лет.
Придорожная часовня считается памятником архитектуры, сохранившей память про представителей рода Заславских, живших в Мире в конце XIX — первой половине XX века.

## Въездные ворота с домиком сторожа
Домик сторожа был построен в начале XX века в одном стиле с часовней-усыпальницей Святополк-Мирских. Постройка из красного кирпича и камней с бетонными вставками представляет собой небольшое квадратное в плане здание с тамбуром (3,5 на 2 м). Стены сторожки разделены горизонтальными тяжами и рустом. Въездные ворота созданы лучковой аркой, переброшенной от сторожки на квадратный столб. В арке расположены кованые ворота. Над въездными воротами размещена икона Богородицы.
В первой половине XX века через ворота проходила дорога из местечка Мир к княжеской церкви. Впервые домик сторожа упомянут в 1930-е годы XX века. После прихода Красной Армии и установления Советской власти в домике продолжал жить княжеский сторож, до этого бывший звонарём в церкви. Наследники звонаря продолжали жить в этом домике до 1990 года. Теперь помещение приспособлено под газовую котельную для подачи тепла во дворцовую часть замка и церковь-усыпальницу.

## Итальянский сад. Парковый комплекс
Итальянский сад был заложен в XVII в. к югу от замковых валов как регулярный парк итальянского типа с системой аллей и баскетов, оранжереями и водоёмами. Сад — один из самых старых регулярных парков Беларуси. В 1654 году итальянский сад был уничтожен, в Инвентаре за 1686 году упоминаются только 8 прудов. Опустошённый Итальянский сад упоминается в очередном Инвентаре за 1688 год, в 1692 году садовником в нём работал некий Петровский. Нет известий о саде в дневнике стольника Петра Толстого, посетившего Мир в 1697 году, упоминается только «зверинец — сосновая роща огороженная».

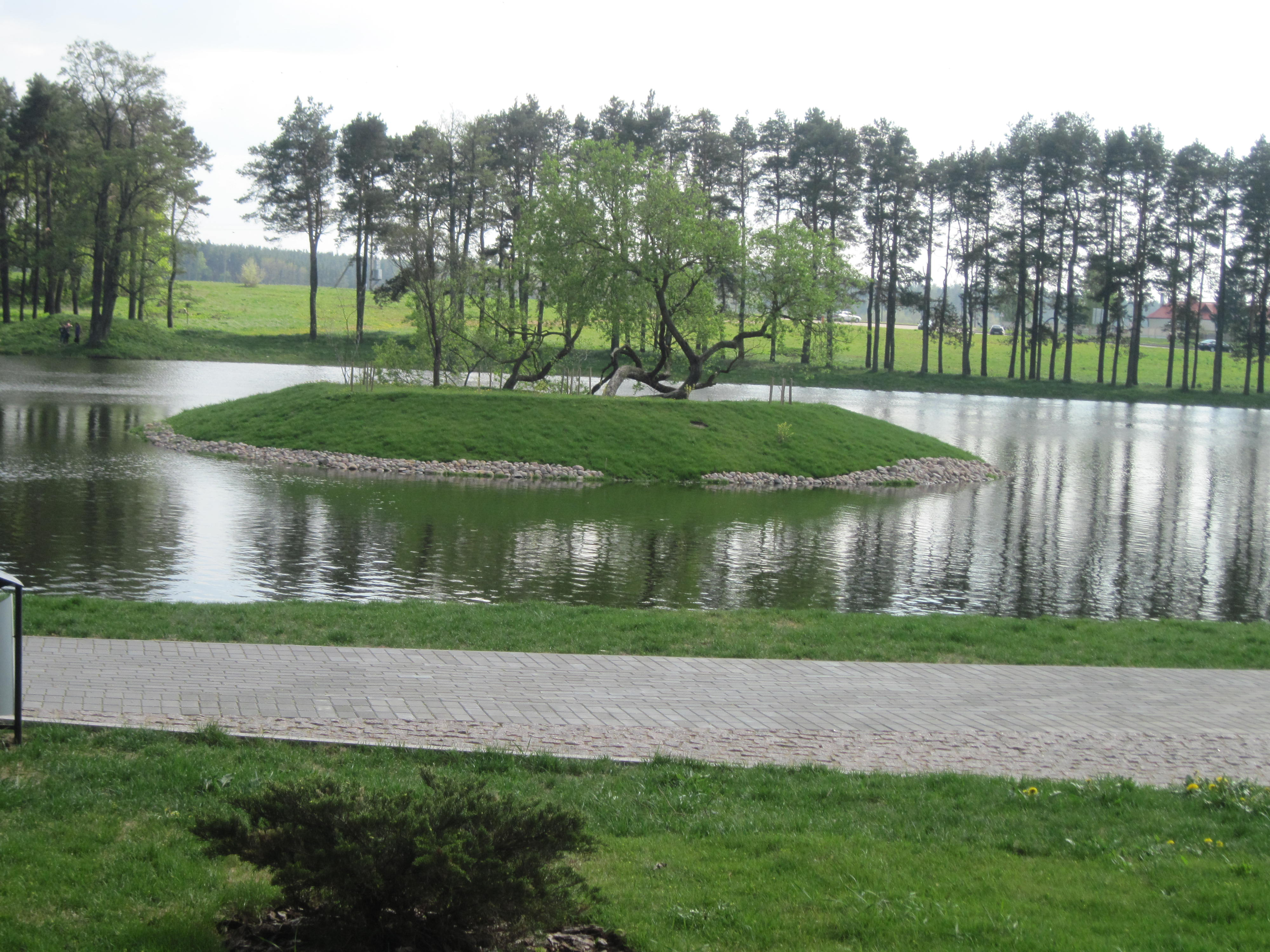
Замковый пруд, вырытый на месте сада Путяты. На дальнем берегу — сосновая аллея

Согласно с Инвентарём за 1722 год Итальянский сад был «огорожен от ворот замка до фигарни», и начал выполнять больше экономическое, чем декоративное значение. Детальное описание парка известно по инвентарю 1746 г. Парк состоял из 25 квадратов, в которых находились единичные плодовые деревья, росли прищепы и овощи, один квадрат служил огородом для лекарственных трав, а некоторые квадраты вообще пустовали. За парком размещались: дом садовника с оранжереей, хозяйственные постройки, теплицы, а за ними — огород. Считается, что до 1746 г. парк утратил своё барочное предназначение. В 1805 году Итальянский сад занимал площадь около 4,62 га. Улицы-аллеи были оформлены с двух сторон рядами лип, отдельные из которых сохранились до нашего времени. В 1830 году размеры сада уменьшились из-за проложения дороги на Столбцы, в связи с чем парк был осуждён на медленное угасание.
В конце XIX в. был создан пейзажный парк площадью около 25 га, в композицию которого вошли остатки регулярного парка в западной части. В парке находился искусственный водоём на месте сада, заложенного бывшим арендатором имения Антоном Путятой, ограниченный с юга сосновыми посадками; а также много экзотических растений: лиственница (сибирская, европейская), сосна чёрная, псевдотсуга сизая, черёмуха виргинская, клён пенсильванский, яблоня ягодная, дуб черешчатый.
После возвращения князя Николая Ивановича Святополк-Мирского в Мир в 1930-е годы закладывается новый пейзажный парк на месте плоя, между фольварком и замком. В 1934 году переносится дорога на запад, проложенная примерно сто лет тому назад. Сам парк создавался в духе пейзажных натуралистических парков того времени в стиле эклектики. Основу насаждений составляли местные виды:клён остролистый, липа сердцевидная, вяз гладкий, дуб обыкновенный. Из видов экзотической флоры наиболее часто использовался ясень пенсильванский. В группах в виде солитеров росли сосна веймутова, лиственница европейская, ель сизая, пихта одноцветная, клён белый, липа крупнолистная. Имелось много цветочных кустов: разные сорта сирени обыкновенной, спиреи, жасмина, снежноягодника белого. Особенное внимание уделялось оформлению часовни-усыпальницы, служившей своеобразной малой архитектурной формой парка. Всего в парковых насаждениях было использовано около 70 садовых форм и гибридов. До нашего времени сохранилось мало растений: часть из них вымерзла в суровую зиму 1939—1940 годов, часть была вырублена в годы войны или была утеряна в послевоенное время.
В годы Второй мировой войны в глуби Итальянского сада было расстреляно несколько тысяч евреев. В послевоенное время на этом месте был установлен мемориальный знак.

## Археологические исследования замка
Археологические исследования на территории замка проводили Ю. Иодковский (1912), М. Ткачёв (1972), О. Трусов (1980—84, 1991; в 1992 с М. Чернявским).
Первые раскопки в Мирском замке осуществил Ю. Иодковкий. Найдя фрагменты цветных стёклышек и полихромных изразцов, он сделал вывод о наличии в замке XVI в. витражей и многоцветных изразцовых печей. Около дворца с севера на юг была выкопана траншея, но остатков построек не нашли. Около главной брамы был найден колодец.
Во время раскопок Ткачёва 1972 года были изучены остатки каменного барбакана конца XVI — нач. XVII вв., находившегося перед главной брамой. Было выяснено, что подковообразная кирпичная стена в плане имела толщину 1,25 м. Остатки этой стены сохранились в то время на высоте местами дл 1,35 м. Сначала М. Ткачёв датировал эту постройку не позже середины XVI в., но позже согласился с датировкой конец XVI — начало XVII вв..
В результате дальнейших раскопок была вскрыта площадь около 4000 м². Культурный слой имеет толщину от около 0,2-0,3 м около замковых стен до 1 м в юго-западной части двора. Выяснено, что на месте каменного дворца во второй половине XV в. существовало поселение, погибшее в результате сильного пожара, о чём свидетельствует большое количество углей. Были найдены развал глинобитной стены, сложённой из горшковых изразцов, много неглазированной керамики XV — нач. XVI вв. На месте поселения в нач. XVI в. строители сделали насыпь их песка и глины толщиной от 0,2 до 1 м и на ней возвели замок, фундаменты которого заглублены на 4—5 м. Земляные валы и бастионы вокруг замка были насыпаны в более поздние времена из глины, песка и культурного слоя XVI в..
В 1981—1984 гг. были открыты фундаменты и остатки стен одноэтажных пристроек конца XVI — нач. XVII вв. около южной и западной стен. К северу от замка прослежены остатки кирпичных столбов опор моста XVII в., ведшего из парадных дверей второго этажа южного корпуса в итальянский парк.
Найденные археологические находки размещены в музейной экспозиции Мирского замка, а также Гродненского государственного историко-археологического музея и музея древнебелорусской культуры НАН Беларуси. Отдельные находки много раз публиковались в литературе, даже попали на денежную купюру Республики Беларусь ценностью 5000 рублей. Находки имели большое значение при разработке программы реставрации замка.

## Легенды замка

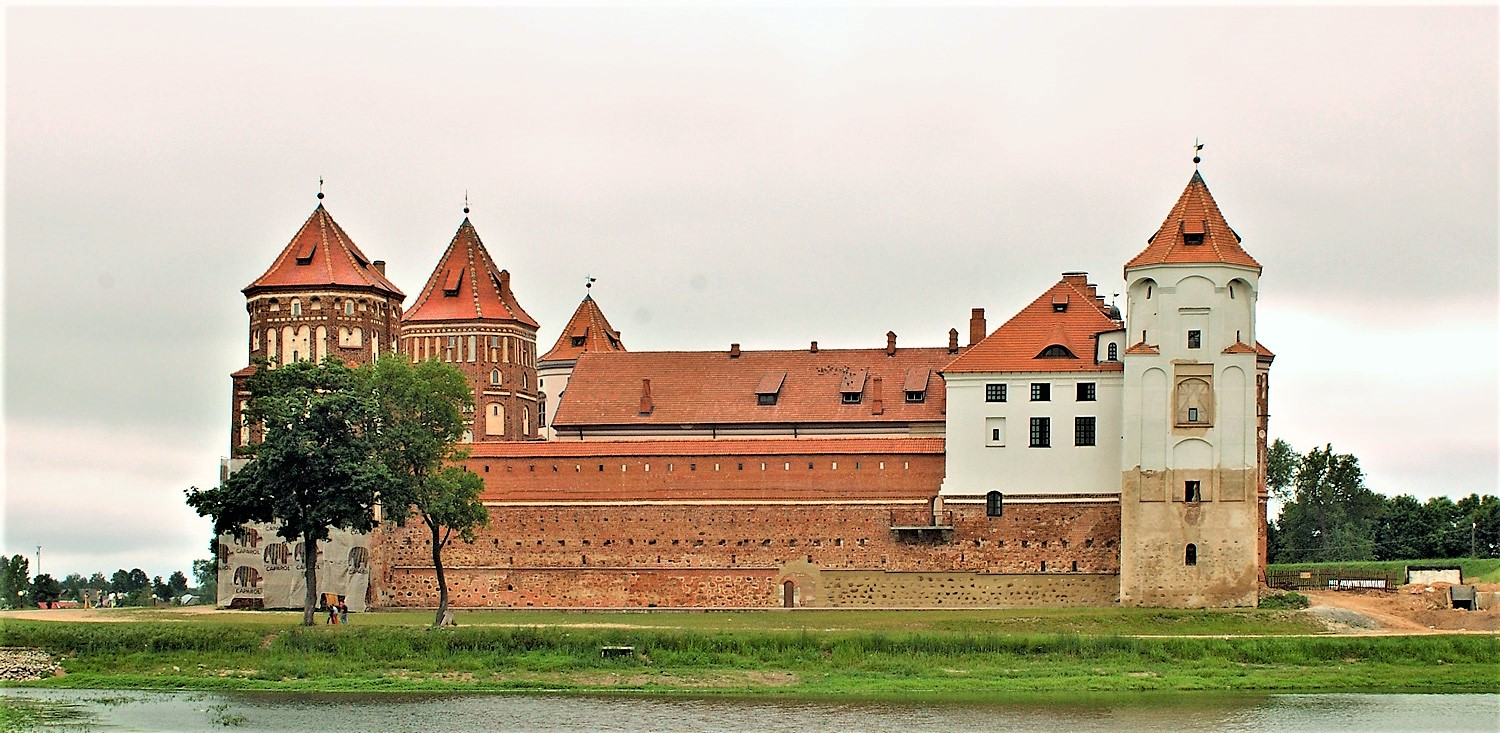
Вид архитектурного ансамбля со стороны пруда

О Мирском замке сложено несколько легенд, служащих для привлечения туристов.
- Подземный ход. Существует расхожее мнение, что Мирский и Несвижский замки соединяет тоннель длиной свыше 30 км, по которому некогда мог свободно проехать запряжённый тройкой экипаж. Когда российские войска в 1812 году захватили Несвиж, преданные радзивиловские слуги успели спрятать несвижские сокровища в подземный тоннель и взорвать вход. Эти сокровища до сегодняшнего дня не найдены, а среди них, как считается, находятся золотые фигуры двенадцати апостолов[123]. Но исследования и даже облёт на вертолёте предполагаемой линии, соединяющей замки, не дали положительного результата.
- Легенда о призраке Белой Девы, Софье Святополк-Мирской, которую местные жители ласково называют Сонечкой. Считается, что она не так охотно показывается людям[195], как её «коллега» из Несвижа — знаменитая Чёрная Дева, но музейные работники говорят, что Софья часто уходит по подземному ходу к своей подруге в Несвиж[123].
- Легенда о саде. В конце XIX века на месте Мирского озера был яблоневый сад. Князь Николай Святополк-Мирский распорядился его вырубить и на этом месте выкопать озеро. Время было весеннее, все яблони стояли в цвету. Жители Мира отказались рубить деревья. По народному поверью, рубить цветущее дерево — большой грех, люди, которые губят молодую жизнь, будут прокляты, а их род будут преследовать несчастья. Но князь не хотел отказываться от своей задумки и терять время и собственноручно срубил несколько цветущих яблонь[196], после чего ему ночью во сне явилась незнакомка и прокляла его род. По другой версии к князю пришла мать одного из лесорубов, погибшего во время вырубки сада, и прокляла эти места, сказав, что с этого времени каждый год в пруду будет тонуть по одному человеку за каждое вырубленное дерево. Причём, сколько именно деревьев срубили не известно, и тонут в пруду только мужчины[123]. Так или иначе, но до нашего времени в пруду каждый год тонул человек… А сам князь Михаил был найден на его берегу мёртвым в 1898 году. А по желанию его жены на поляне между дворцом и замком в знак траура были высажены сосны[197].

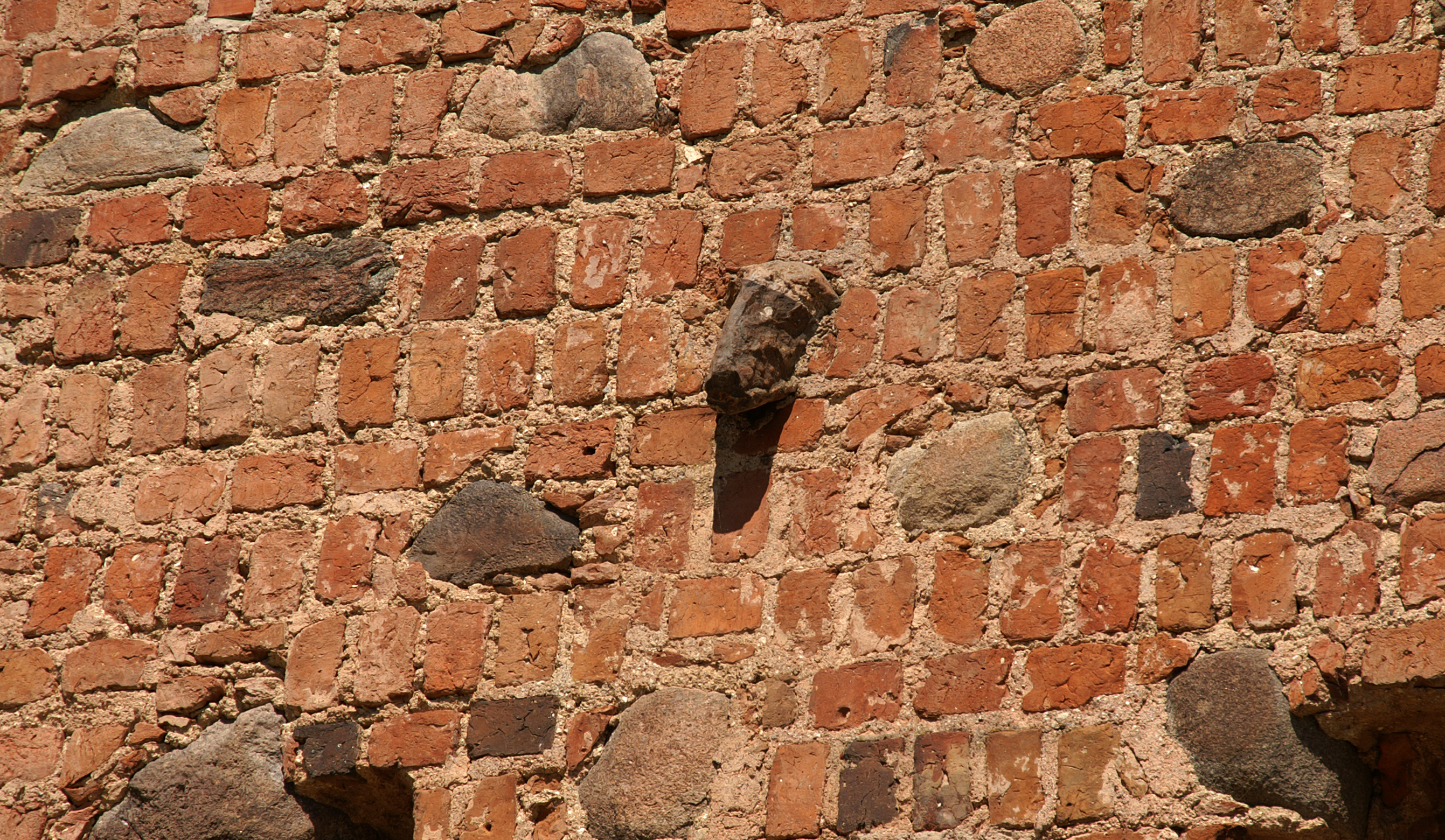
Голова барана на южной стене

- Легенда о бараньей голове. На южной стороне Мирского замка отчётливо выделяется небольшой камень, напоминающий голову барана. Считается, что под влиянием язычества строители замуровали в южную стену символическую «голову барана». Она могла быть как магическим знаком и предостережением врагам, так и напоминанием об Агнце Божьем[198]. Согласно с древней легендой, пока существует этот «баран», будет стоять и Мирский замок[30]. Среди многочисленных преданий христианского происхождения есть легенда о принятии Богом жертвы Авеля, с покорной молитвой отдавшего своего любимого ягнёнка. Есть также объяснение, что подобное изображение в стене — это «стафия», или «стихия», и означает привидение, тень живого существа, охраняющего дом и стерегущего клады[199].
- Одна из легенд замка рассказывает, что соперник Юрия Ильинича Литовор Хрептович, после многолетней тяжбы, не дождавшись в суде правды, проклял Ильиничей. Проклятие пало на детей и внуков всего рода. После смерти Юрия замок остался недостроенным. Одного из четырёх сыновей — Ивана отец лишил наследства за то, что «имел от него значительные неприятности». Злой рок преследовал и другого сына, Николая, умершего сразу после смерти отца. Свои права на наследство начинает доказывать Иван. В борьбу братьев вмешался великий князь Сигизмунд Старый, своей грамотой от 27 мая 1527 года оставивший замок за третьим сыном Станиславом, в 1531 году умершем в молодых годах. Согласно с другой легендой он был отравлен женой своего слуги. Жена слуги, красавица Кася, была обманута паничем и насильно была выдана замуж за слугу. Её новорождённое дитя убили. Поэтому, гордая мирянка отомстила обидчику и отравила его, но и сама умерла страшной смертью. Суд приговорил её к сожжению. Приговор исполнил младший сын Юрия Феликс по прозвищу Щенсны. По его приказу красавицу сожгли в юго-западной башне и там же замуровали её кости. В лунные ночи душа несчастной блуждает по замку в поисках ребёнка. Сын Иван также умирает бездетным, и последний сын Щенсного Юрий также прожил короткую жизнь[200]. На этом род Ильиничей обрывается.
- Легенда о воинах. Во время реставрации замка, проводившейся при Михаиле Святополк-Мирском, при вскрытии полов были обнаружены два скелета, захороненные позже по приказу хозяина на православном кладбище. По легенде, в новогоднюю полночь можно услышать лязг мечей, а затем продолжительный стон[197].
- По другой легенде, во время постройки замка во время рытья котлована были найдены кости мамонта. Но не знали кому они принадлежат, и решили, что это кости великана и навесили их на цеп ворот въездной башни[137]. Народная фантазия превратила настоящие кости живого существа в легендарных великанов-строителей Мирского замка[201].
- Существует легенда, согласно которой Юрий Ильинич отождествлял башни со своей семьёй. Главная башня означала его самого: большого и сильного, гостеприимно открывающего ворота для друзей и приятелей. Размещённые по углам четыре меньшие башни — это его сыновья: Николай, Ян, Станислав и Щенсны. Однако Ян в последние годы отцовской жизни отдался кутежам, поэтому возведение его башни остановилось. И, действительно, возведение северо-западной башни завершилось только при Радзивилле Сиротке[202].
- Другая легенда связана с событиями Отечественной войны 1812 года, когда был оставлен автограф на стене около окна во дворцовой столовой. Считают, что он мог принадлежать французскому маршалу Луи Даву. Автограф с датой 1812 был найден во время реставрации и взят в рамку[203].
- Во время реставрации дворца на одном из каминов была найдена выбитая на граните надпись: «Здесь моя Италия. Здесь моё солнце». Считается, что надпись могла принадлежать управляющему князя Михаила Николаевича Святополк-Мирского Франклину, итальянцу по происхождению. Не известно, при каких обстоятельствах была сделана надпись, сам же Франклин недолго служил князю и умер, не выдержав местного климата[204].

## В кинематографе
У Мирского замка богатая кинематографическая история. Его первое появление в кинематографе состоялось в 1928 году в немом фильме «Пан Тадеуш» (режиссёр Р. Ордынский, Польша). Полная кинематографическая история Мирского замка выглядит следующим образом:
- 1964 — военная драма «Через кладбище» (реж. В. Туров, СССР);
- 1966 — военная драма «Восточный коридор» (реж. В. Виноградова, СССР);
- 1970 — военный фильм «Пятёрка отважных» (реж. Л. Мартынюк, СССР);
- 1973 — фильм-сказка «Горя бояться — счастья не видать» (реж. В. Туров, СССР);
- 1977 — фильм «Три весёлые смены» (реж. Д. Михлеев, В. Поздняков, Ю. Оксанченко, СССР);
- 1979 — военная драма «Пани Мария» (реж. Н. Трощенко, СССР);
- 1994 — фильм «Шляхтич Завальня, или Беларусь в фантастических рассказах» (реж. В. Туров, Беларусь);
- 2008 — сериал «Ермоловы» (реж. В. Краснопольский, В. Усков, С. Виноградов, Россия);
- 2009 — военная драма «Снайпер. Оружие возмездия» (реж. А. Ефремов, Россия/Беларусь);
- 2012 — фильм «1812: Уланская баллада» (реж. О. Фесенко, Россия).
- 2016 — мини-сериал «Любовь вне конкурса» (реж. И. Хотиненко, Россия).
- 2022 — сериал «Абсурд» (реж. А. Насыбулин, Россия)[206].

## Галерея фотоснимков

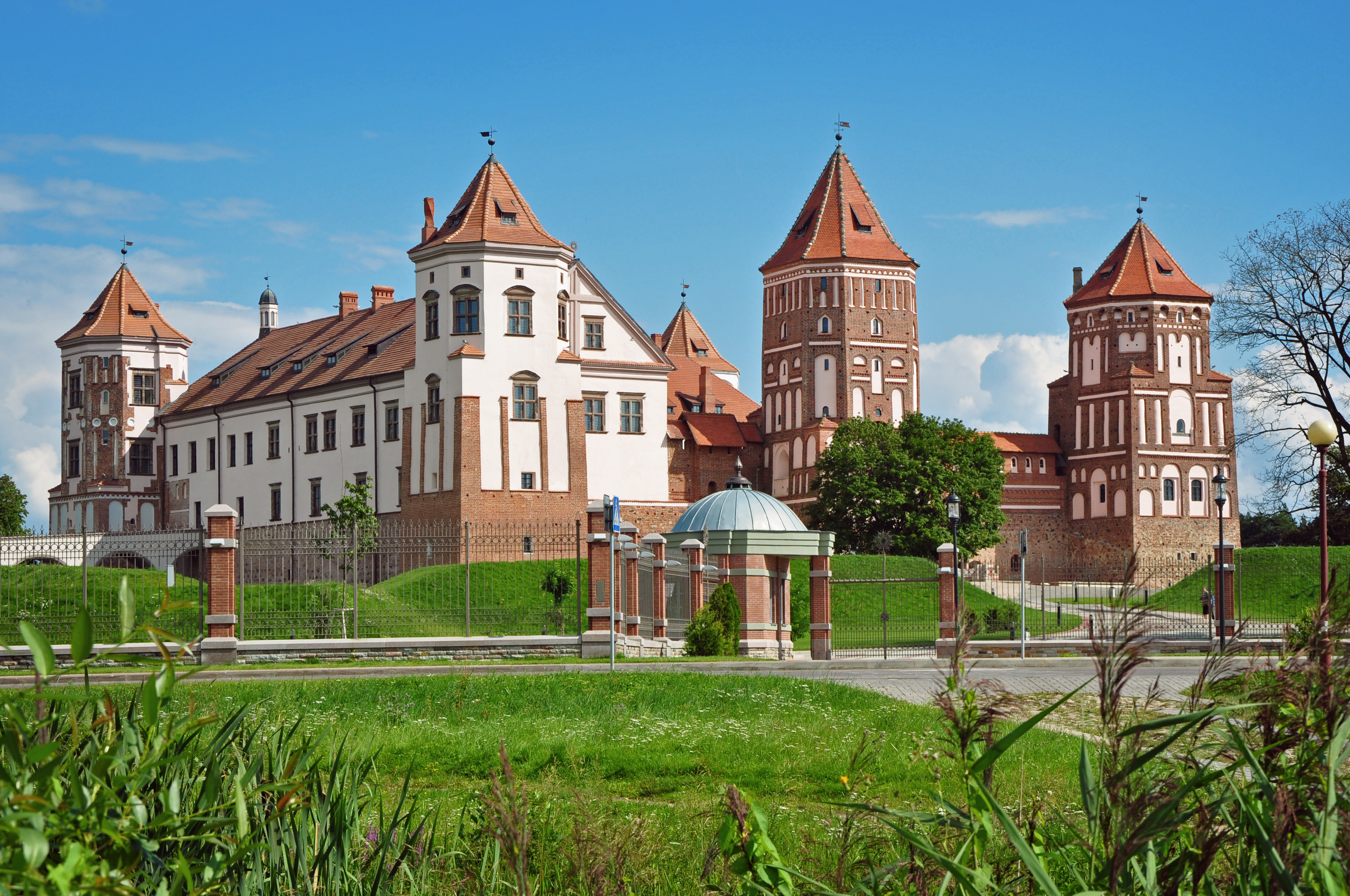
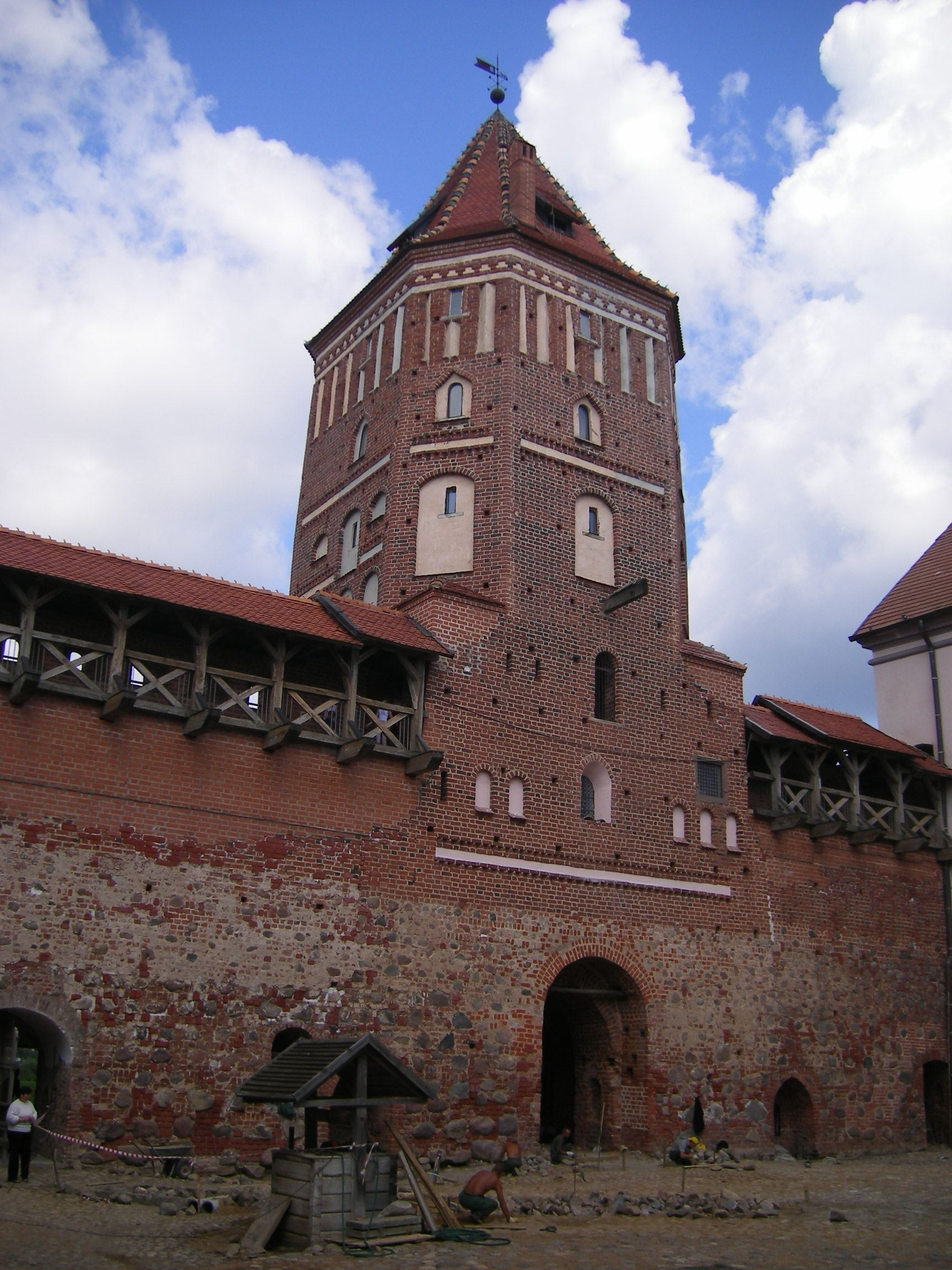
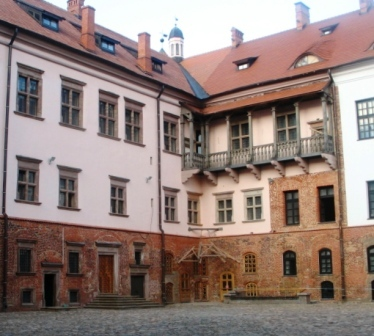
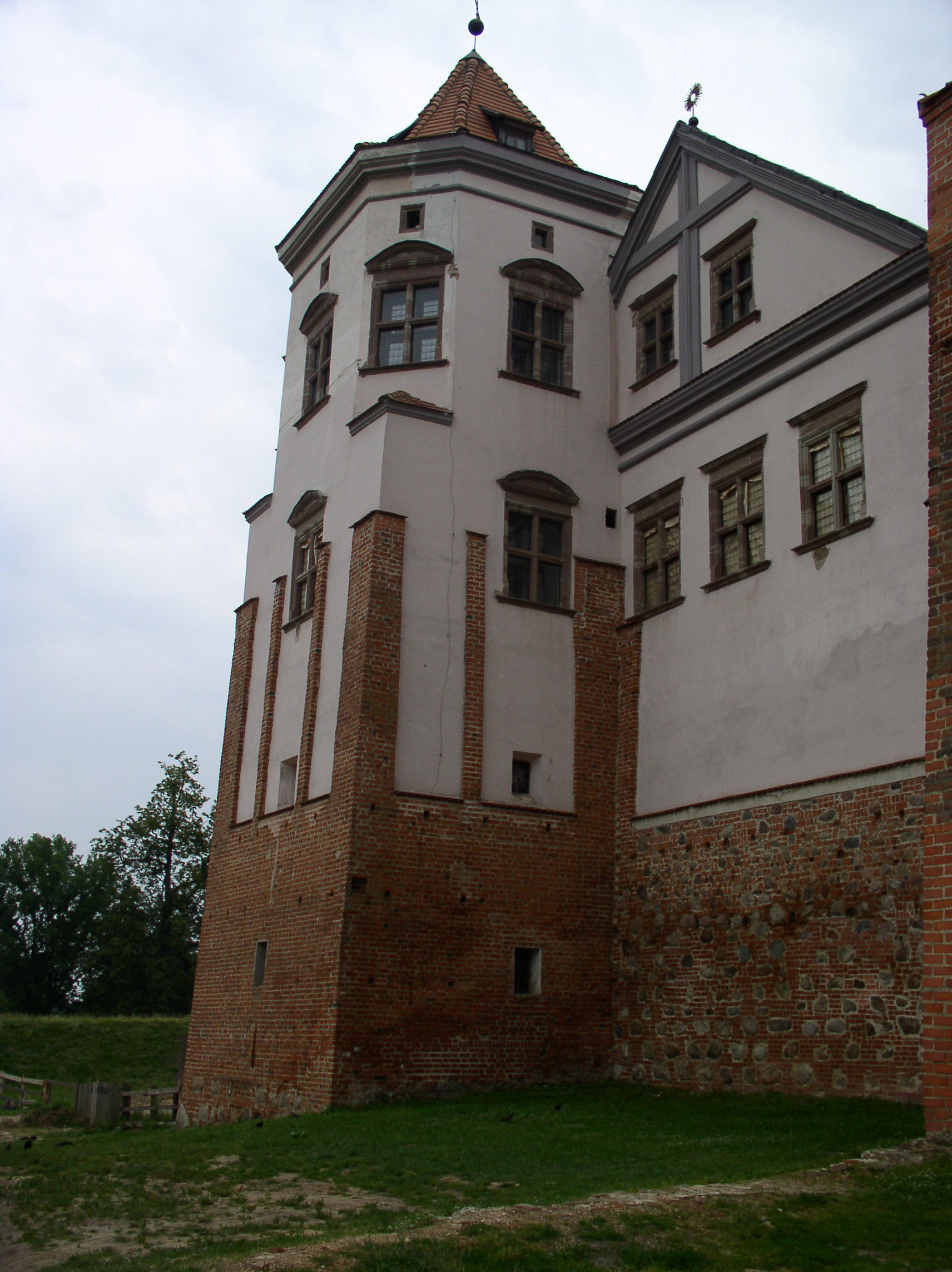
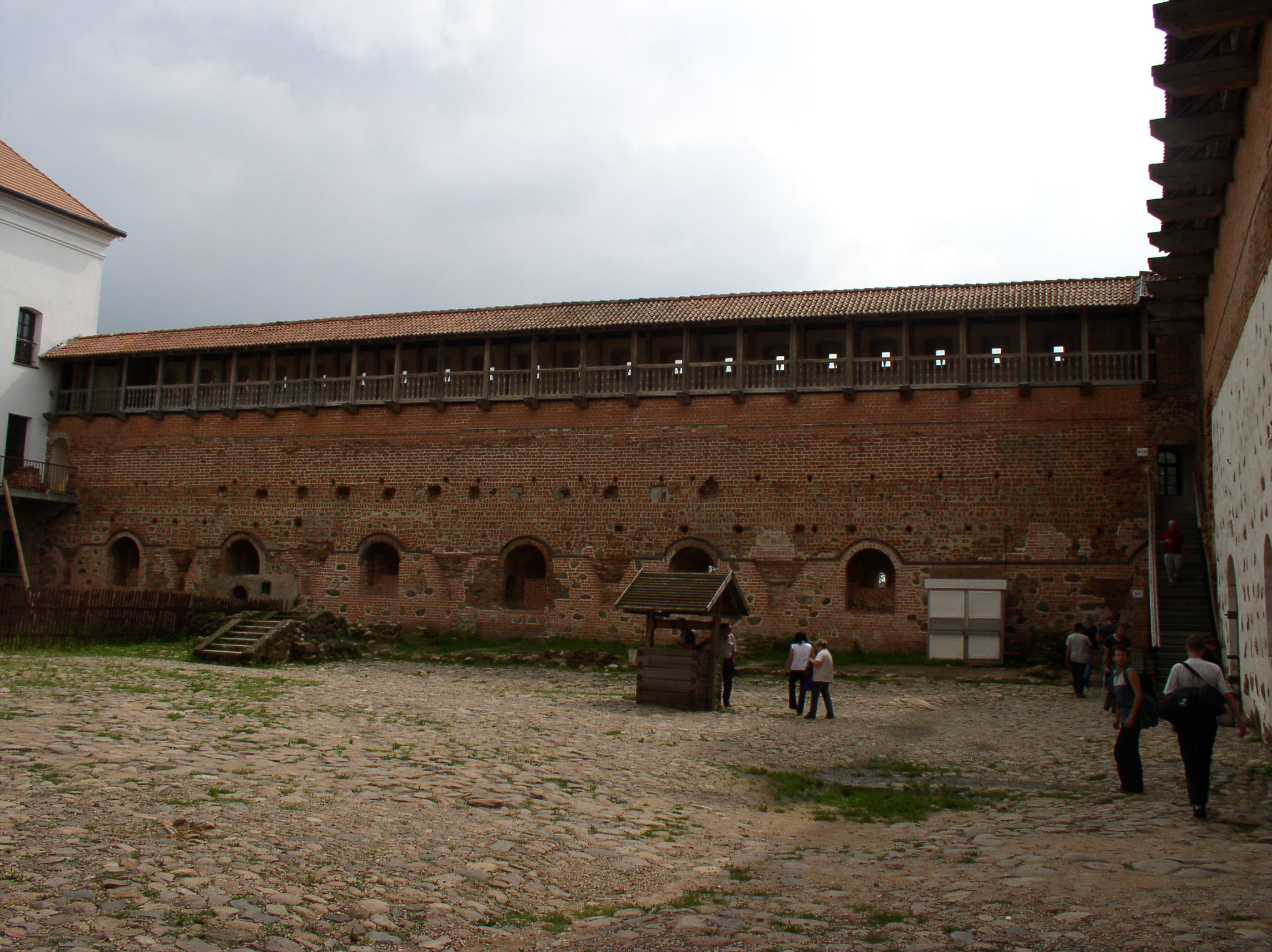

## В филателии

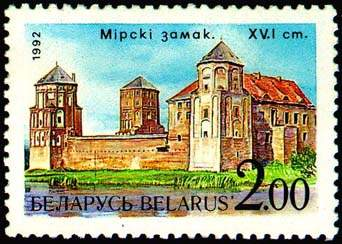
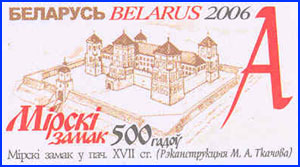
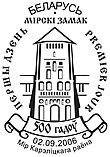
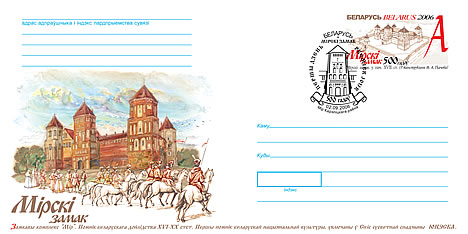
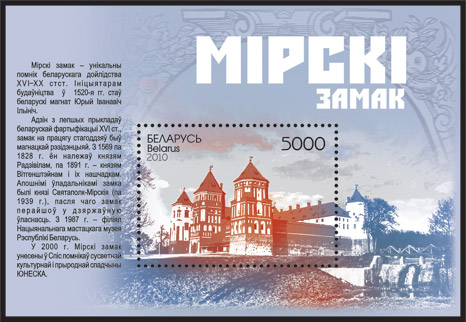
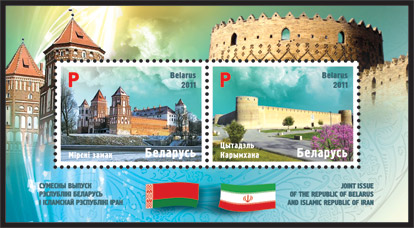
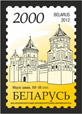
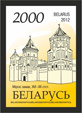
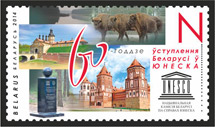

## Подобная архитектура

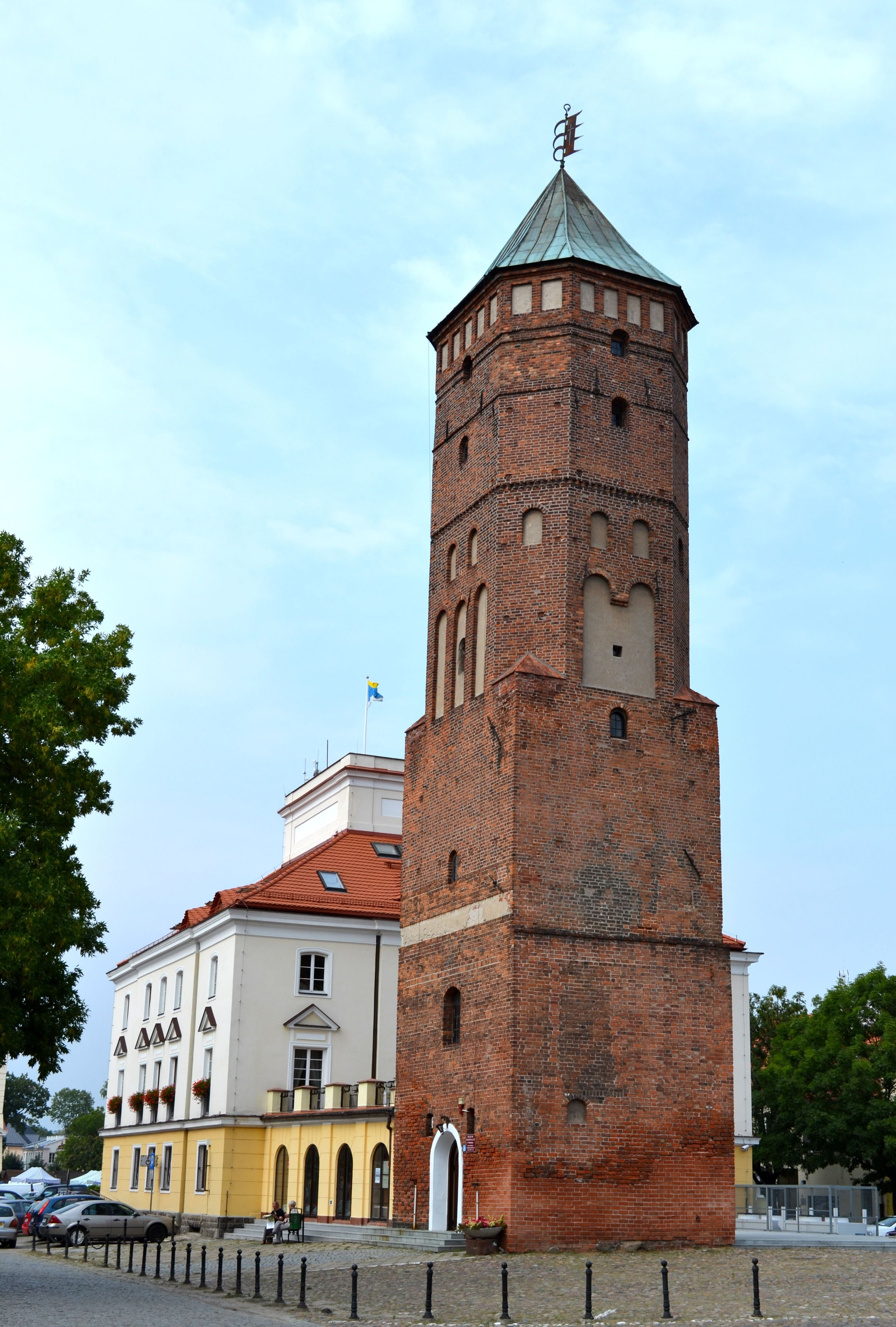
Башня городской ратуши в польском городе Пултуск, XVI век
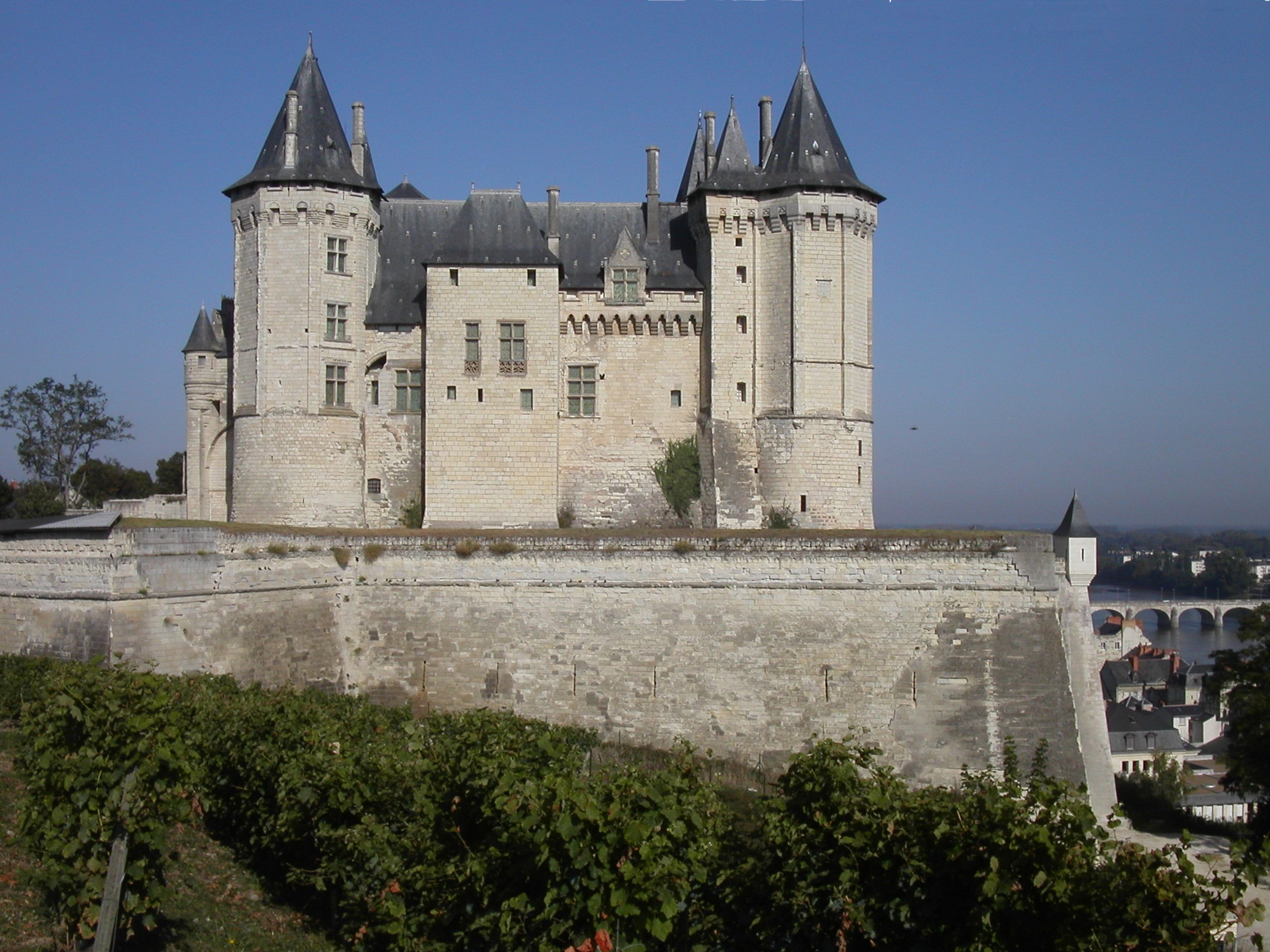
Замок Сомюр во Франции